# Таро Райдера — Вейта
Таро Райдера — Вейта — широко популярна колода для читання карт таро. Також відома як Таро Вейта — Сміт, Таро Райдера — Вейта — Сміт або Таро Райдера. Колоду створили двоє членів Герметичного Ордену Золотої Зорі. Вчений та містик А. Е. Вейт розробив інструкції, а Памела Колман Сміт проілюструвала її. Вперше колоду видрукувала компанія Райдер у 1909 році. Колода відтоді неодноразово перевидавалась, а також надихнула послідовників на створення численних варіацій та імітацій. За оцінками, існує понад 100 мільйонів копій колоди в більш ніж 20 країнах.

## Загальна інформація
Хоча зображення видаються простими, їхні деталі та фон насичені глибоким символізмом. Частково зображення нагадують ті, що зустрічались у старіших колодах, проте загалом карти Вейта — Сміт суттєво відрізняються від своїх попередників. Християнські образи було видалено з одних карт, а в інші — додано. Наприклад, карта «Папесса» стала «Верховною жрицею» і більше не містить папської тіари, карта «Закохані», що раніше містила зображення середньовічної сцени, де одягнені чоловік та жінка отримують благословення від вельможі чи священнослужителя тут зображає оголених Адама і Єви в Едемському саду, а туз кубків зображає голуба, що несе причасний хліб. Молодші аркани Сміт проілюструвала алегоричними сценами, проте попередні колоди (за кількома рідкісними винятками) мали досить простий графічний дизайн.
Маг і окультист XIX століття Еліфас Леві, а також вчення Герметичного Ордену Золотої Зорі значним чином вплинули на символізм та ілюстровані образи колоди. Аби врахувати астрологічні відповідності, яких навчає Золота Зоря, Вейт запровадив кілька нововведень у колоду. Він змінив порядок карт Сили та Справедливості так, щоб Сила відповідала Леву, а Справедливість — Терезам. Він також заснував карту «Закохані» на італійських колодах таро, які містять двох осіб і ангела, щоб створити зв'язок із Близнюками.

## Старші аркани

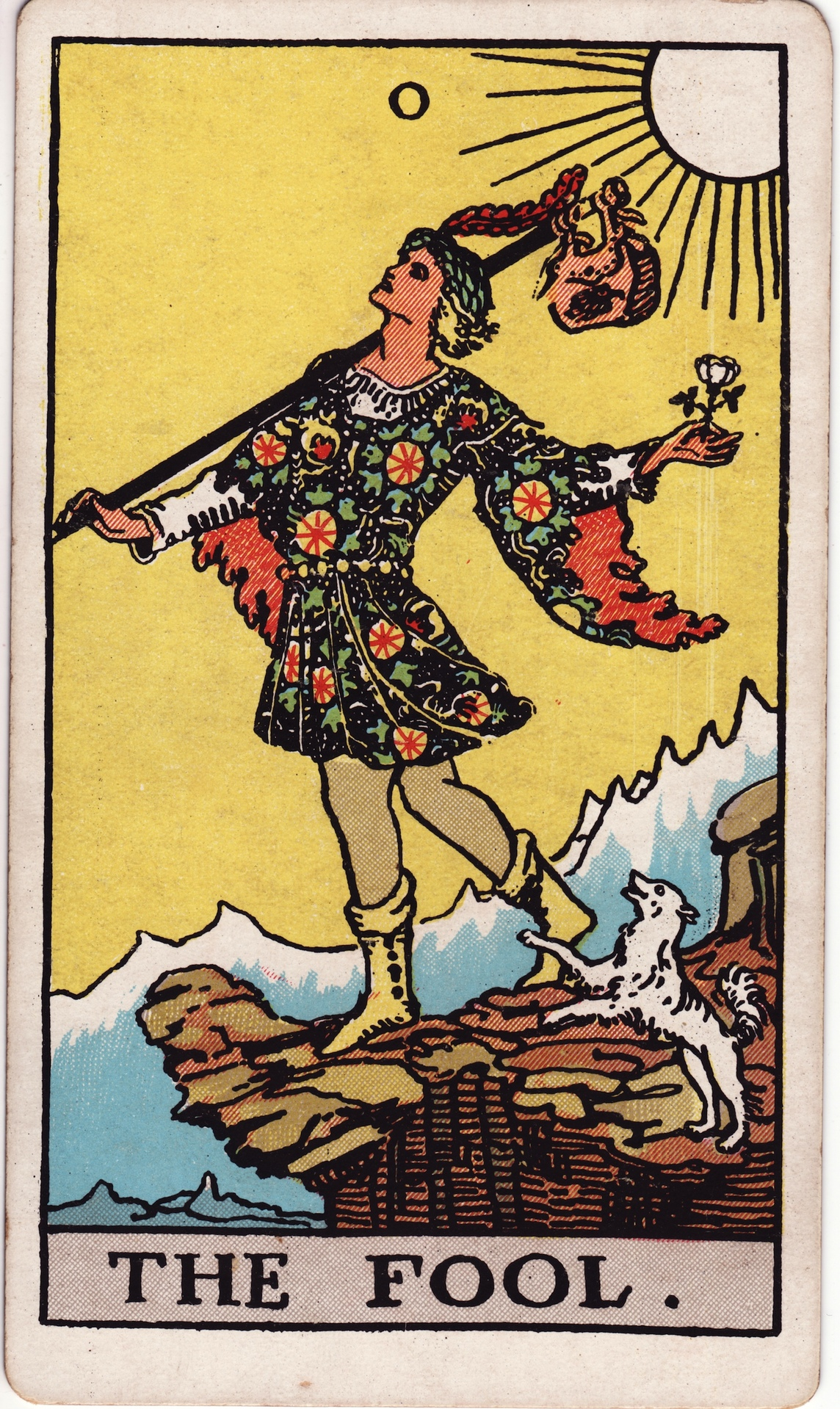
0 – Дурень
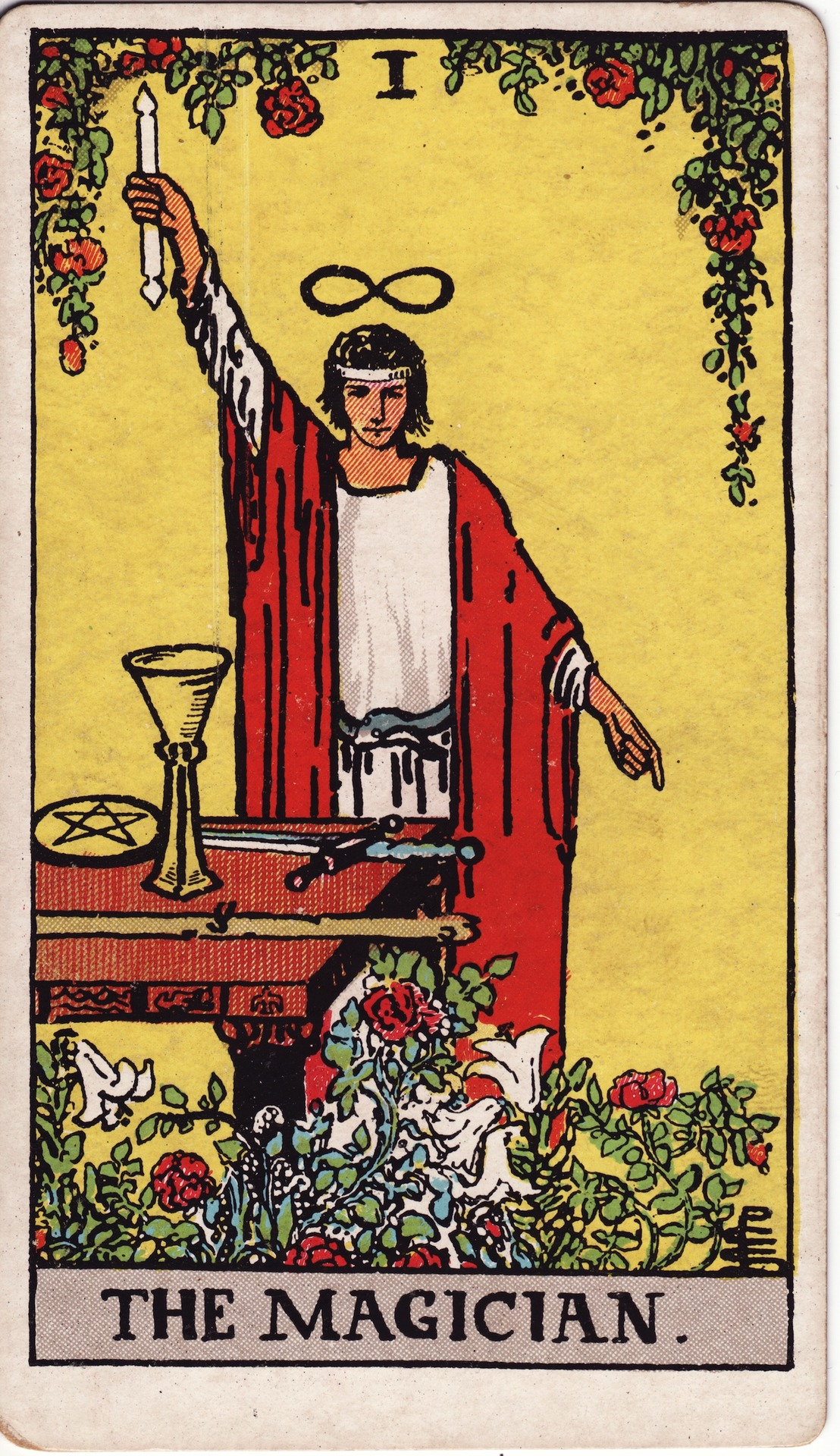
I – Маг
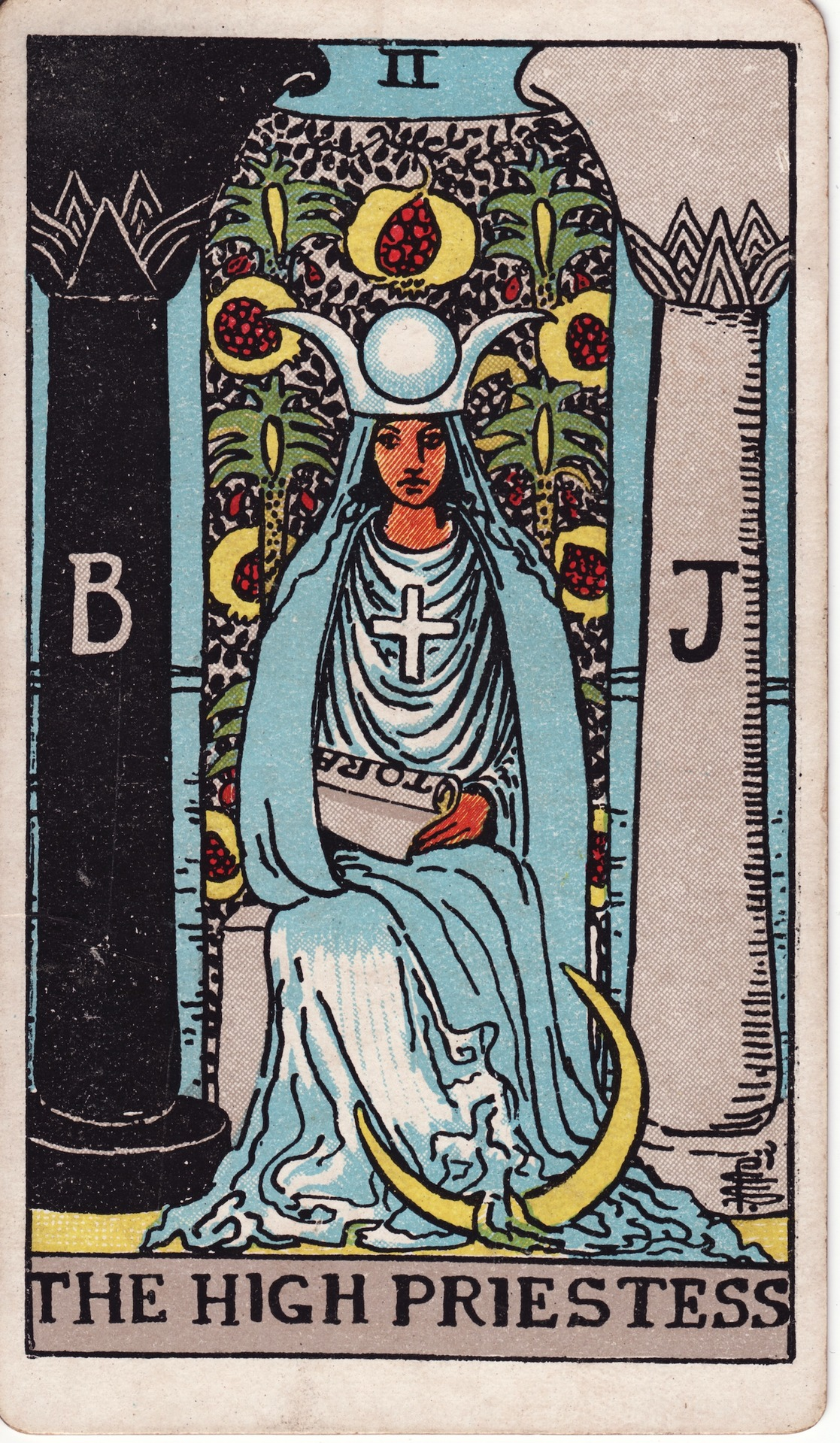
II – Верховна жриця
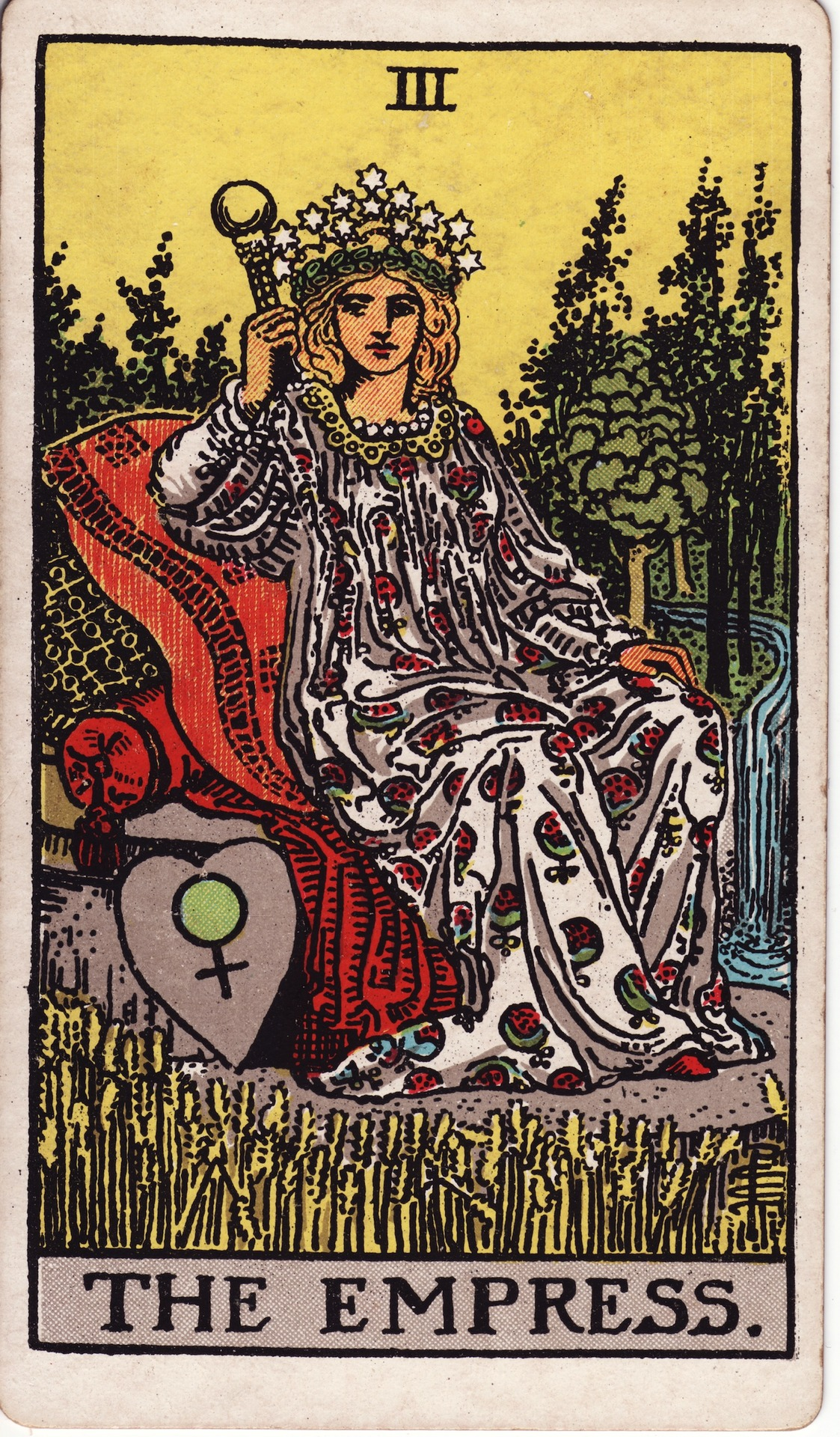
III – Імператриця
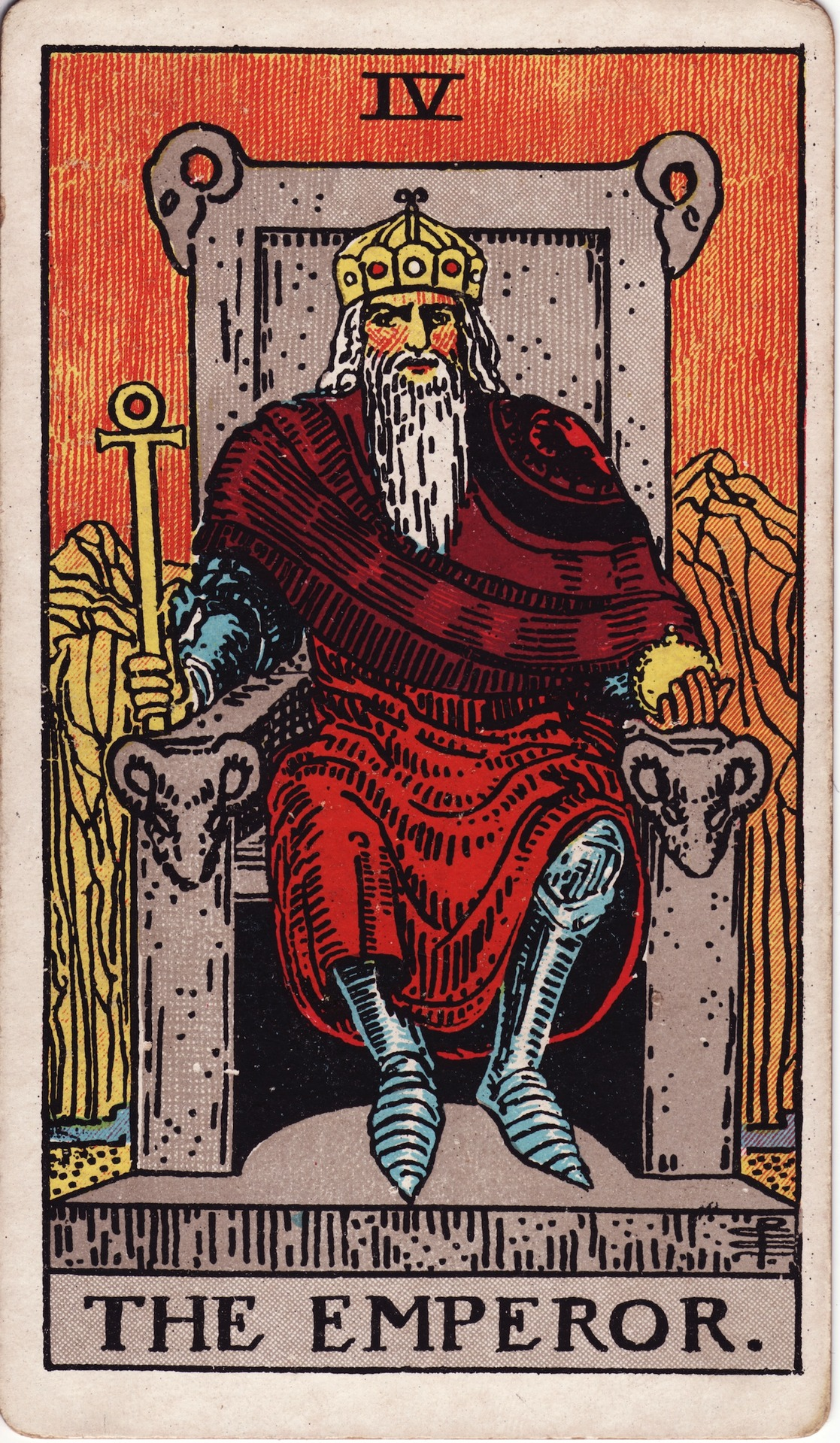
IV – Імператор
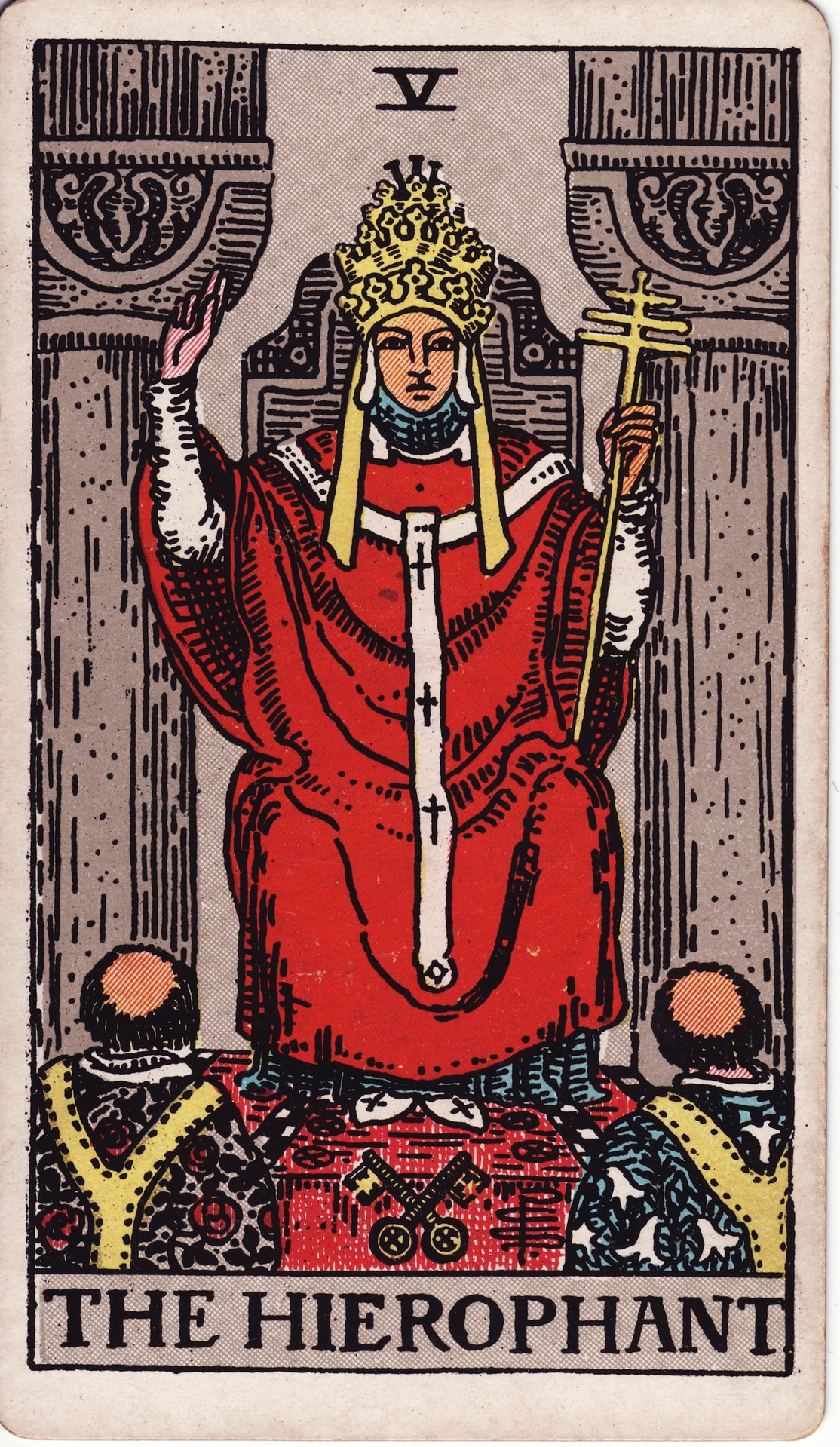
V – Ієрофант
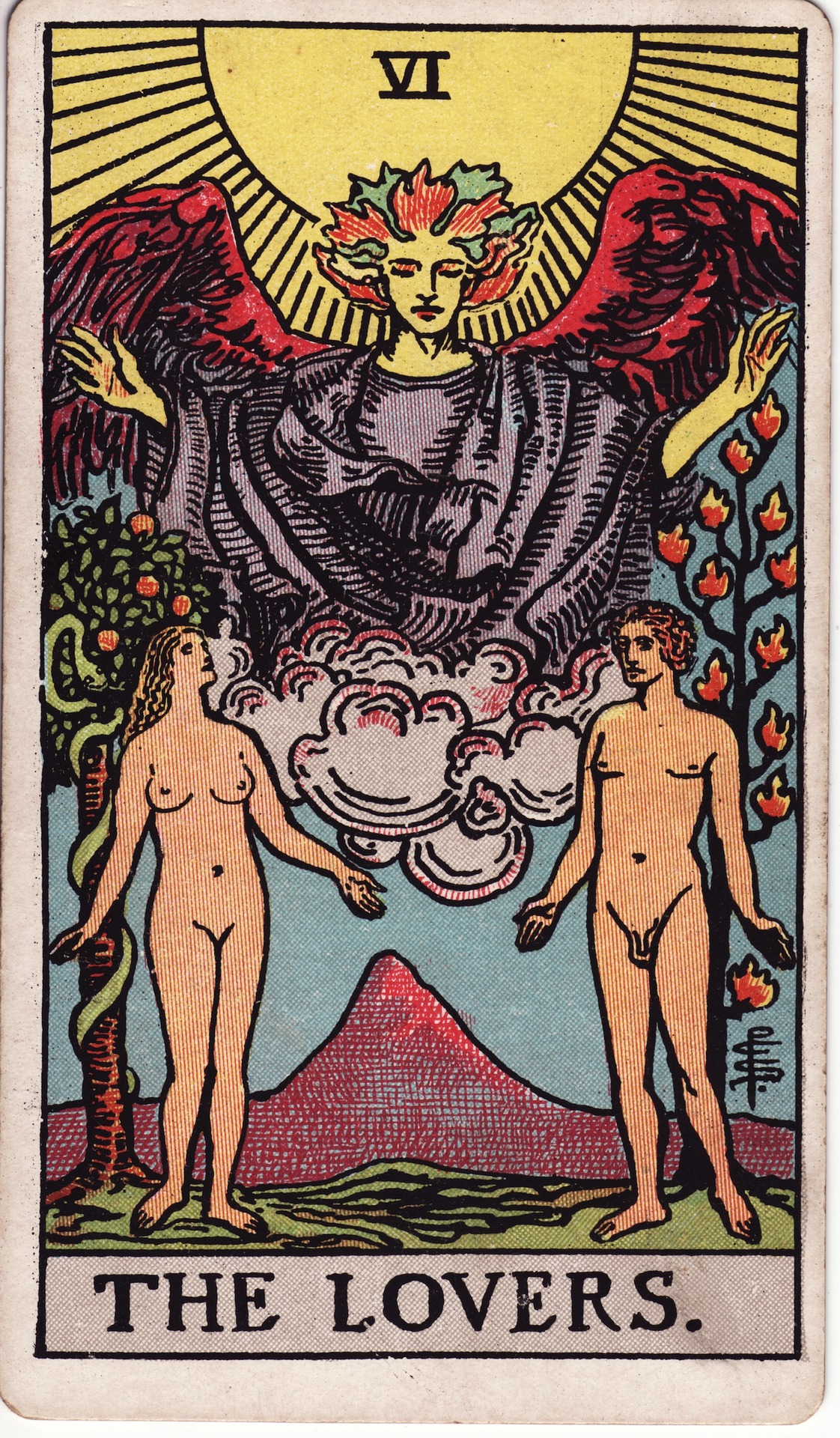
VI – Закохані
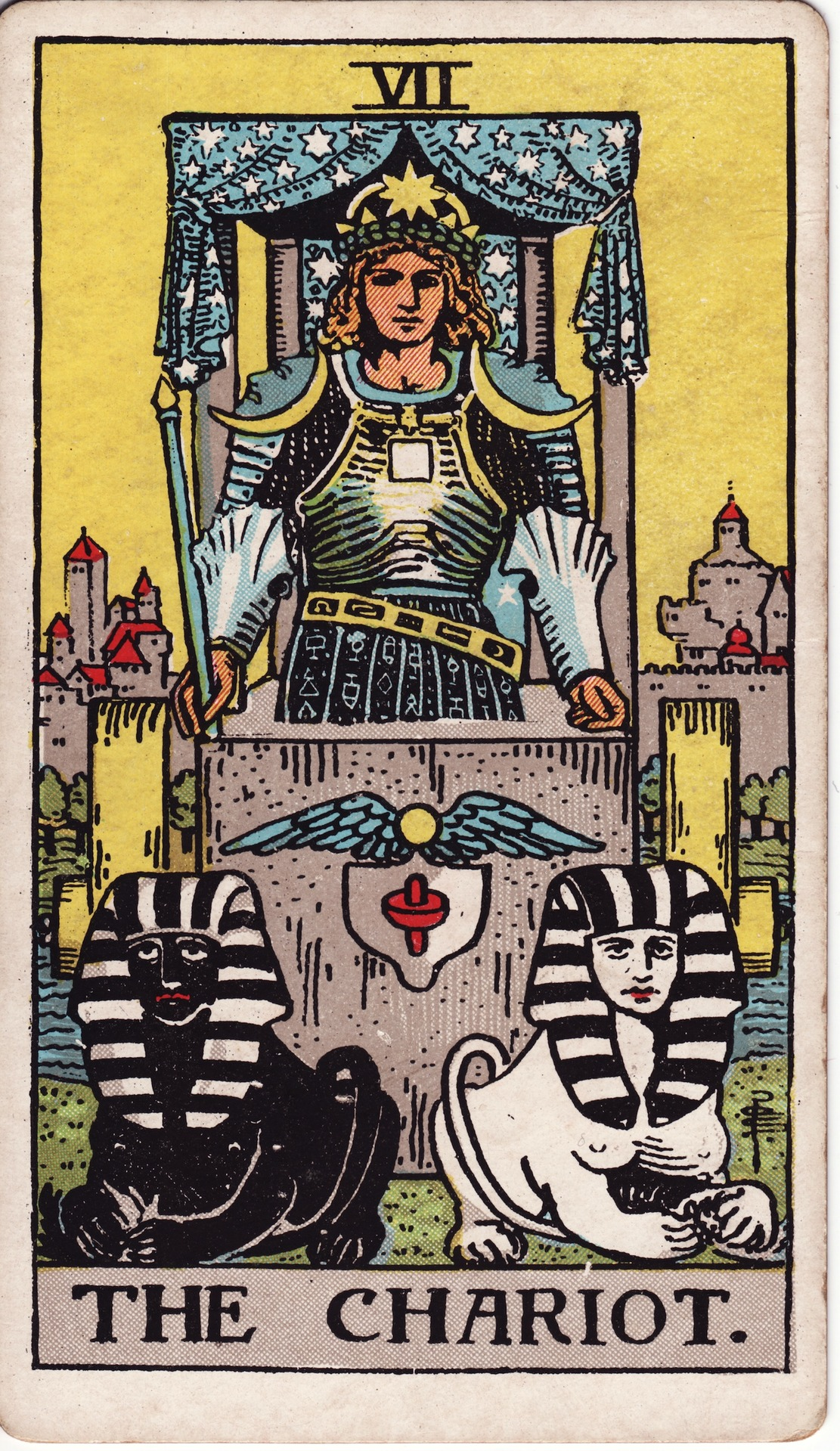
VII – Колісниця
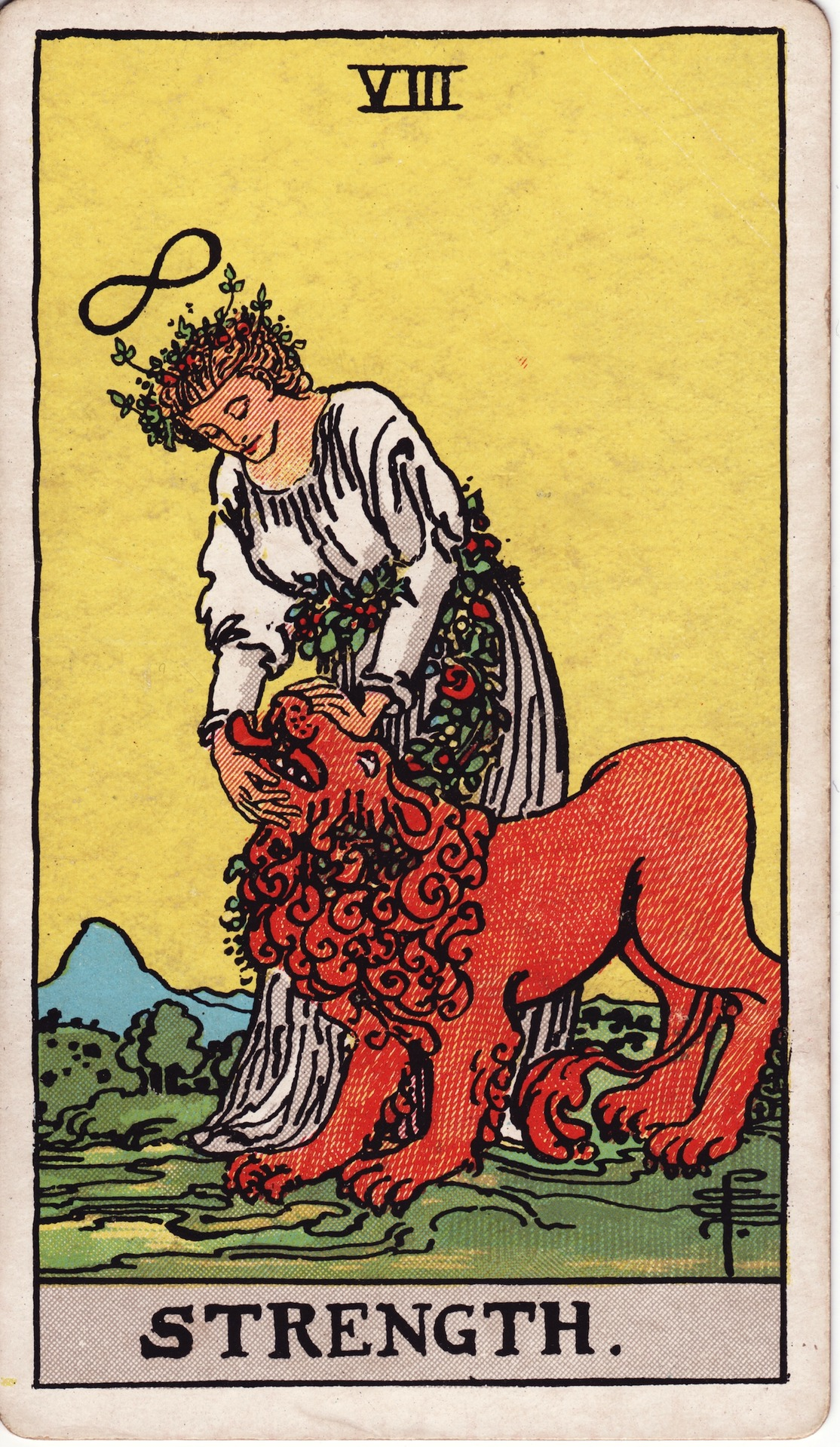
VIII – Сила
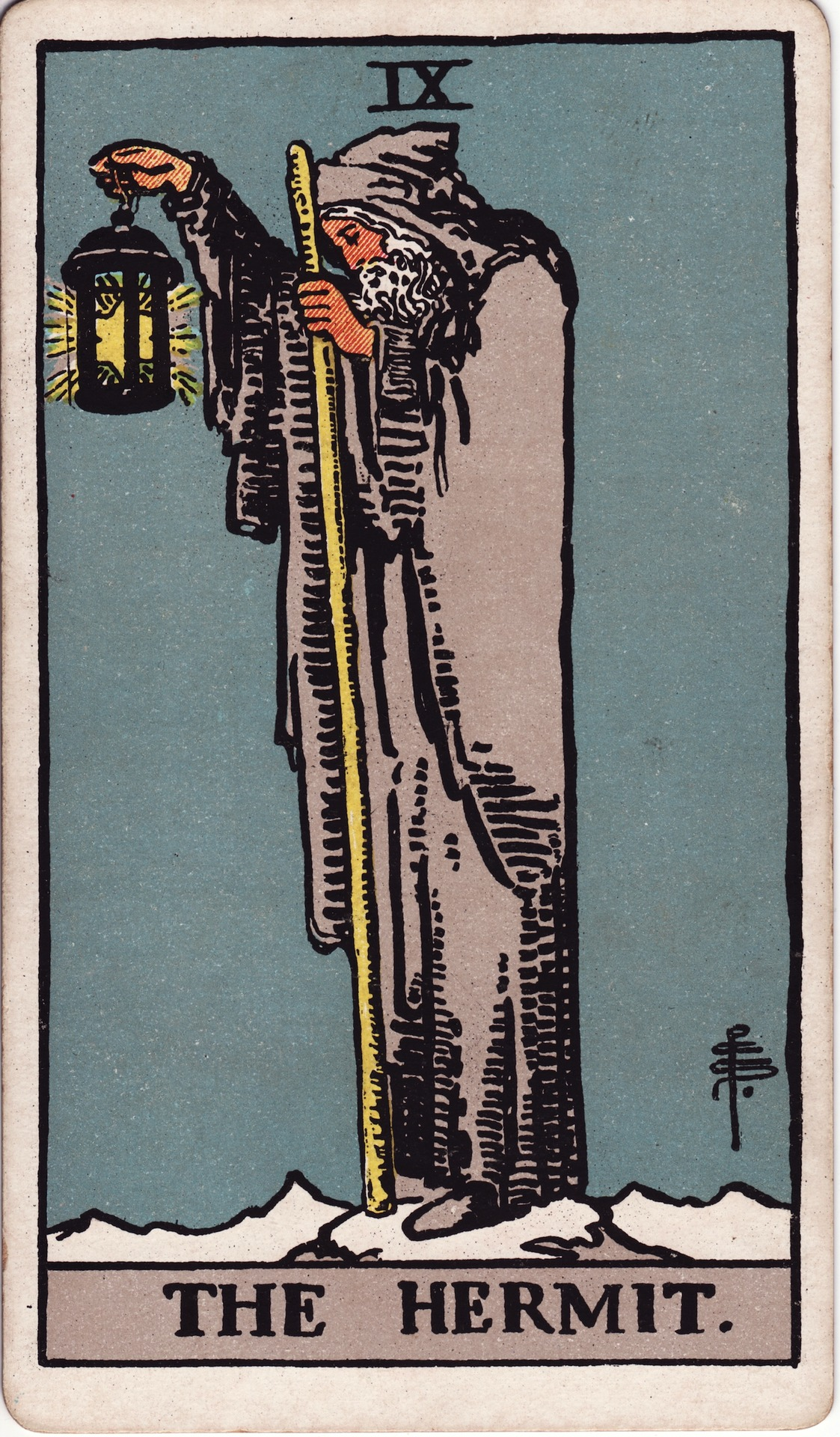
IX – Відлюдник
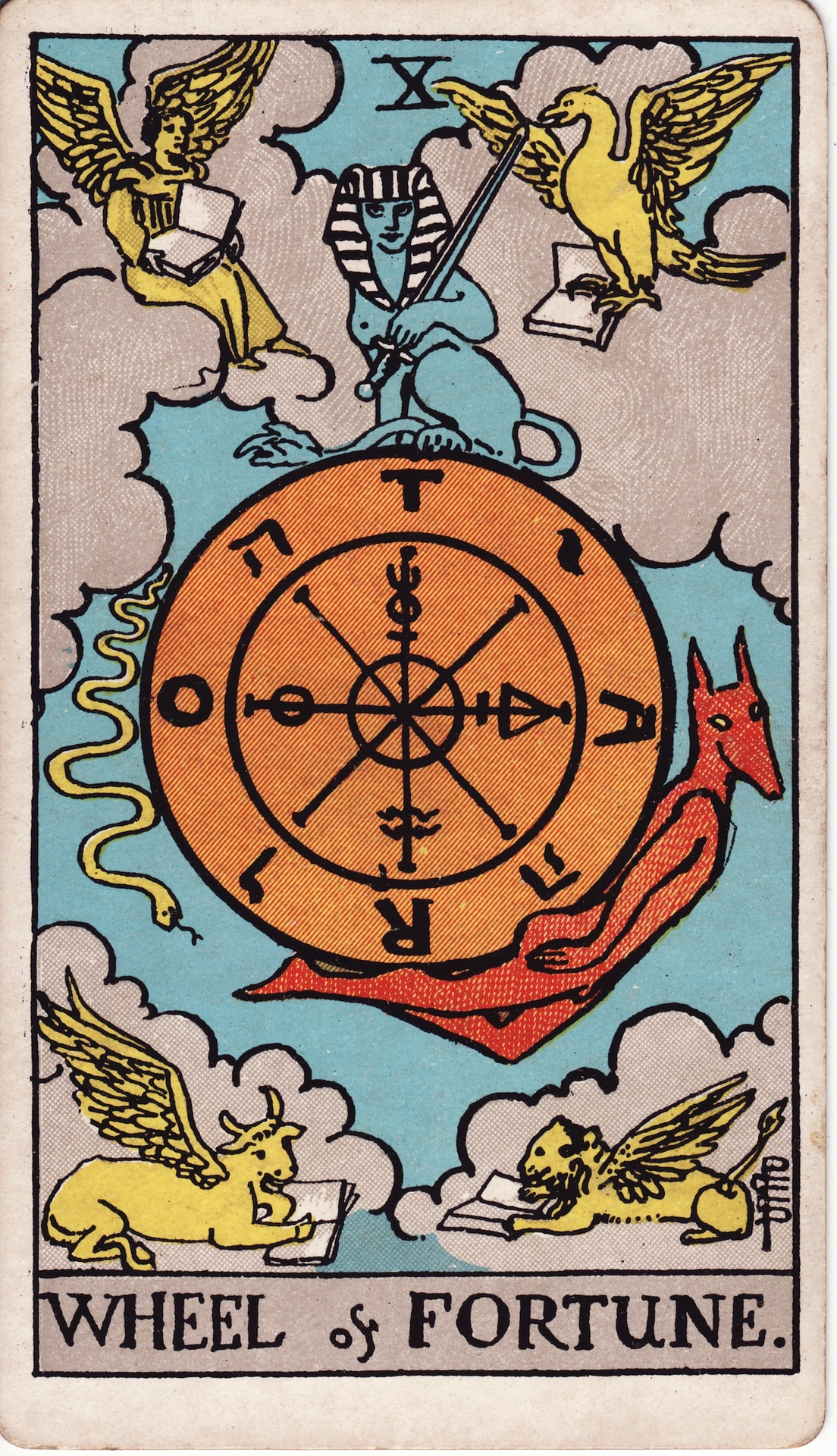
X – Колесо фортуни
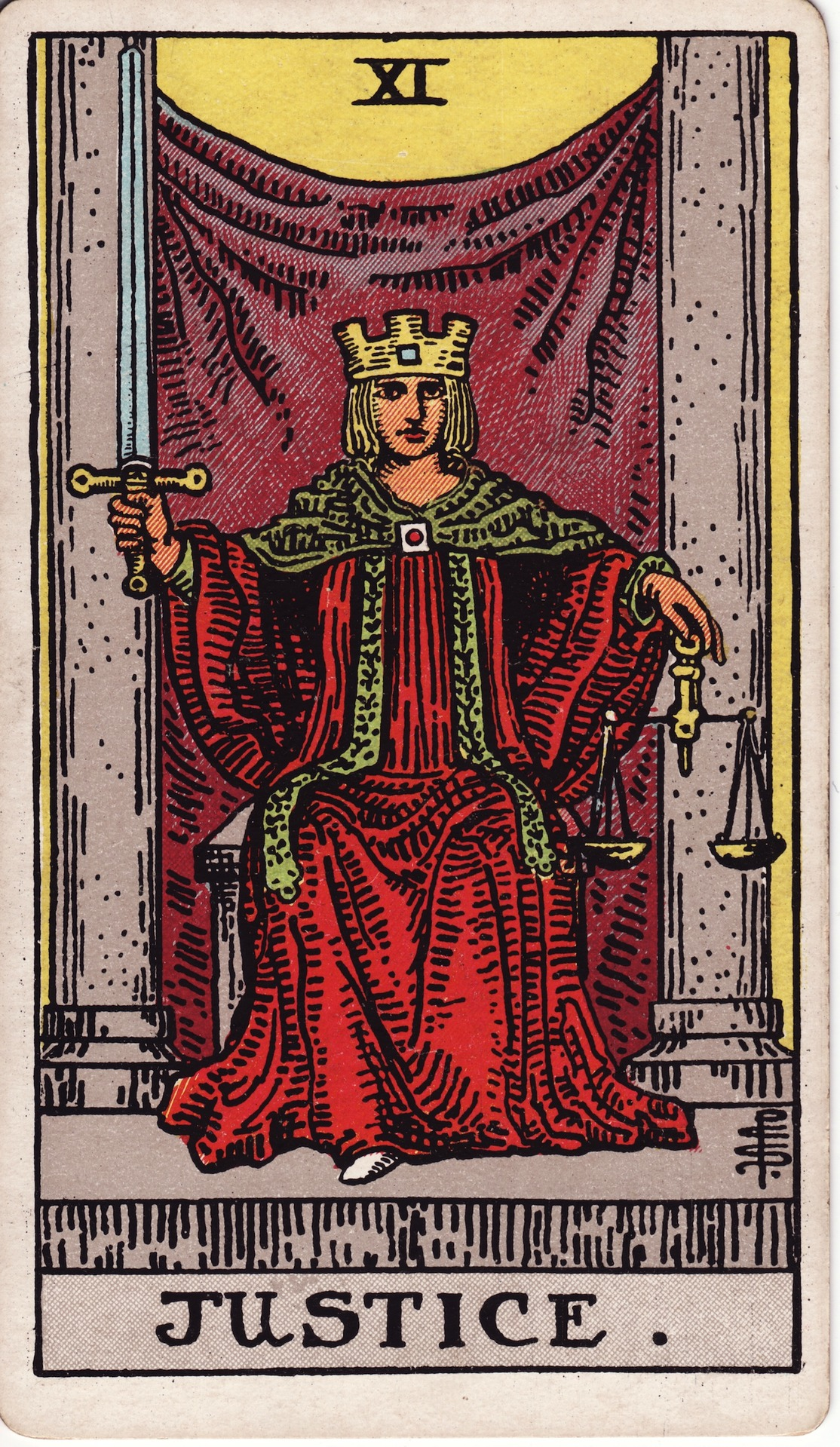
XI – Справедливість
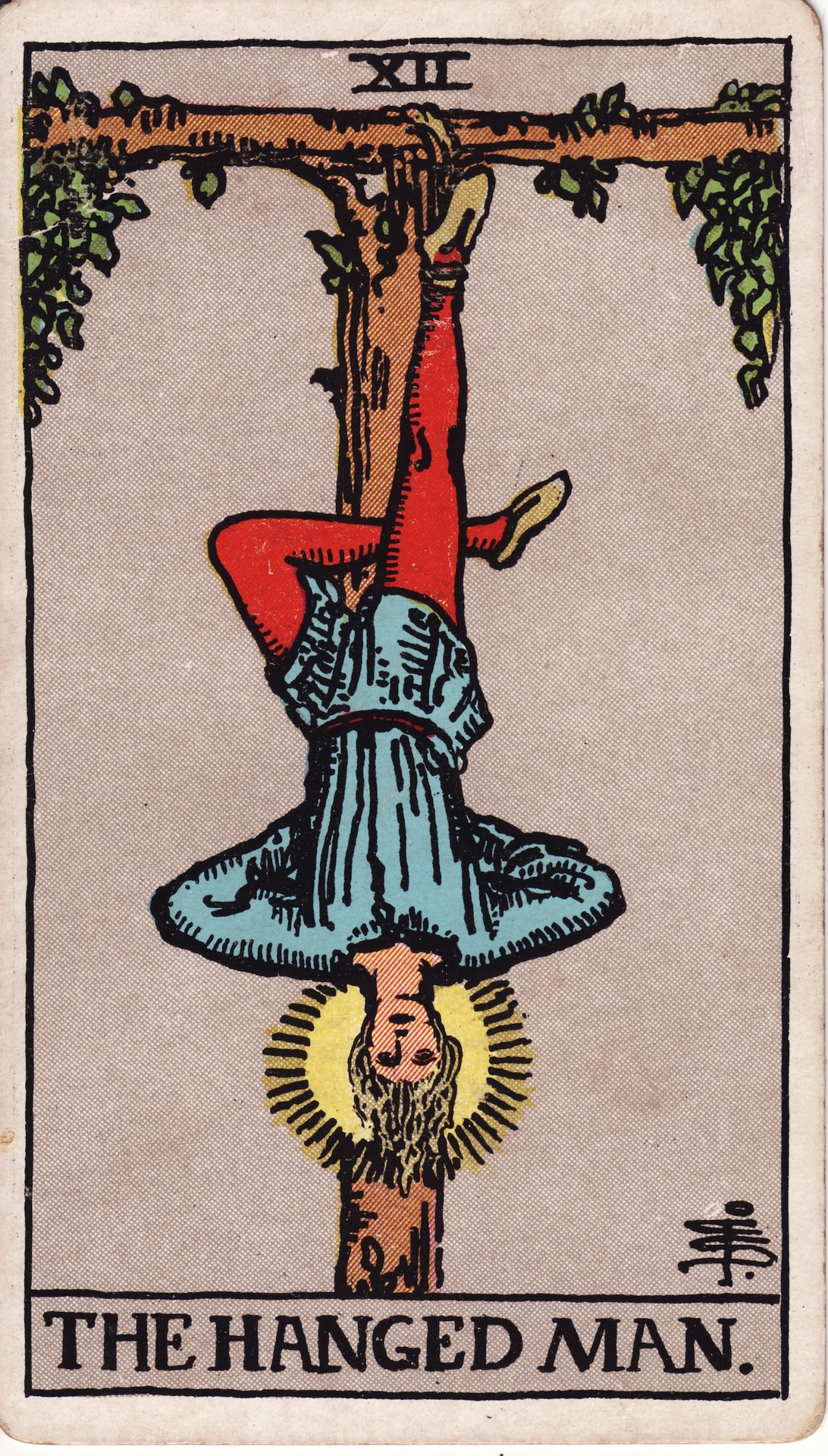
XII – Повішаний
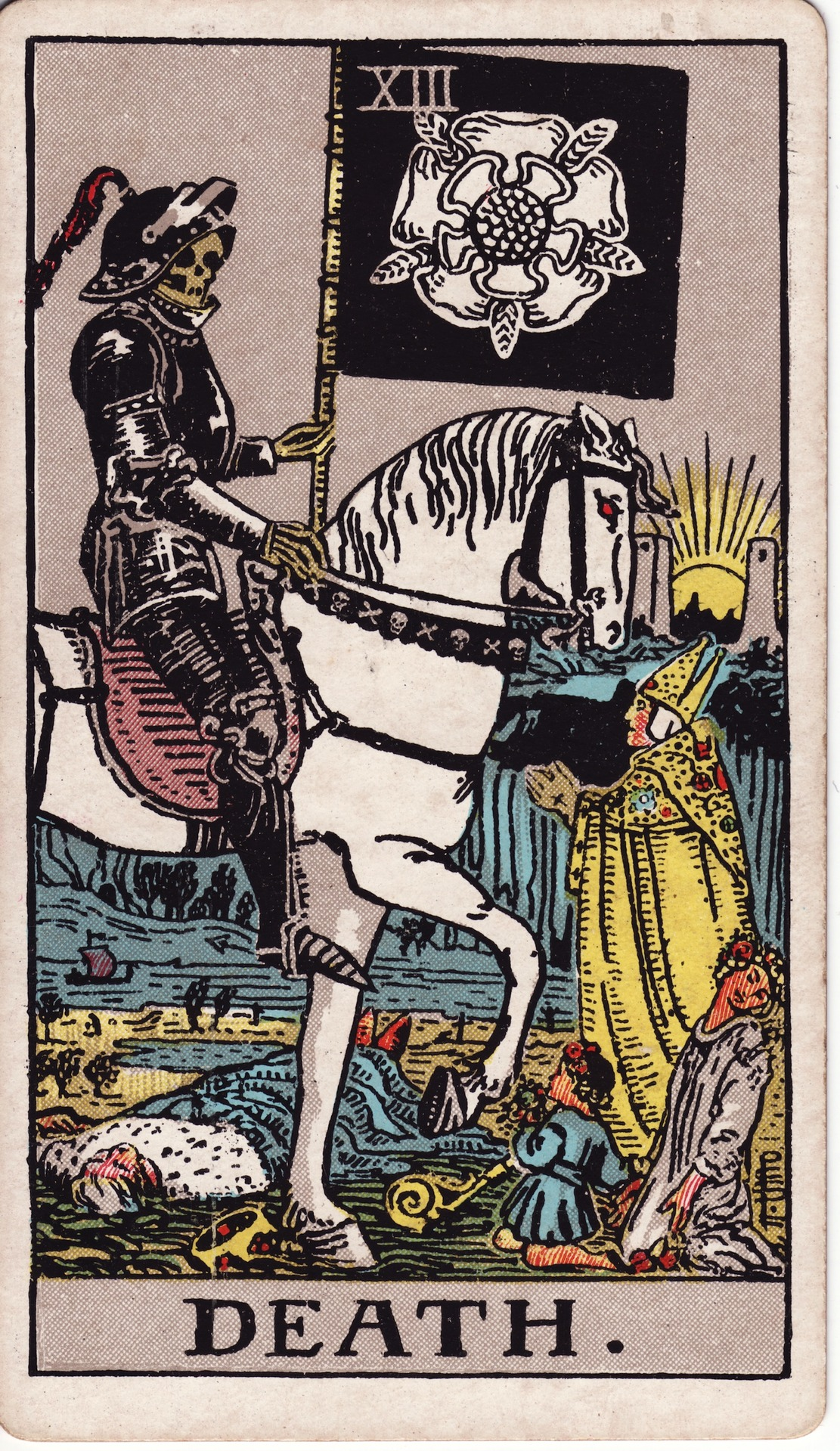
XIII – Смерть
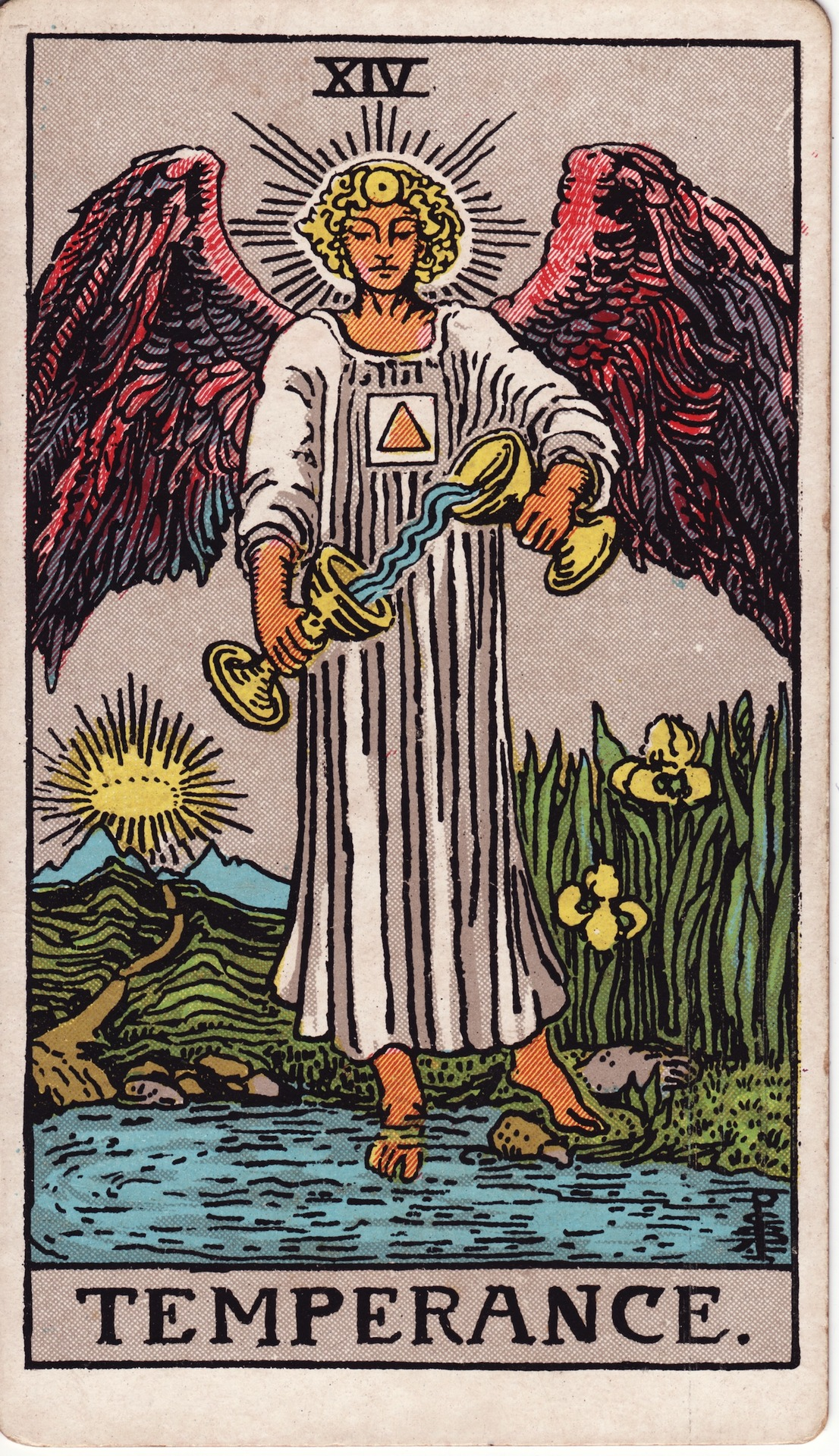
XIV – Помірність
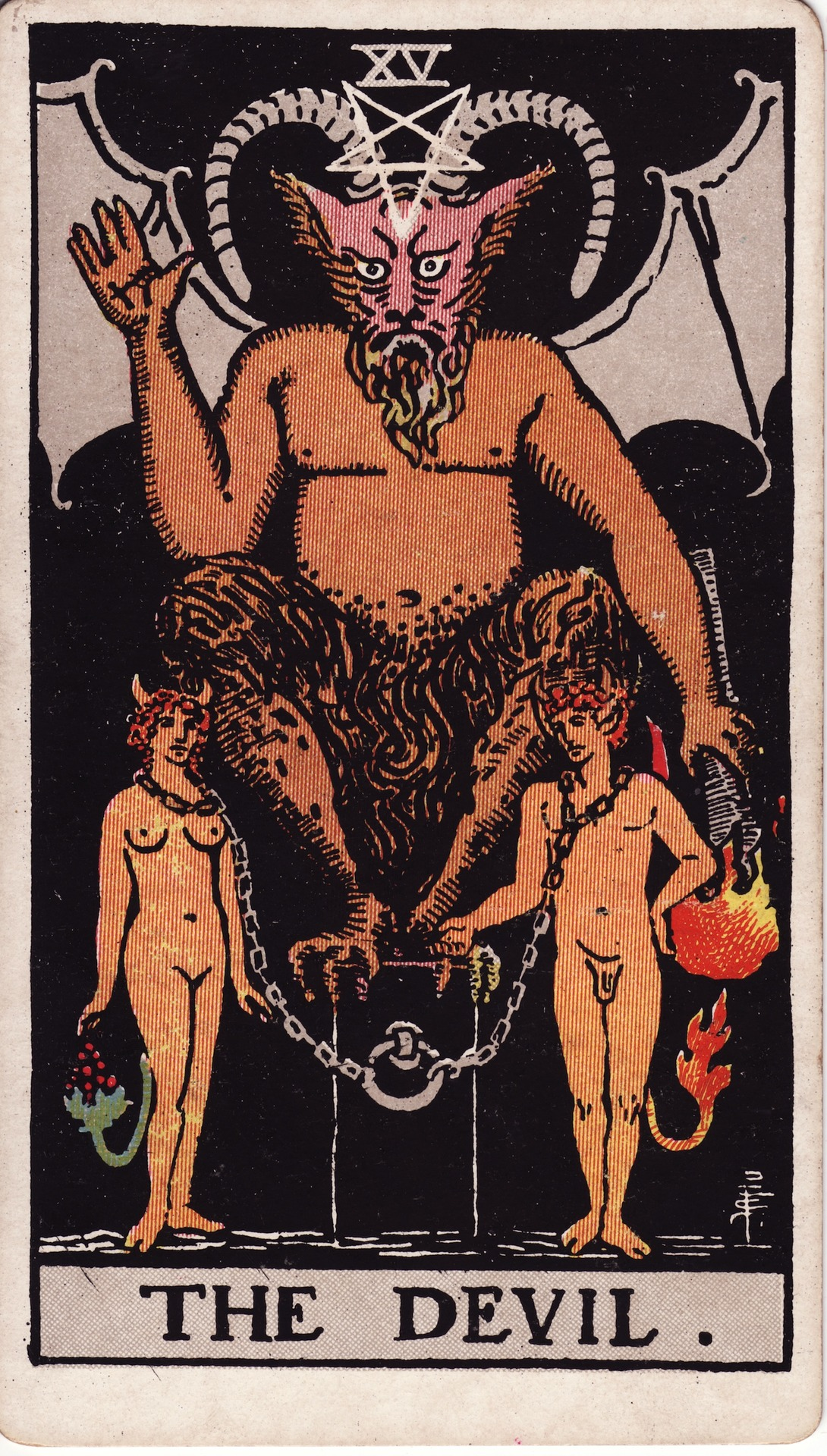
XV – Диявол
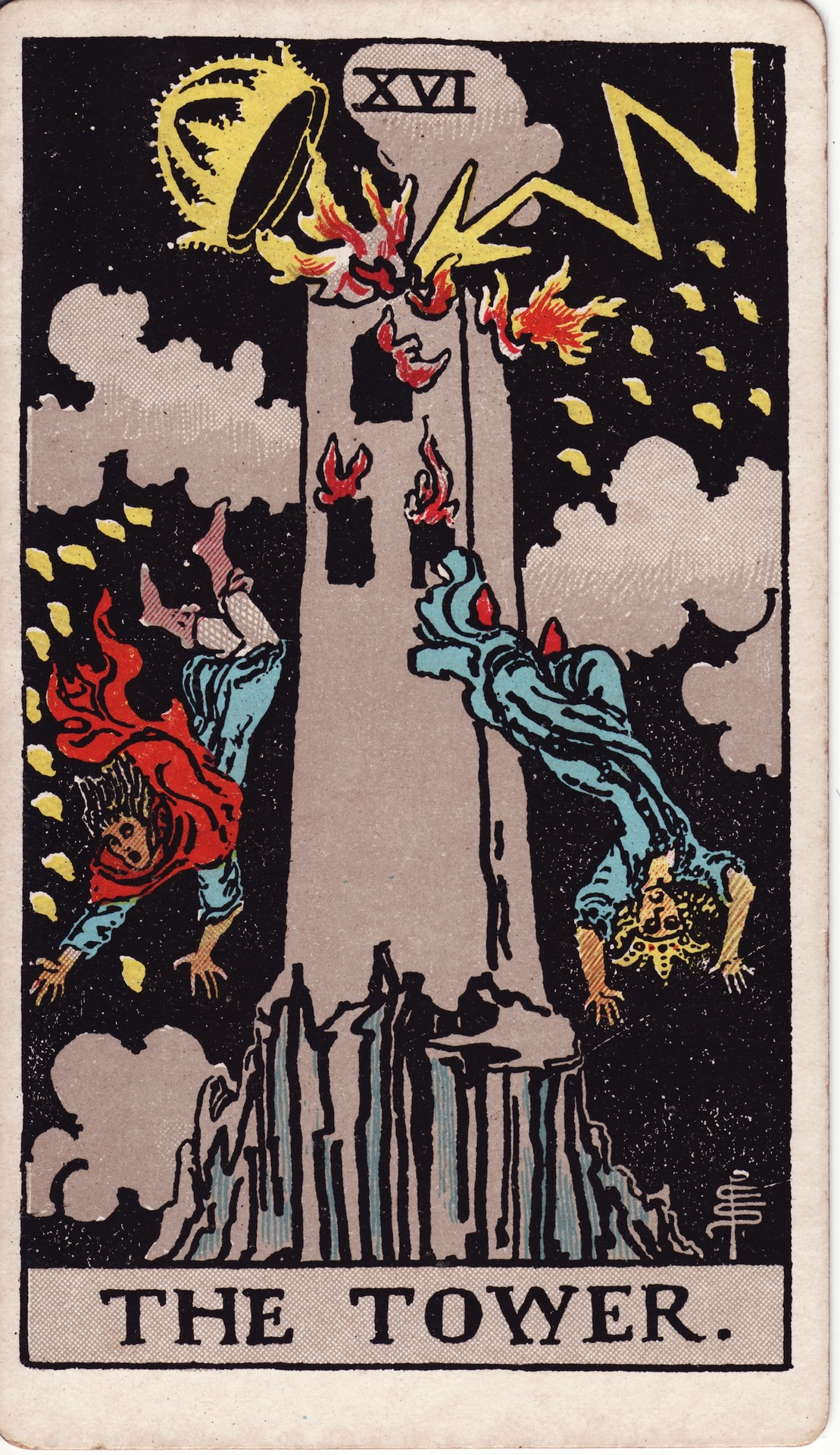
XVI – Вежа
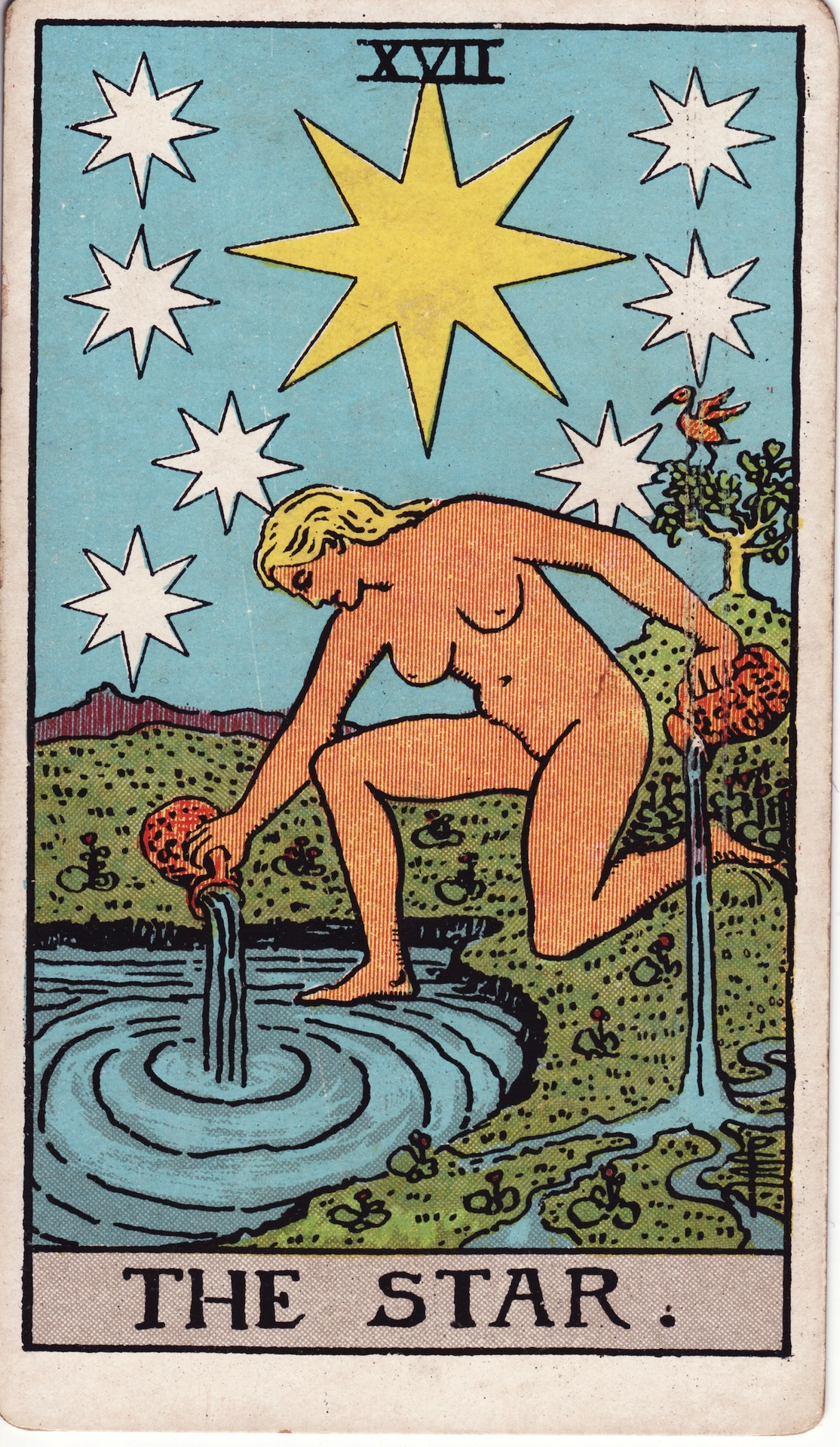
XVII – Зірка
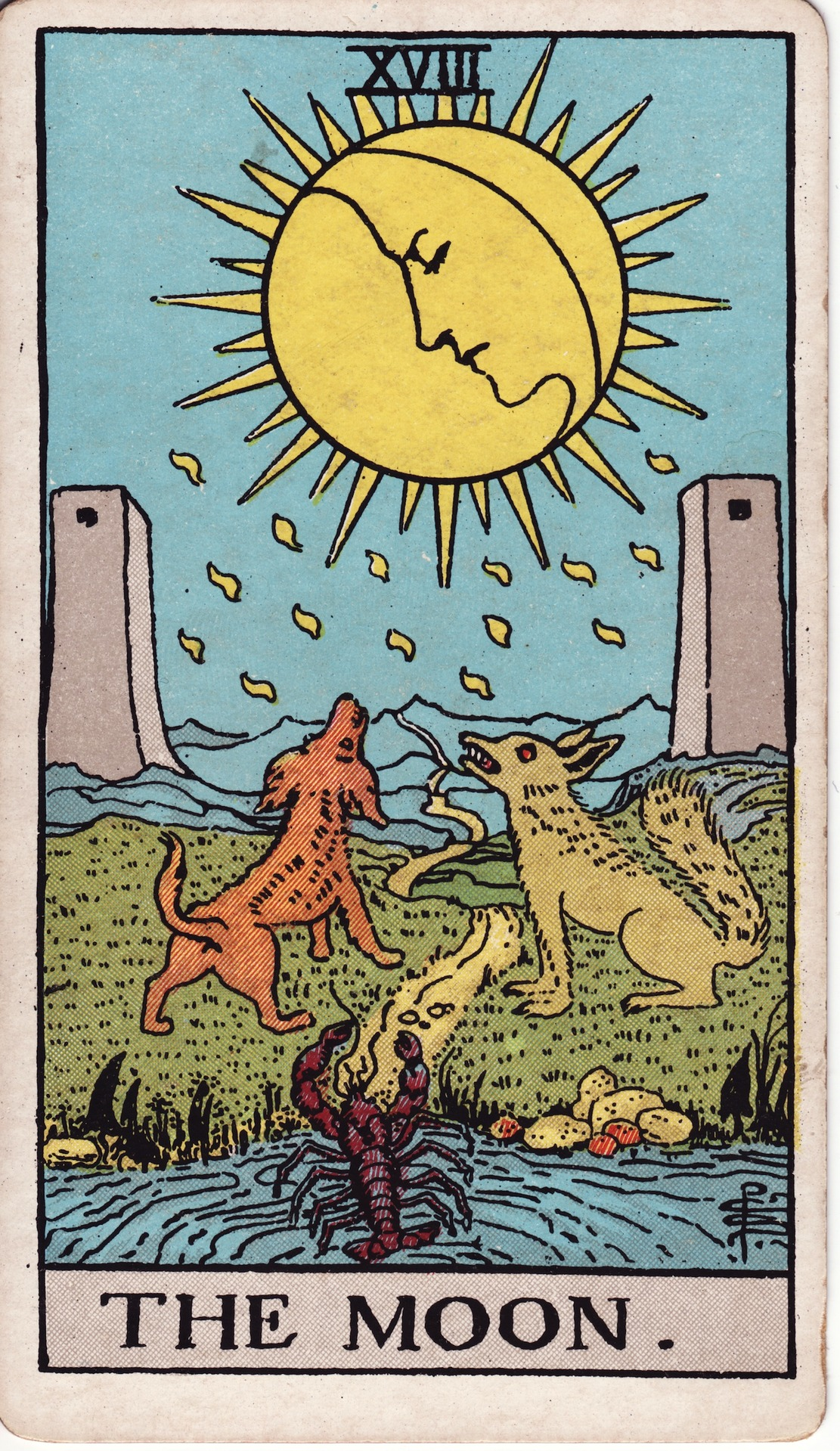
XVIII – Місяць
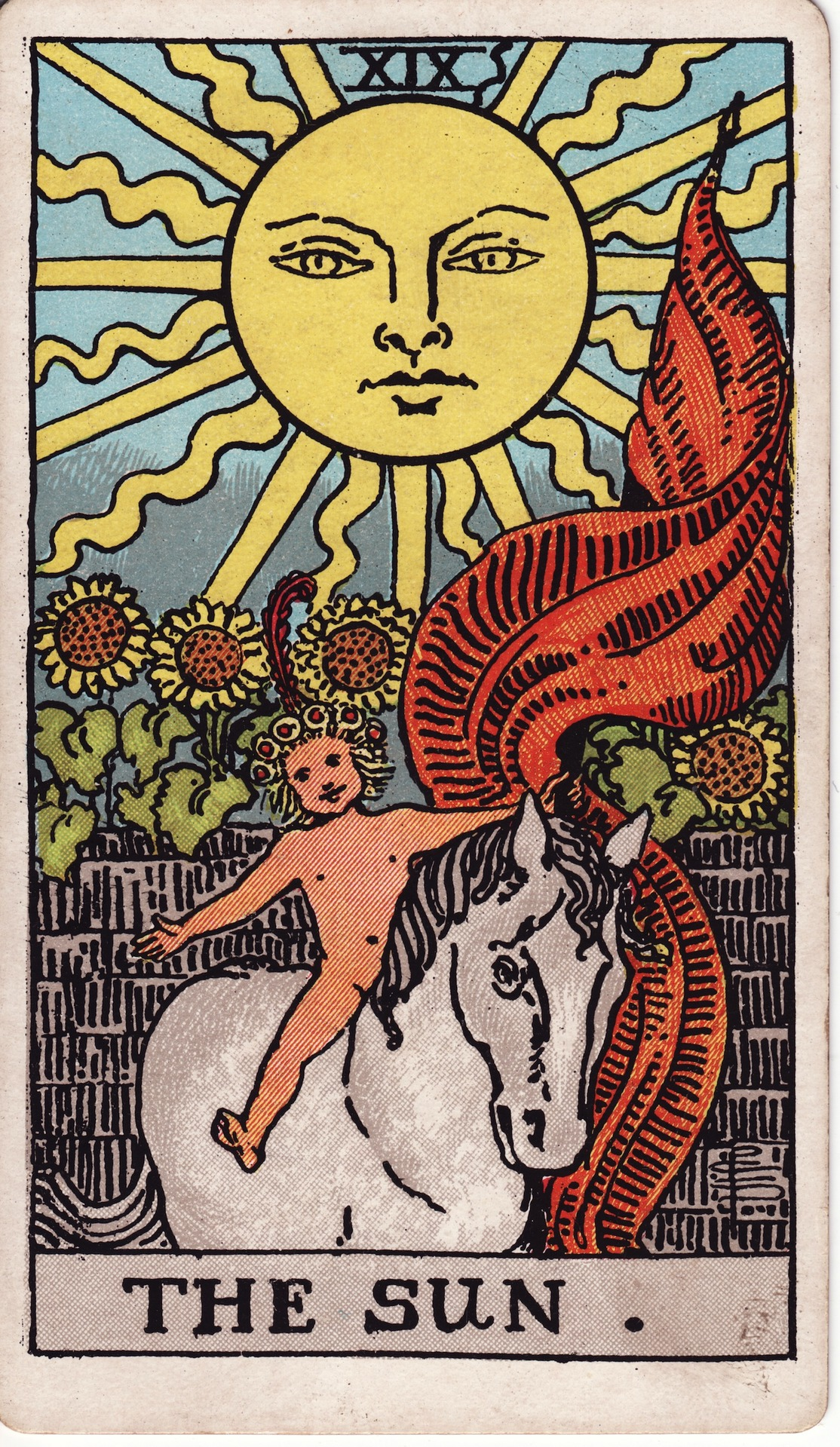
XIX – Сонце
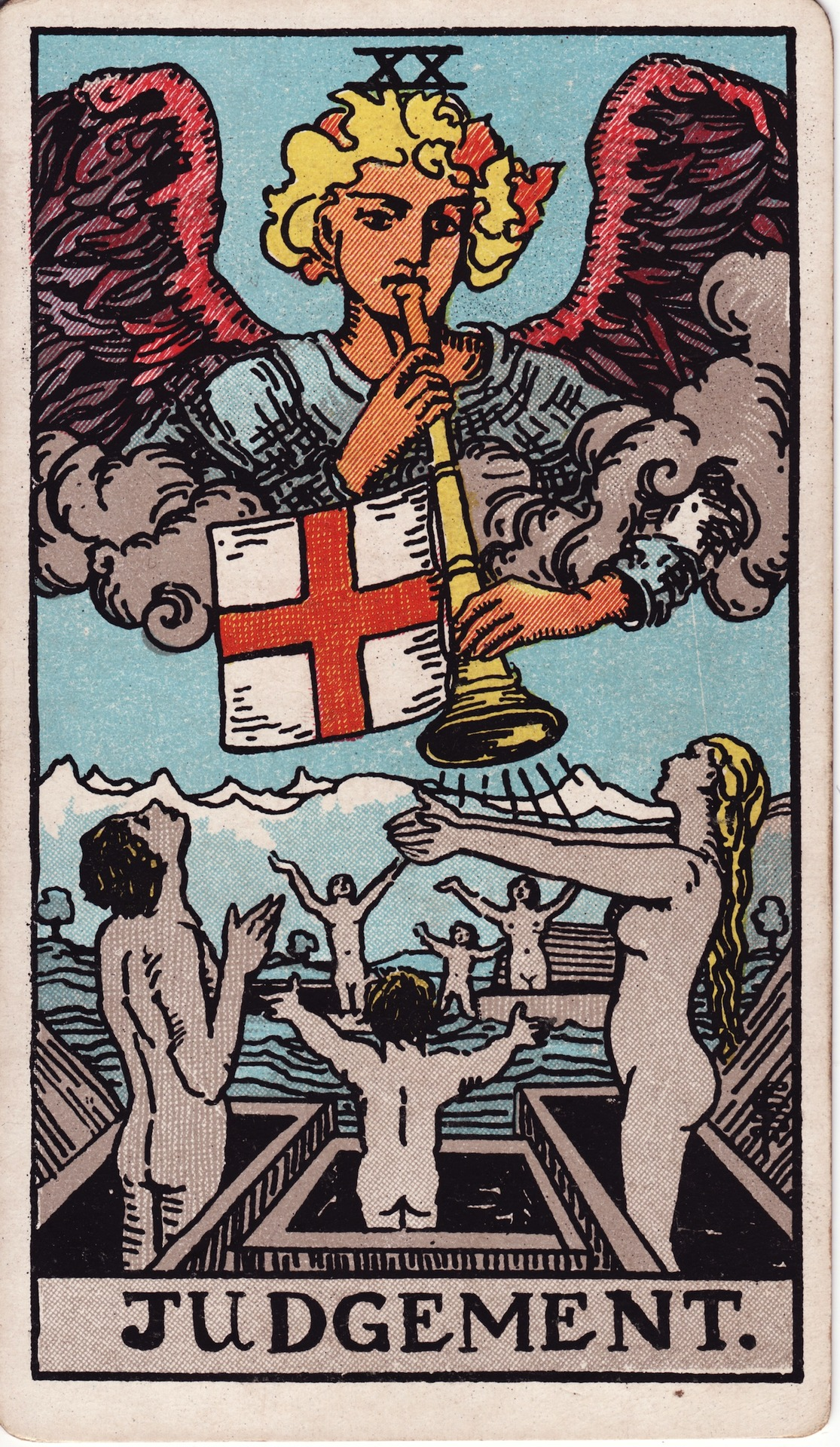
XX – Суд
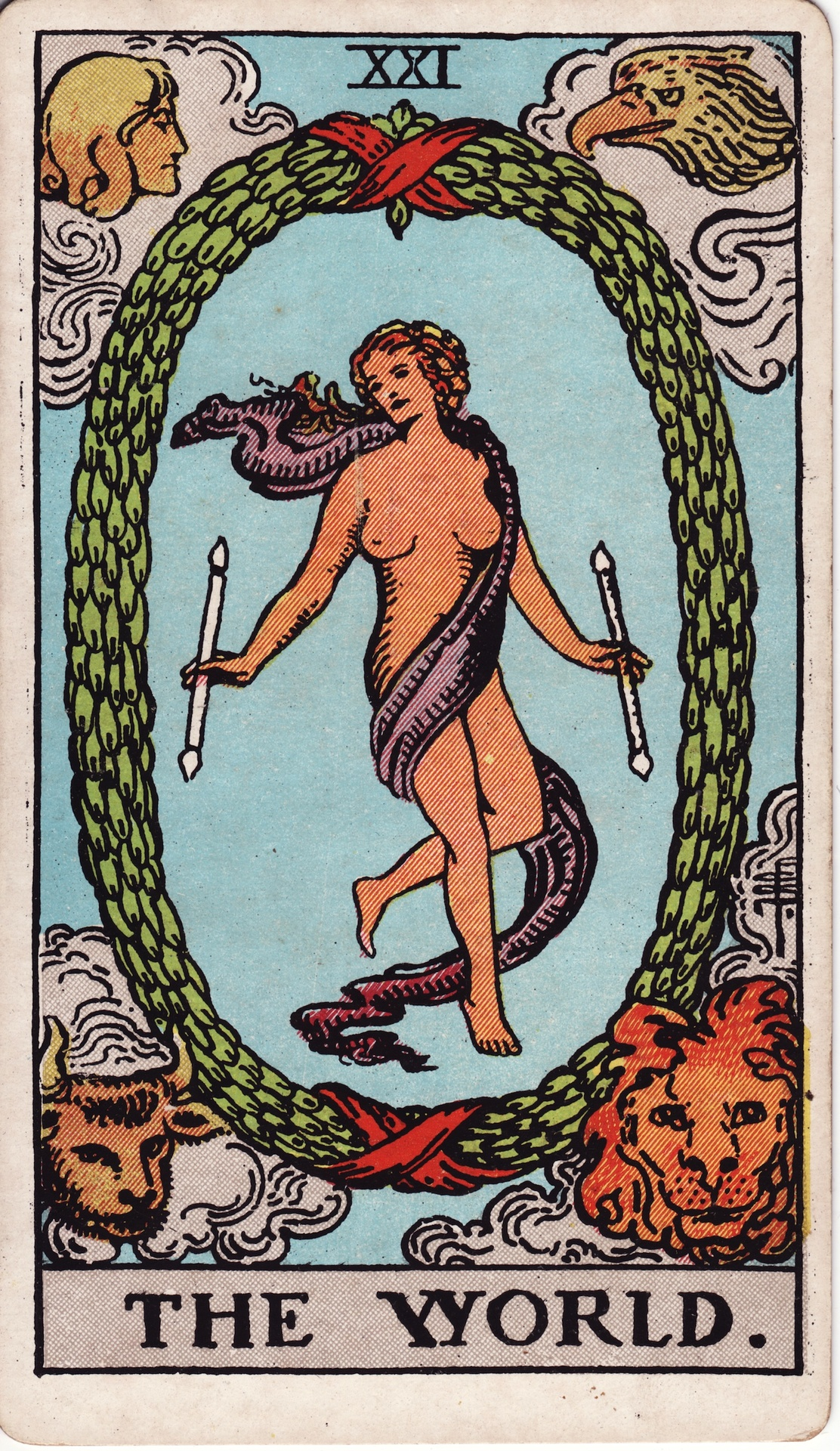
XXI – Всесвіт

## Молодші аркани

### Жезли

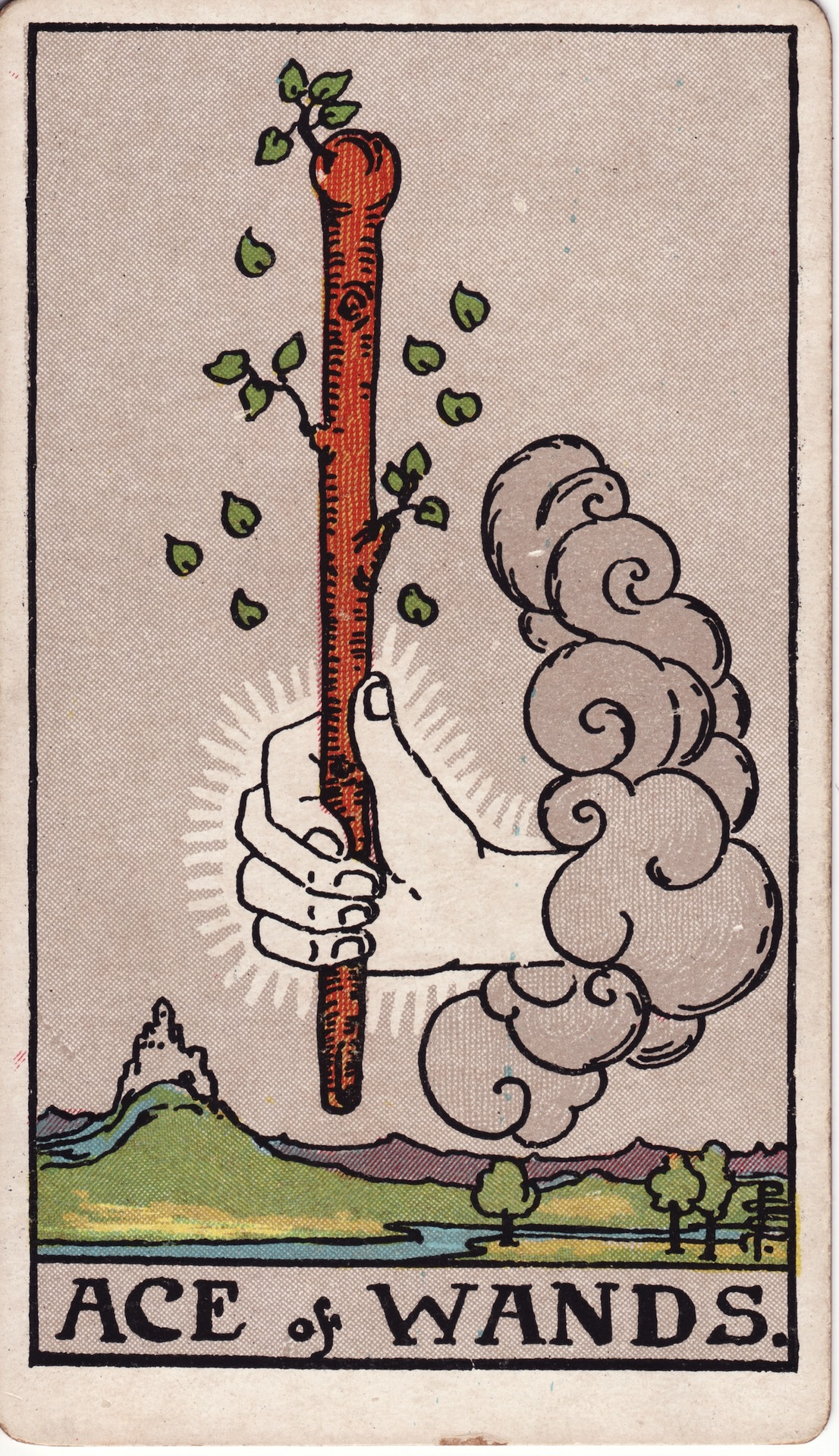
Туз жезлів
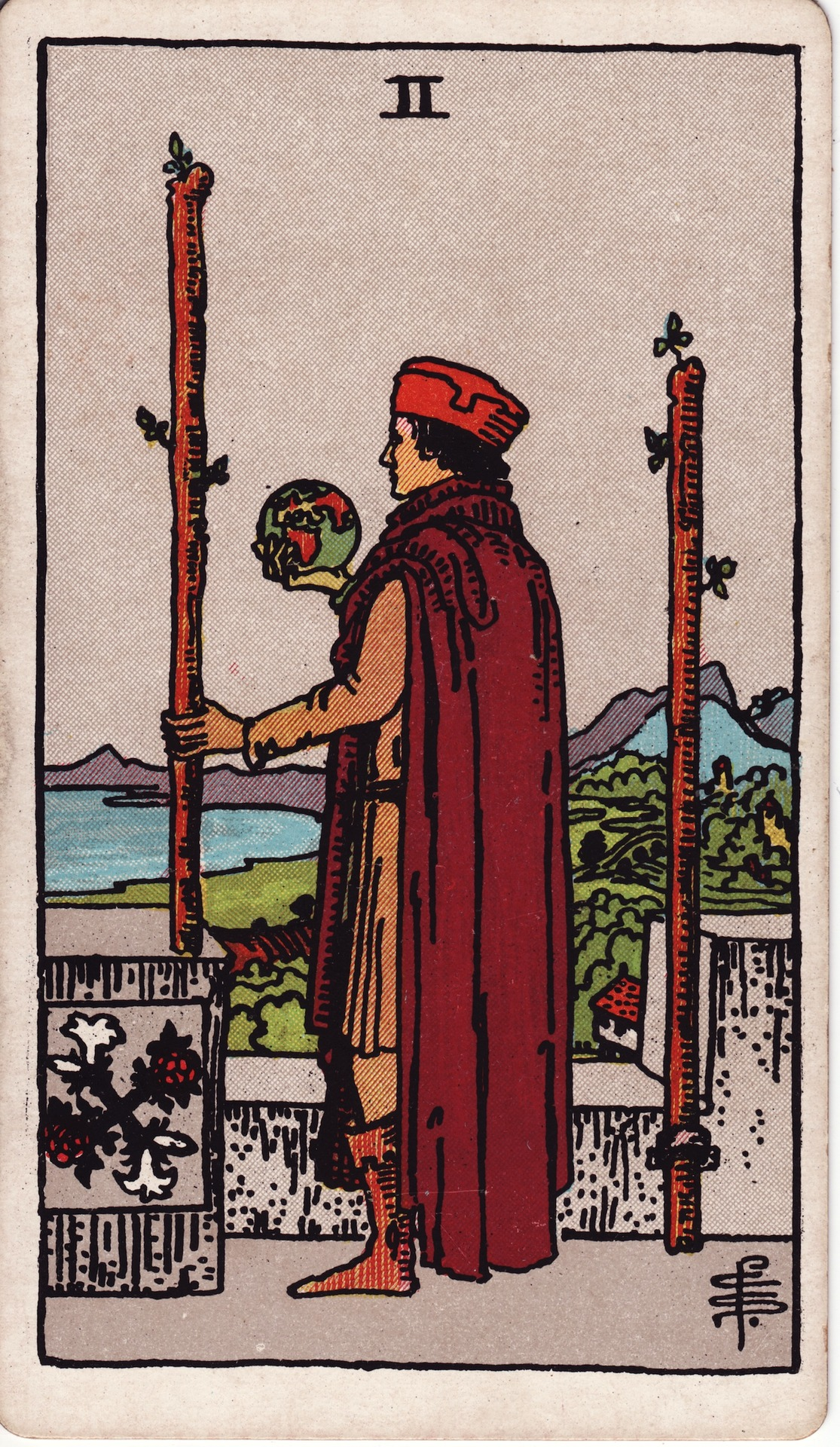
Двійка жезлів
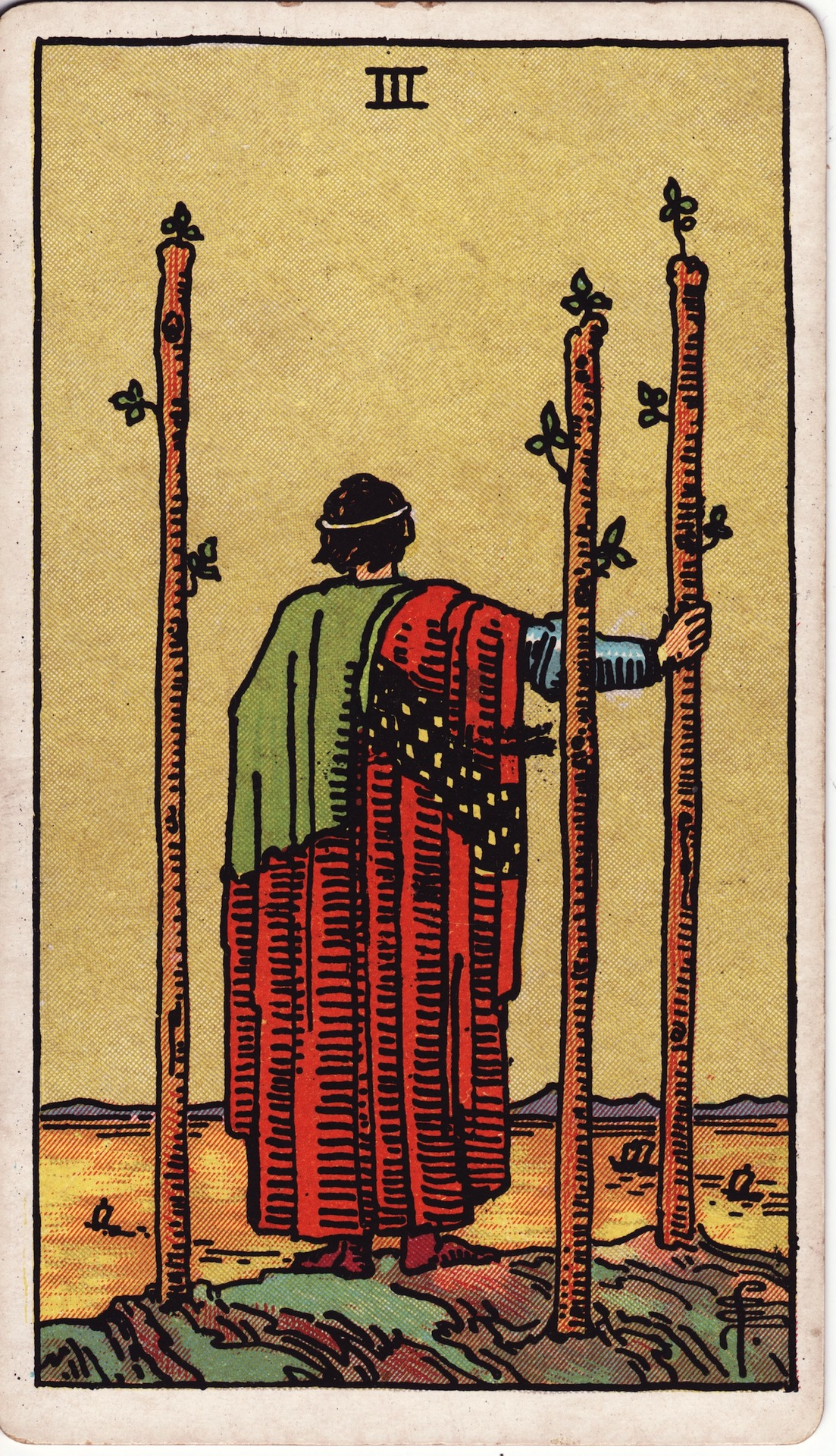
Трійка жезлів
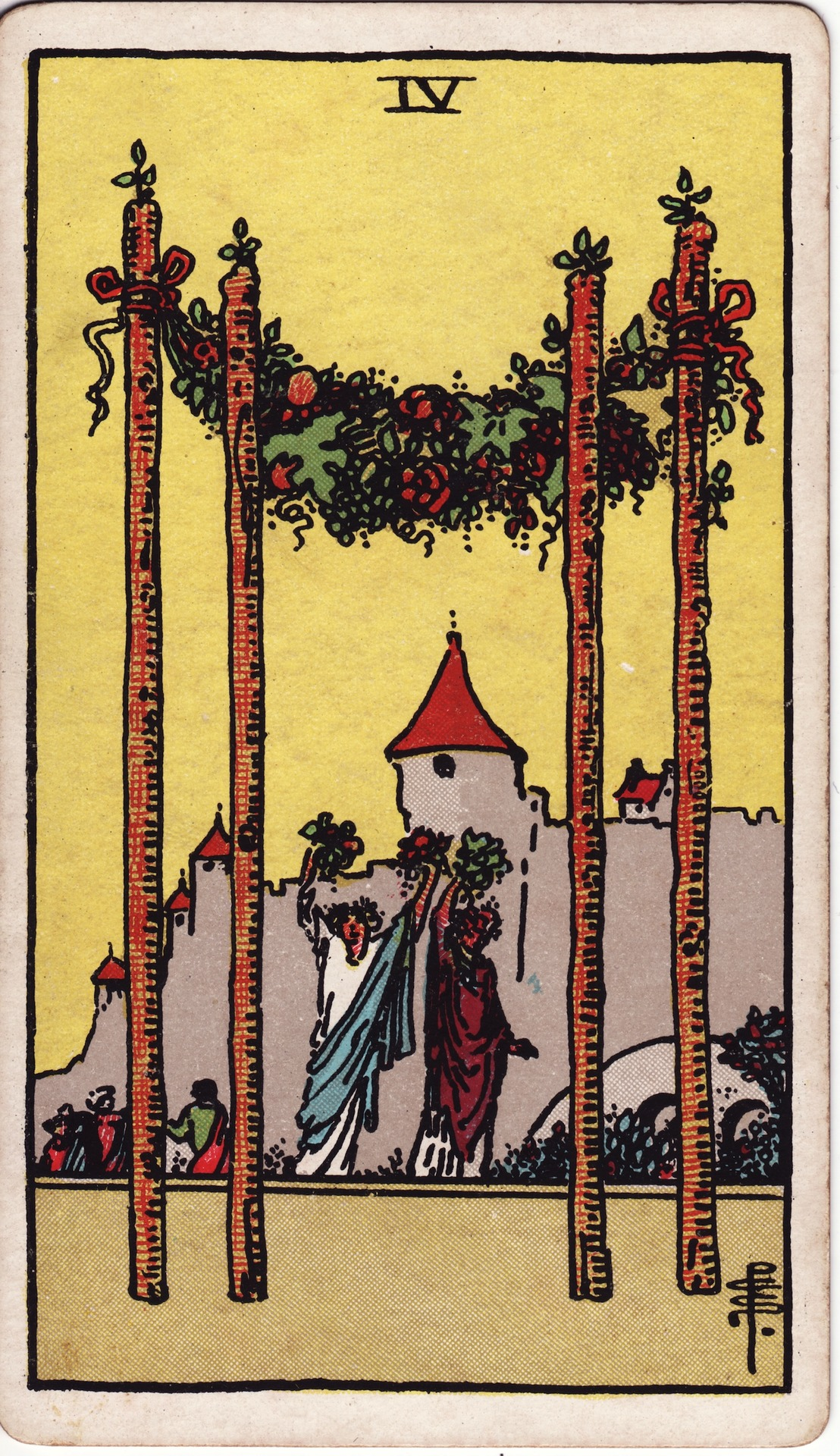
Четвірка жезлів
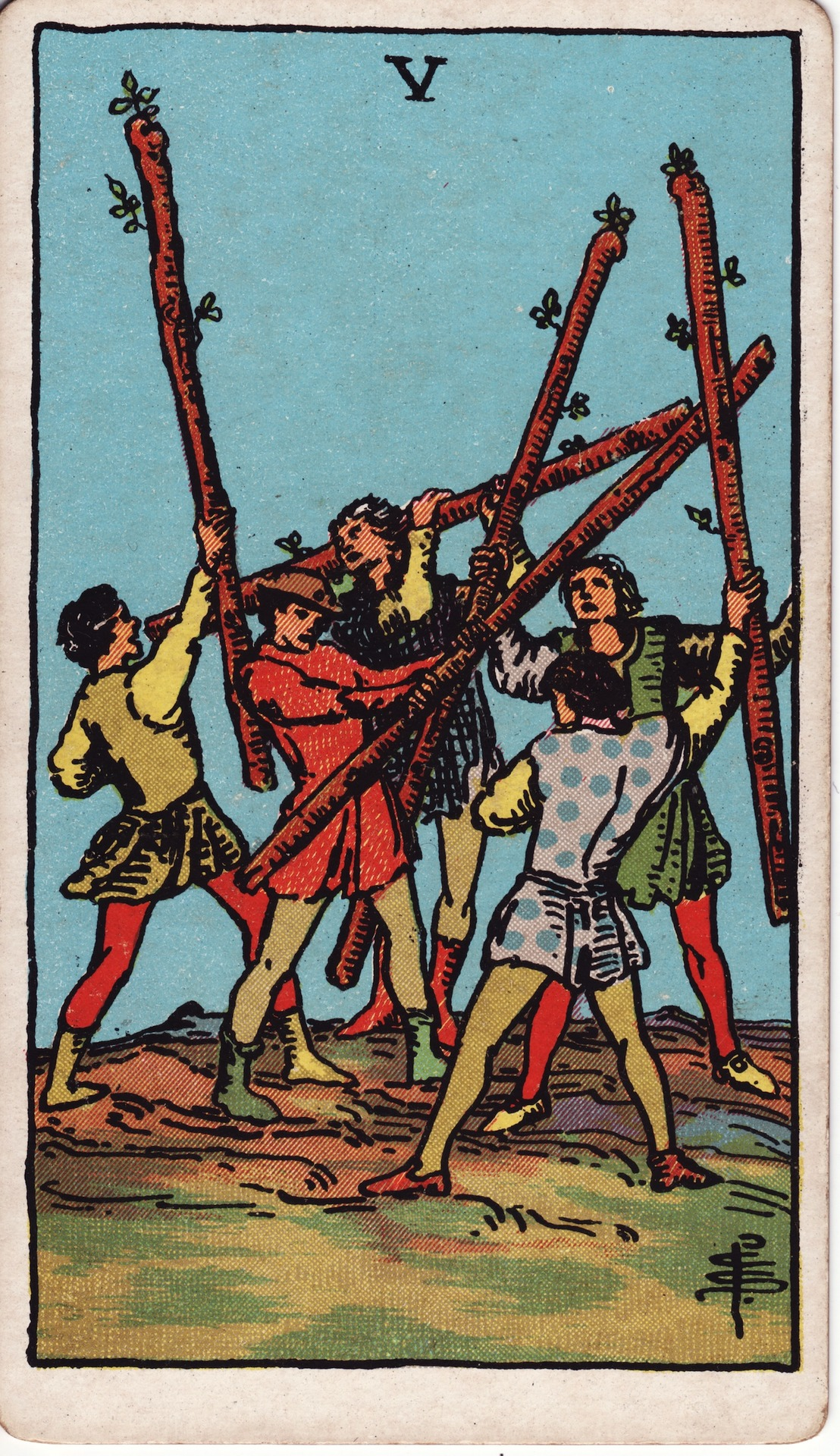
П'ятірка жезлів
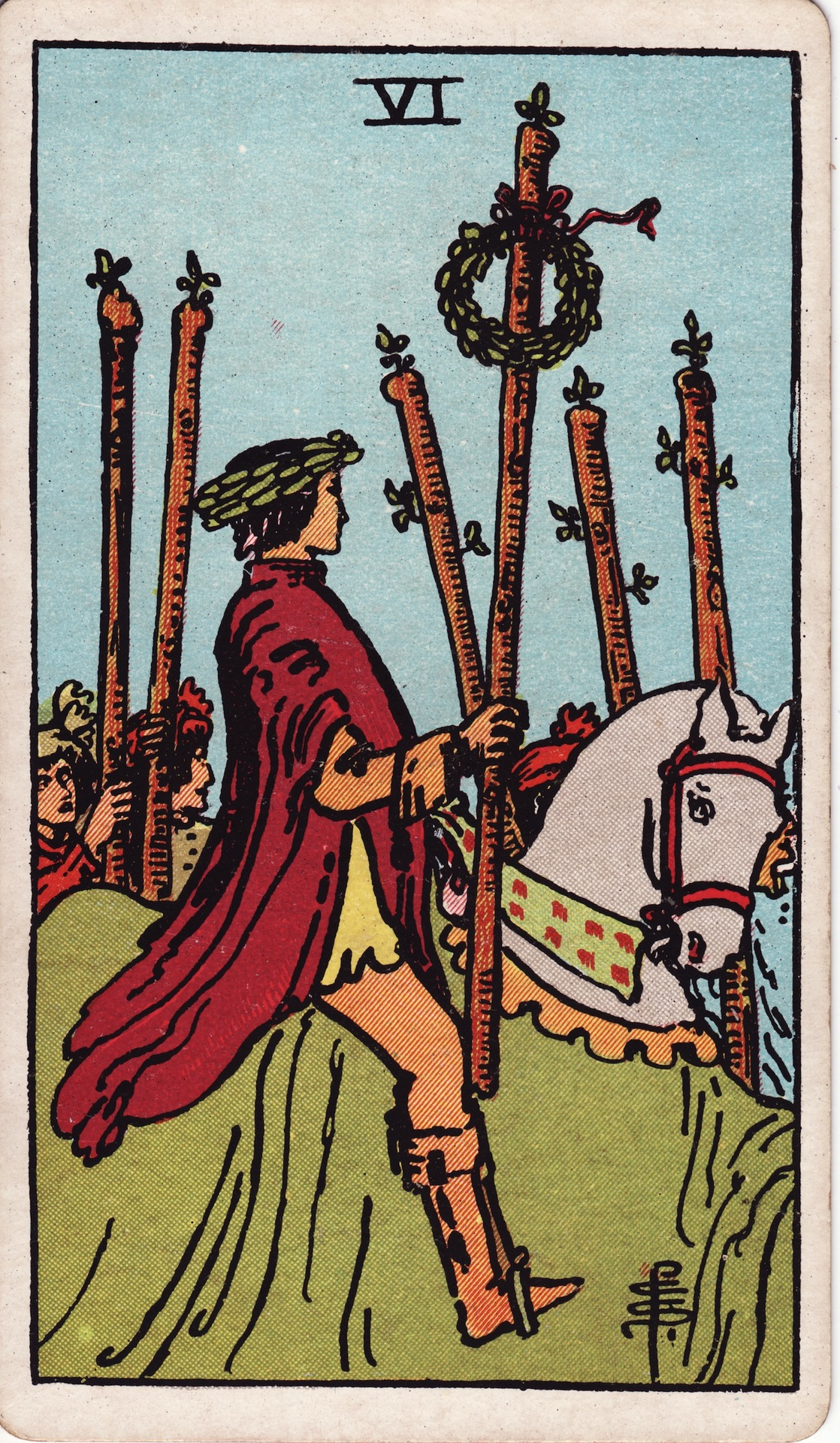
Шістка жезлів
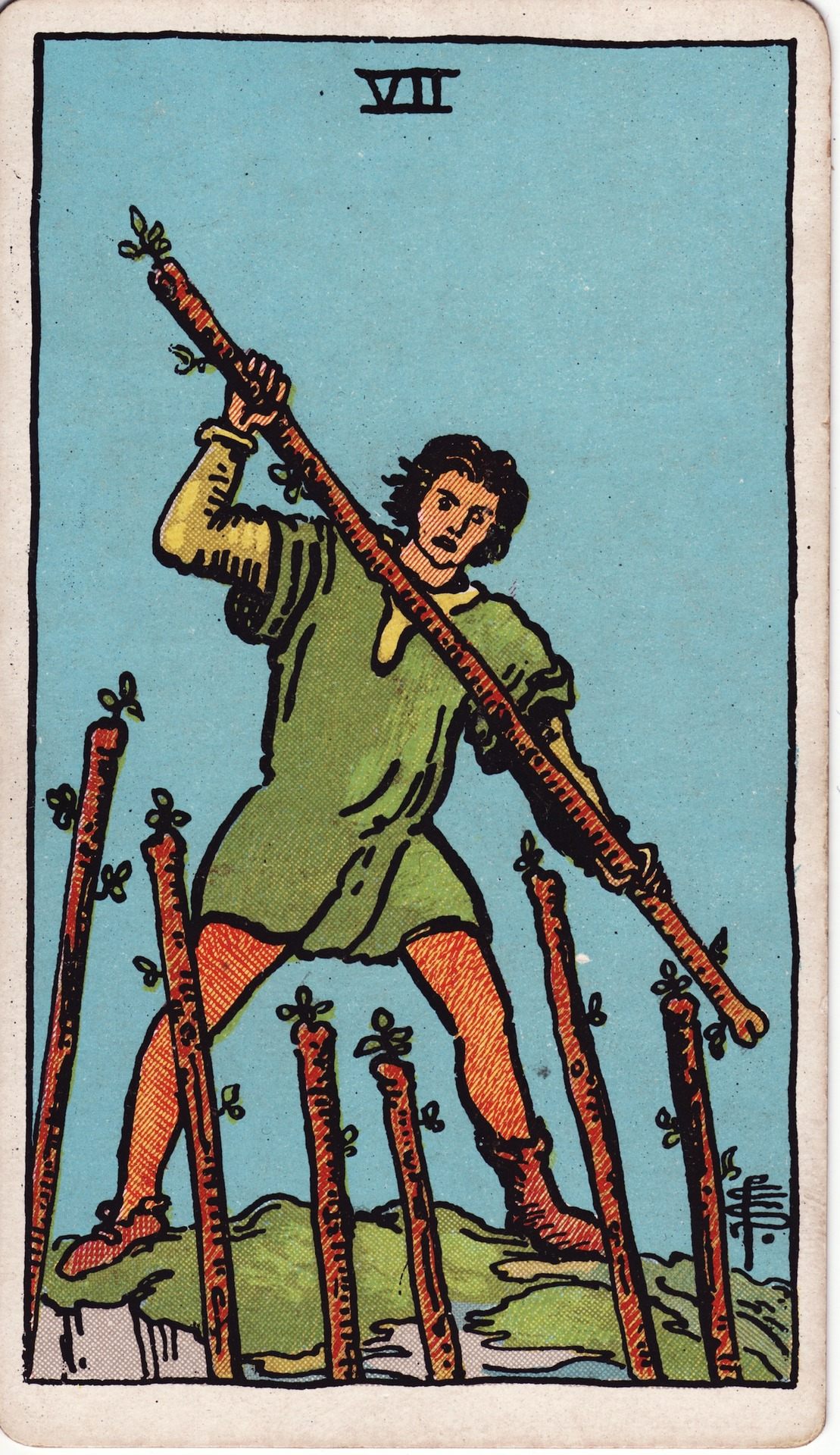
Сімка жезлів
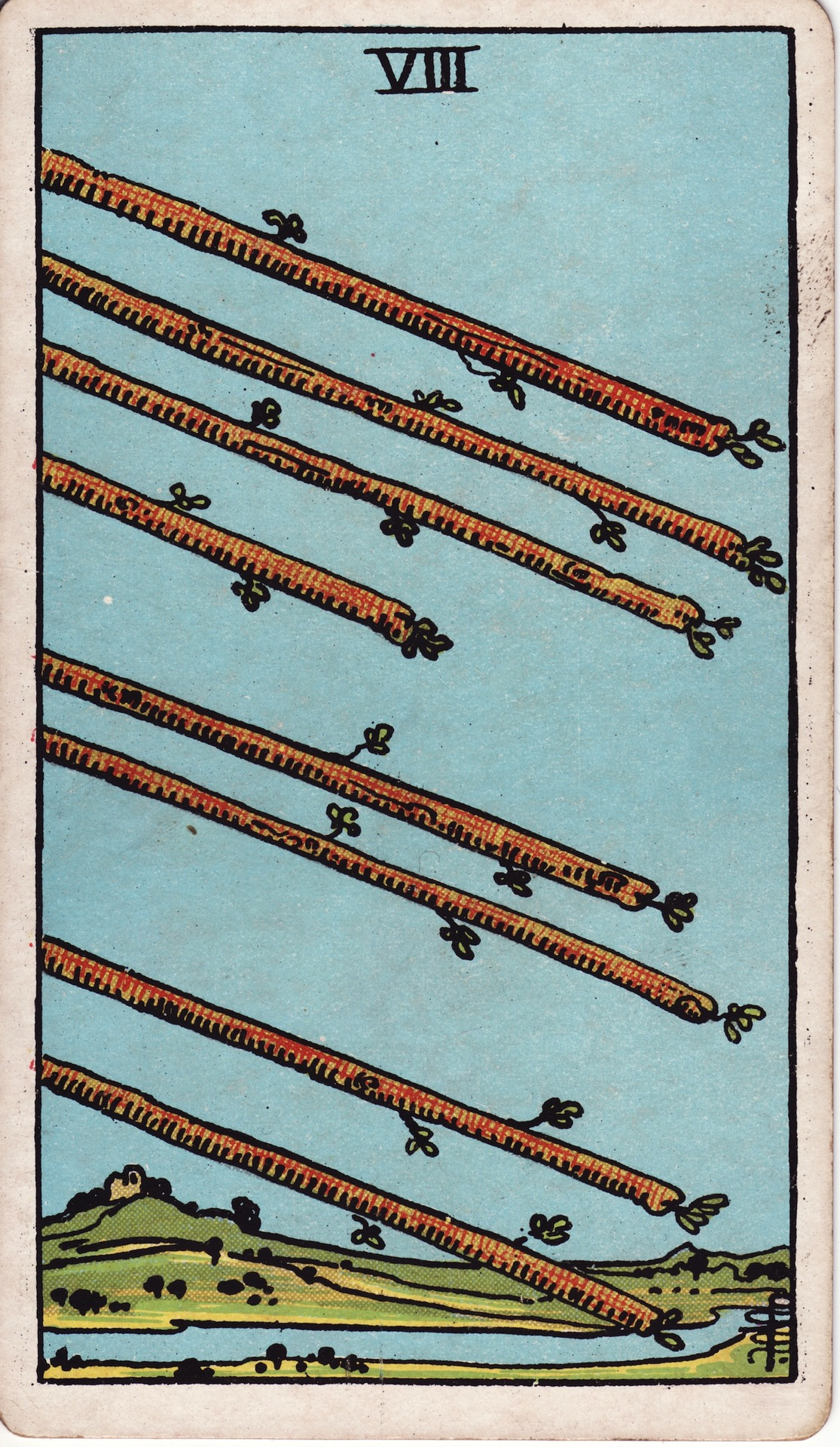
Вісімка жезлів
Дев'ятка жезлів
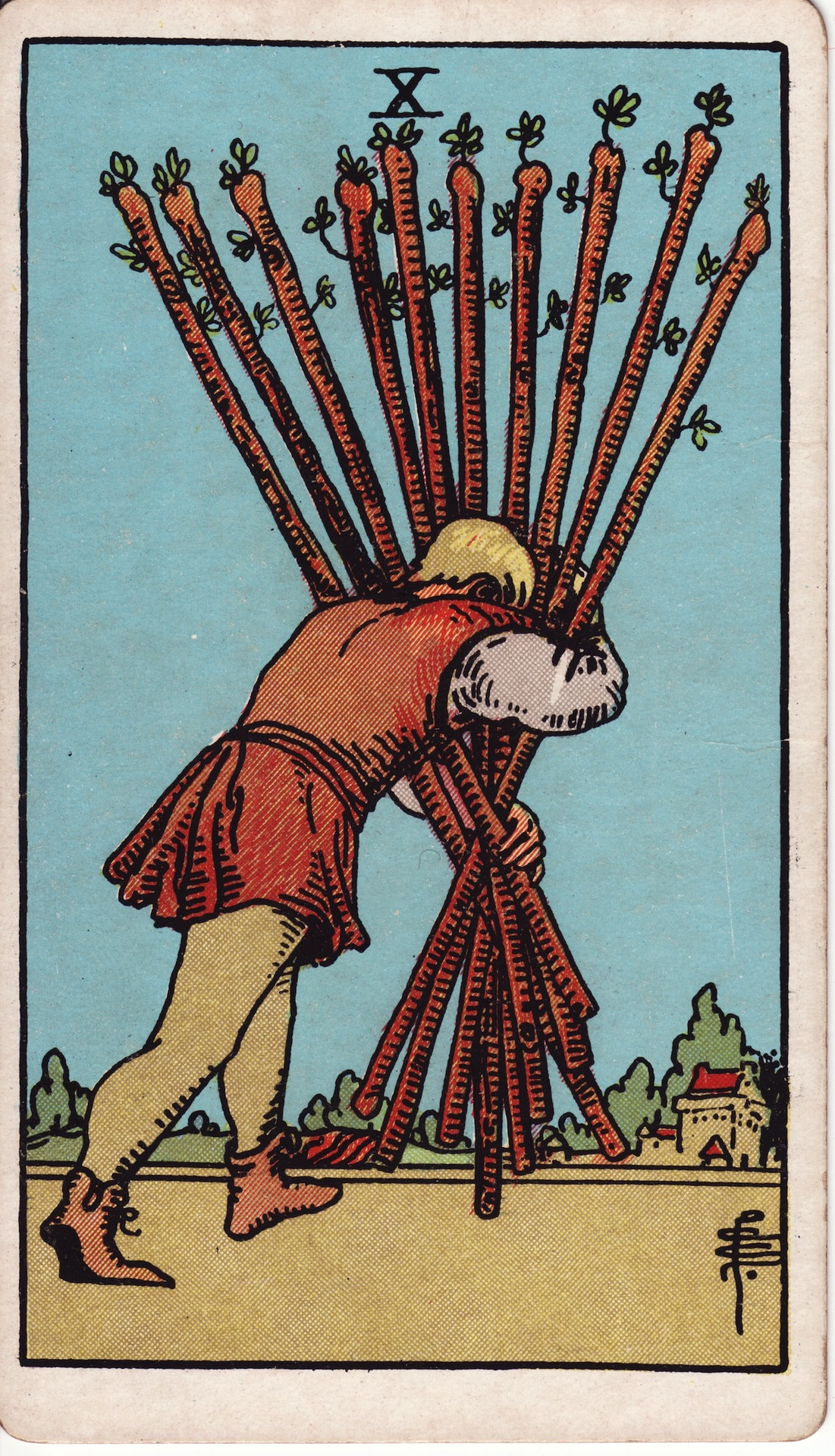
Десятка жезлів
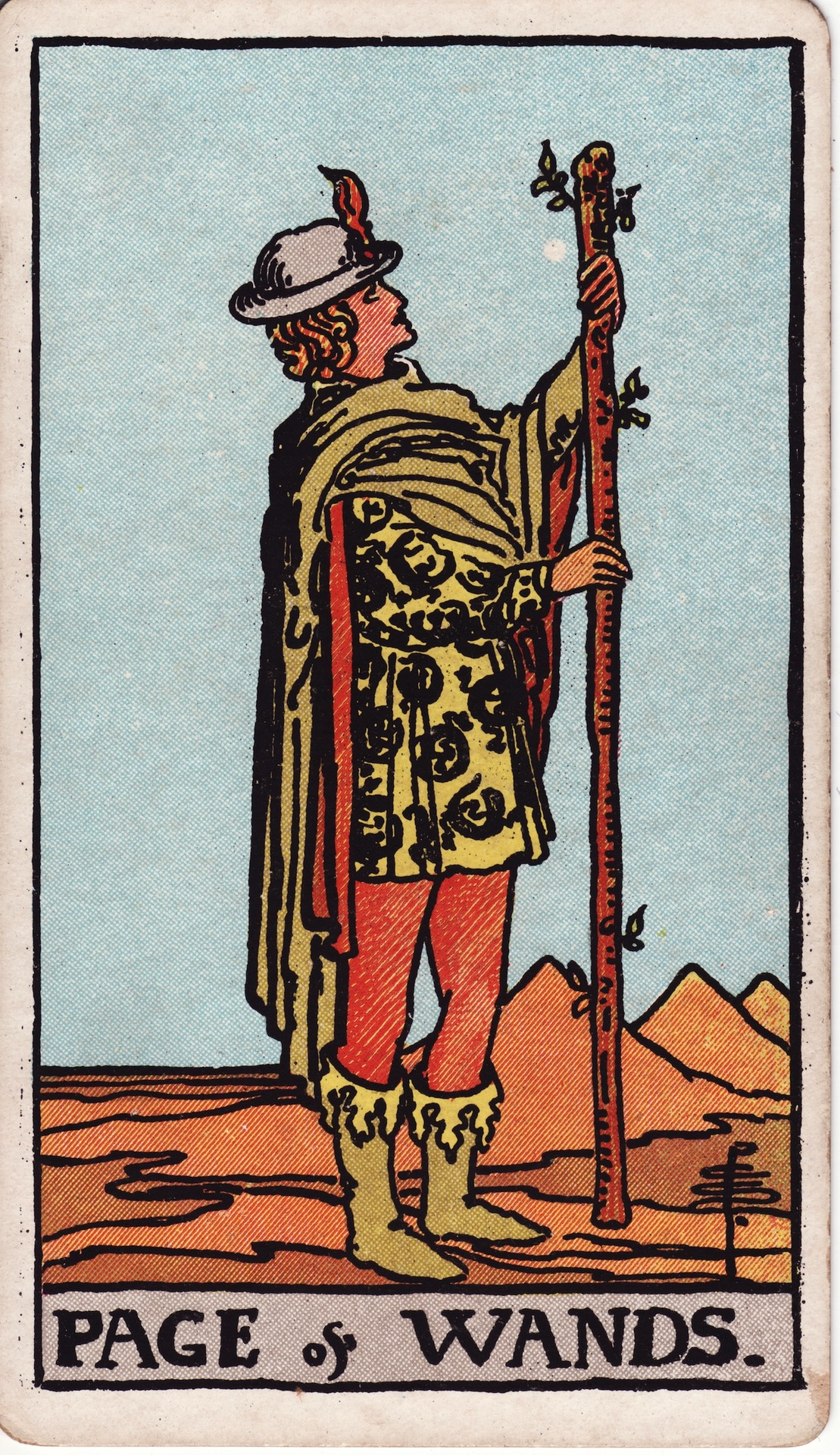
Паж жезлів
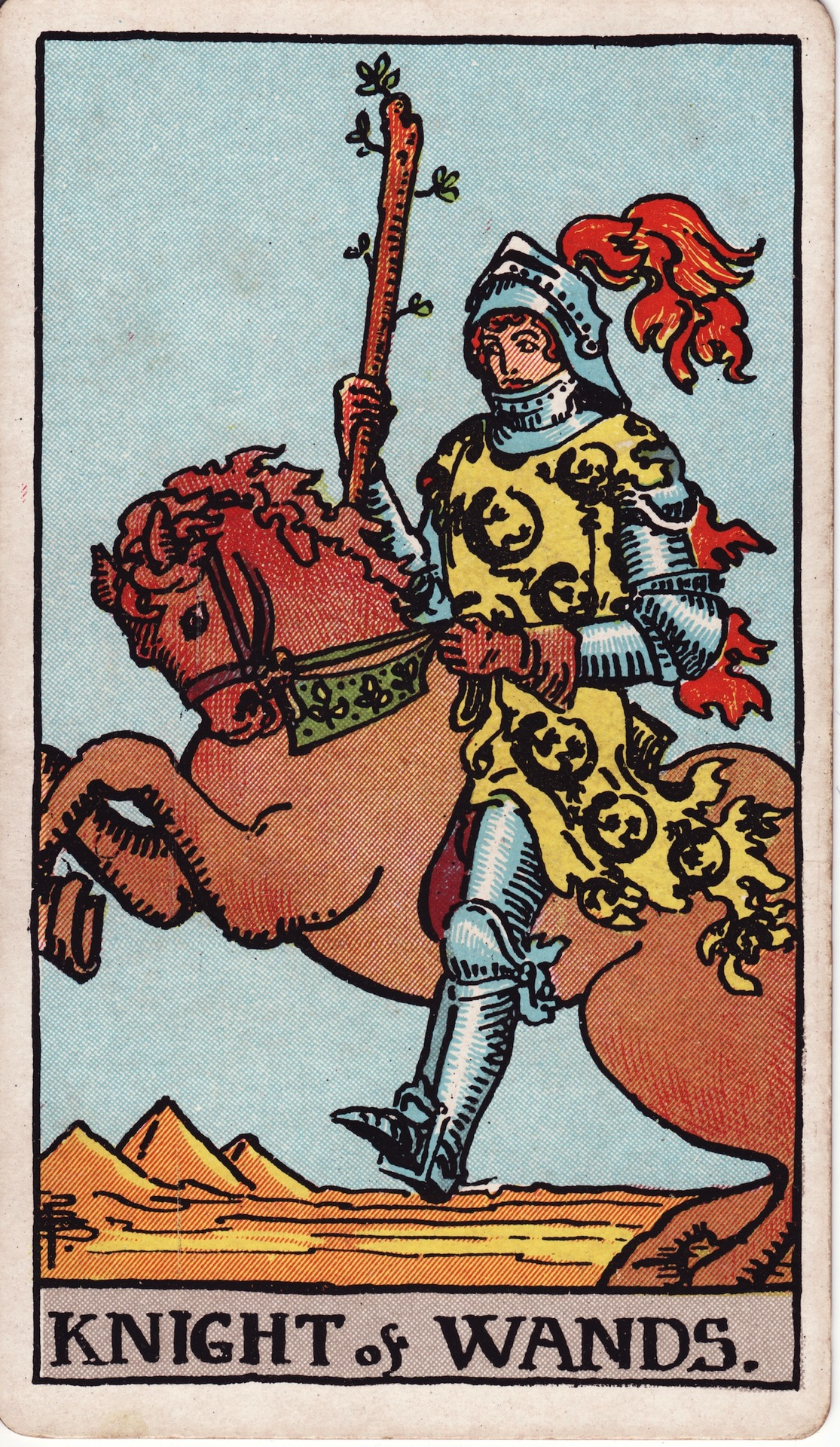
Лицар жезлів
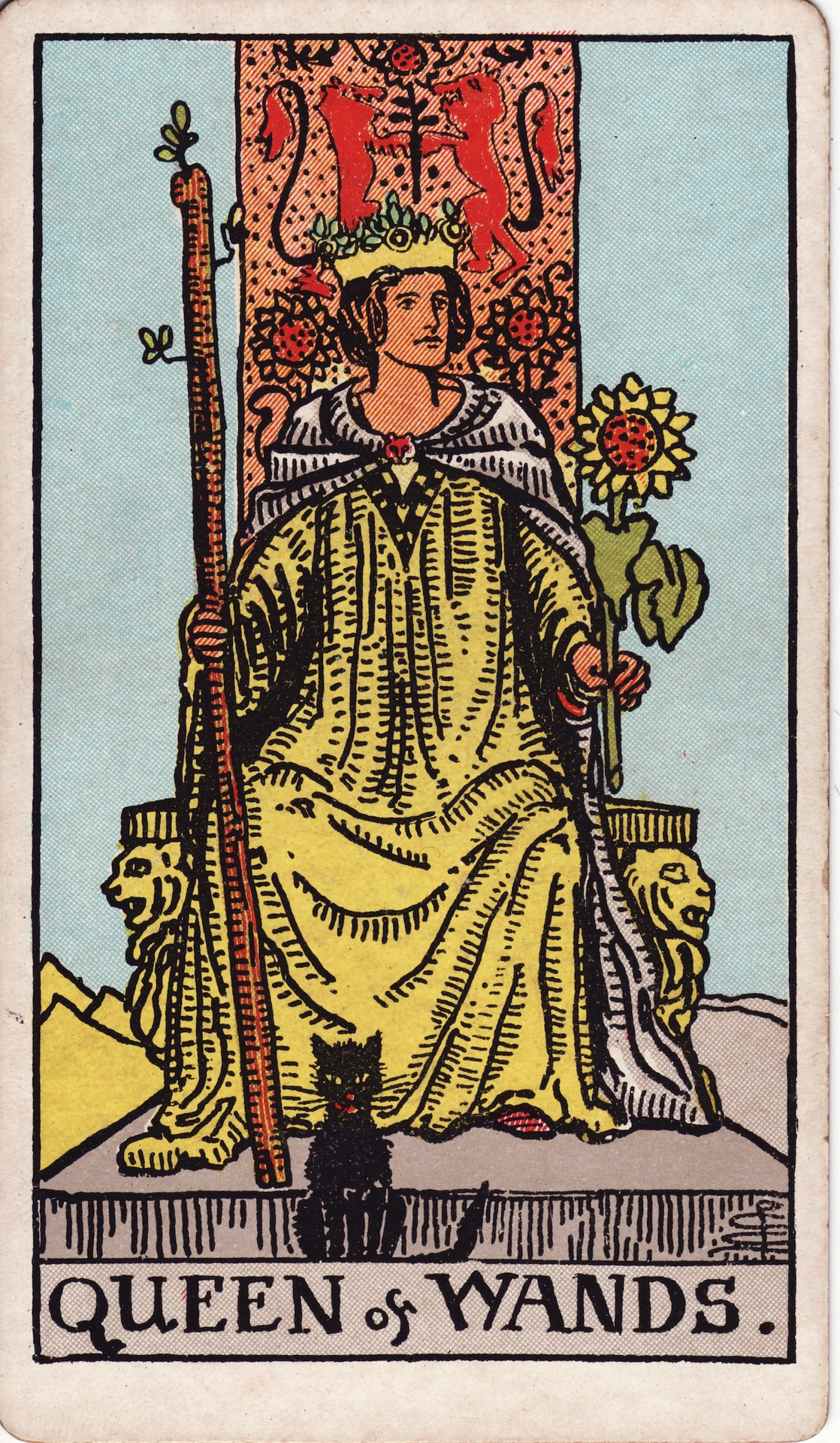
Королева жезлів
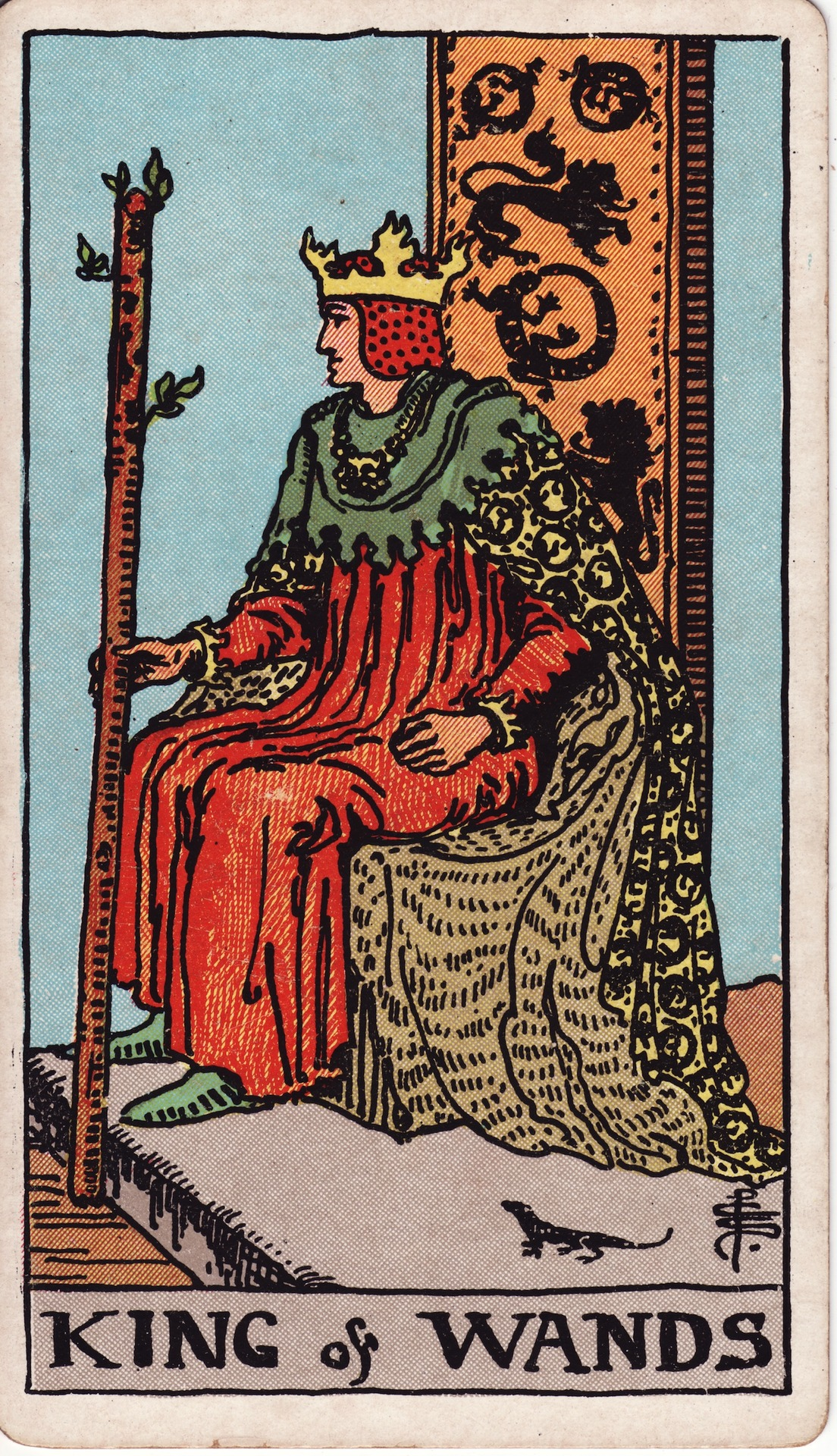
Король жезлів

### Кубки

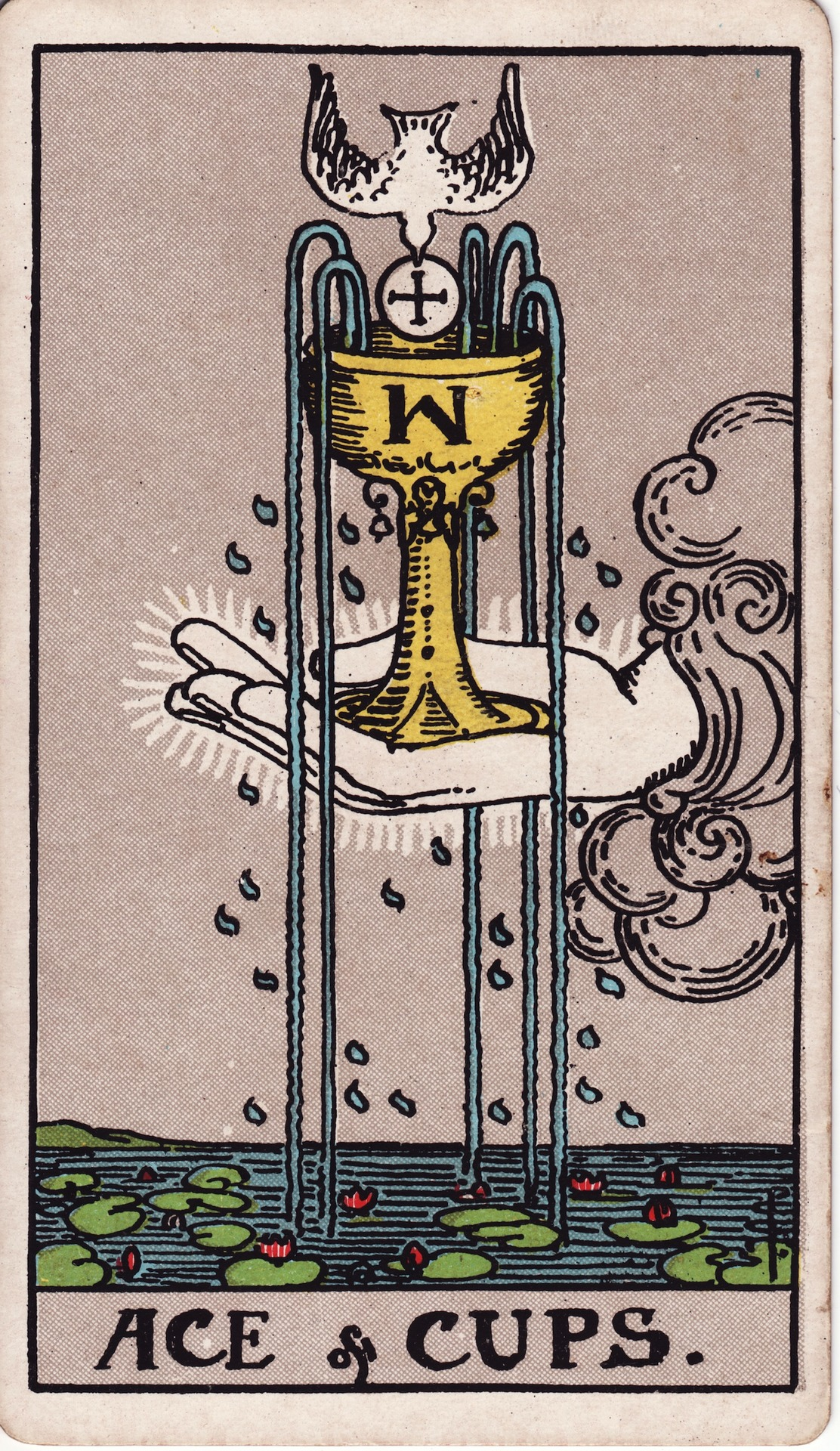
Туз кубків
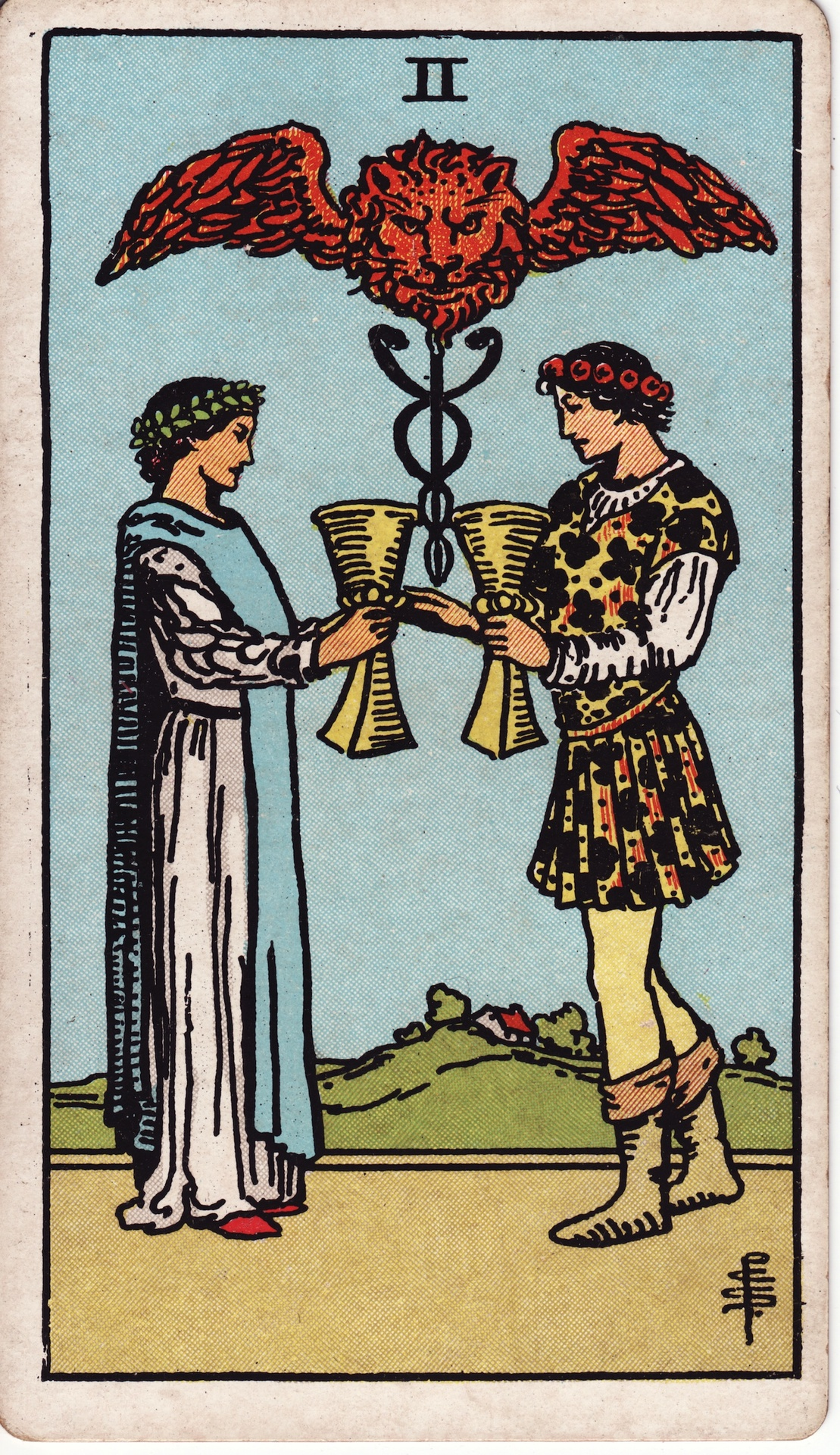
Двійка кубків
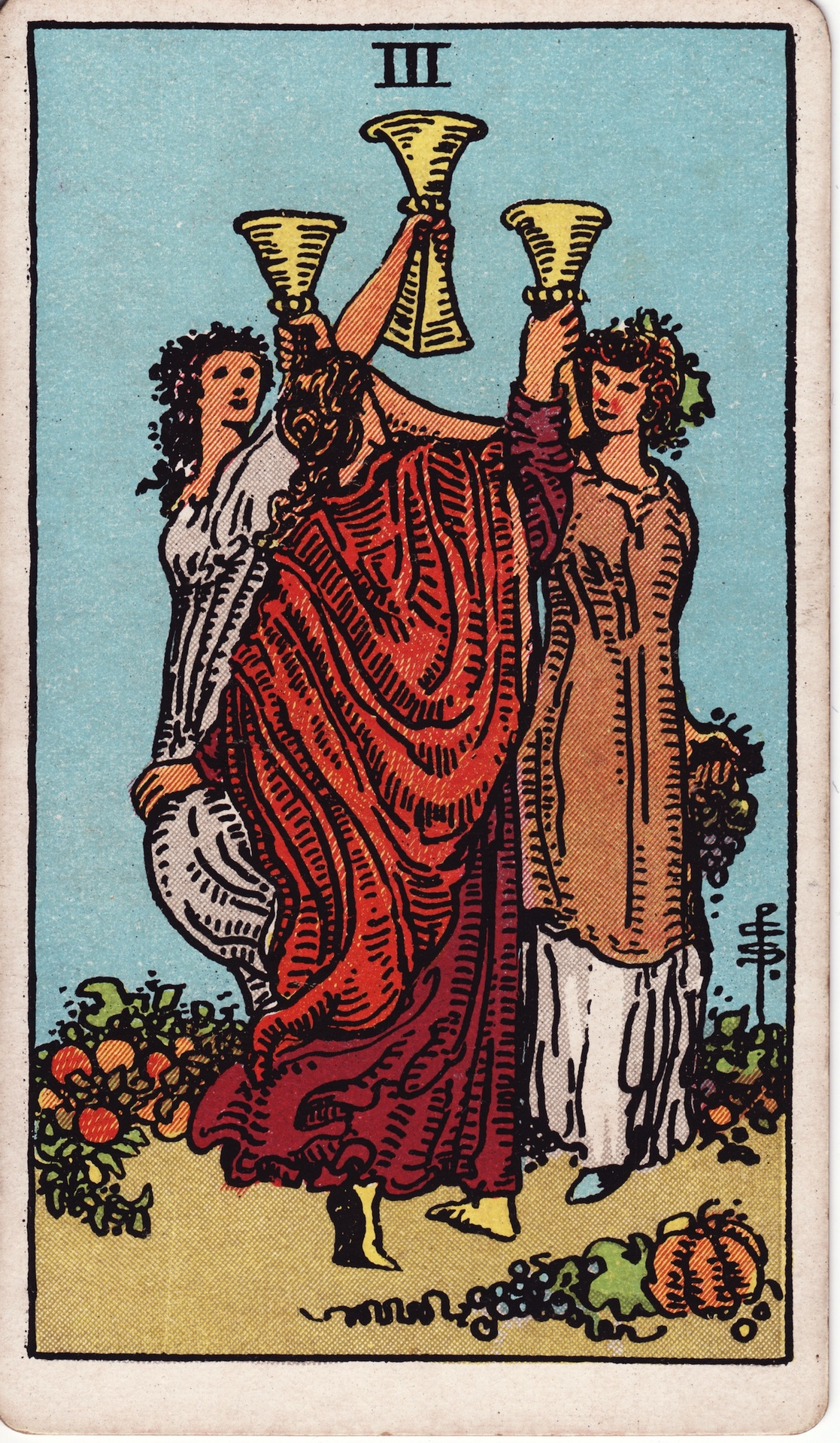
Трійка кубків
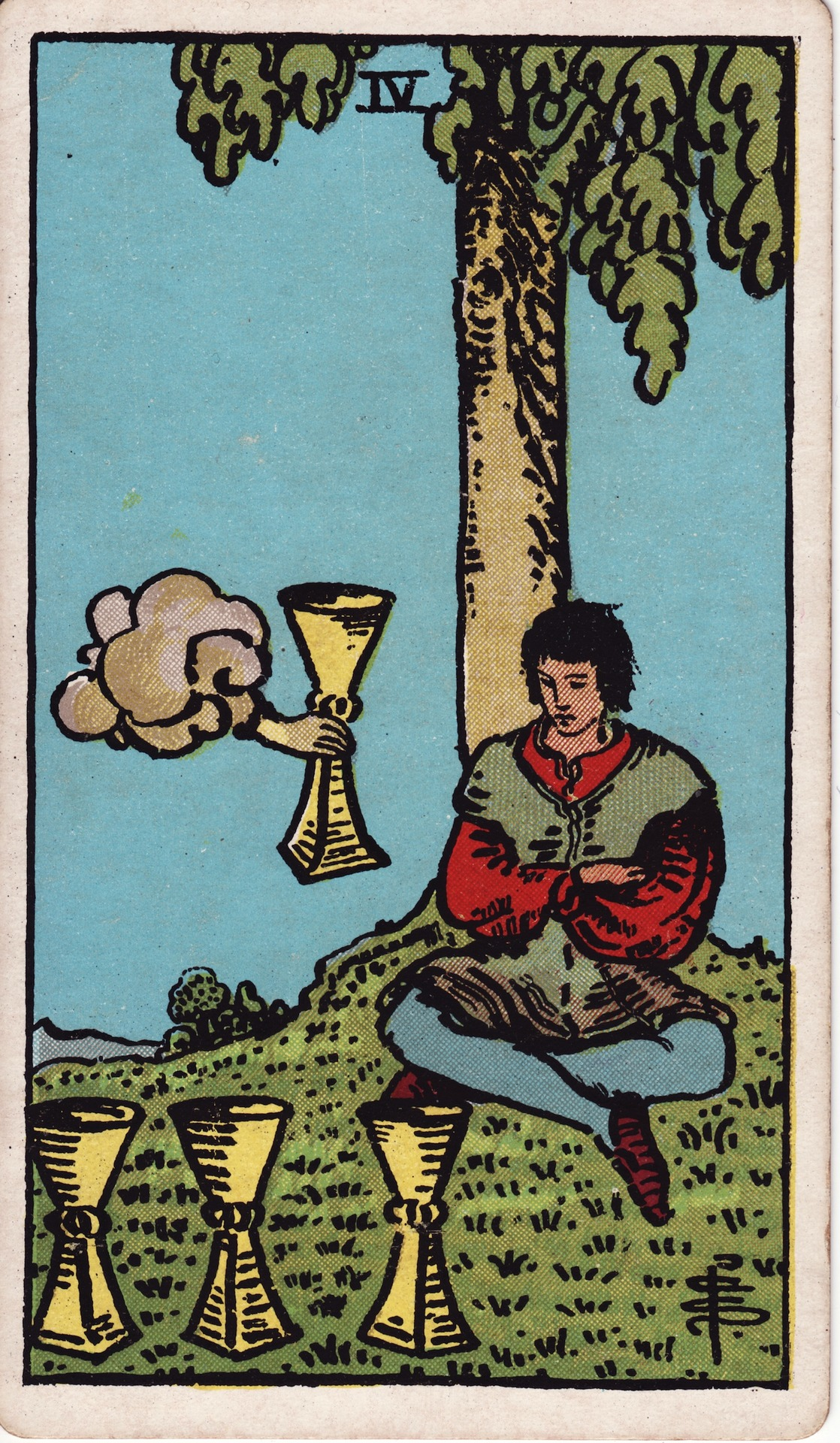
Четвірка кубків
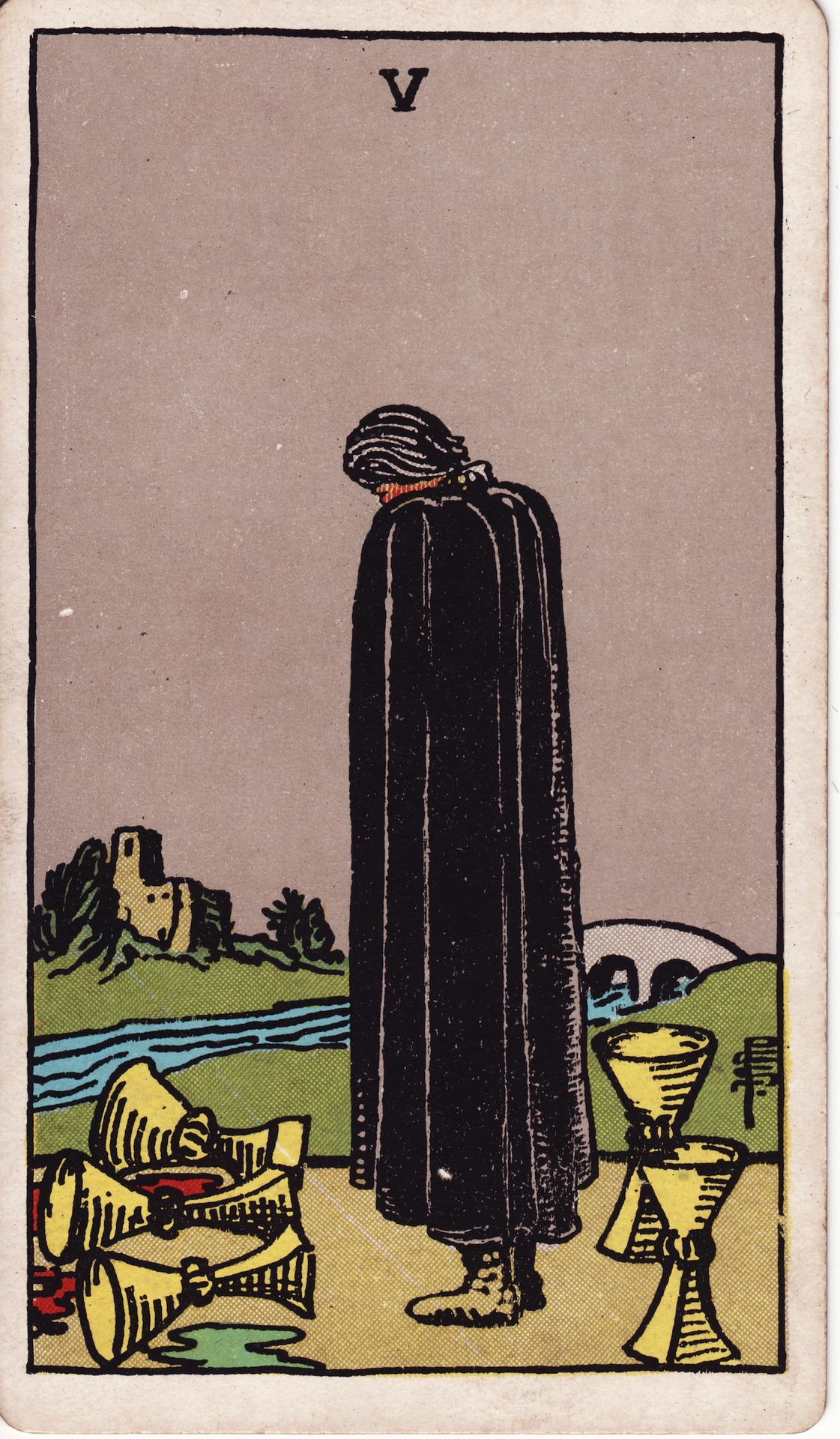
П'ятірка кубків
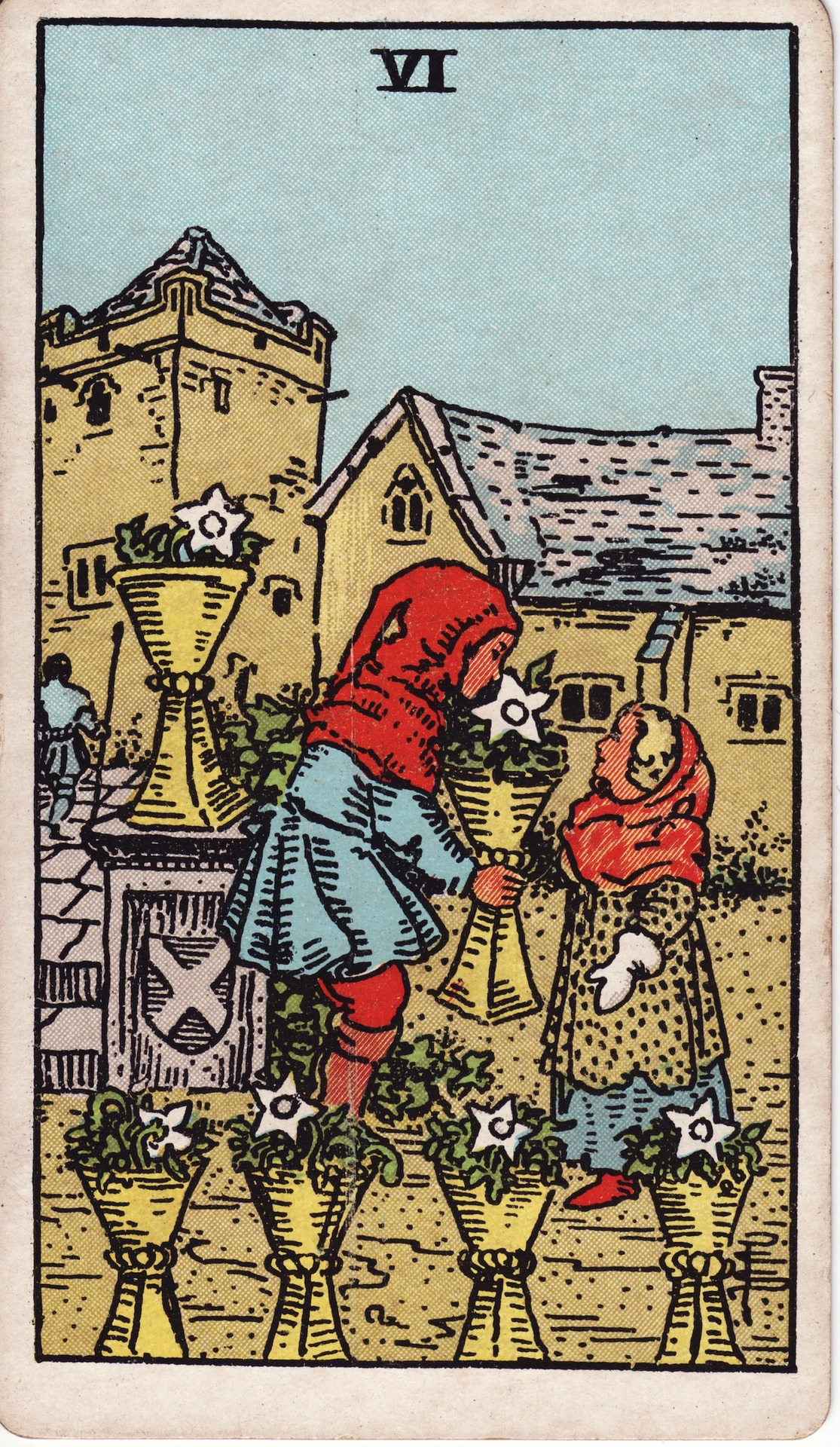
Шістка кубків
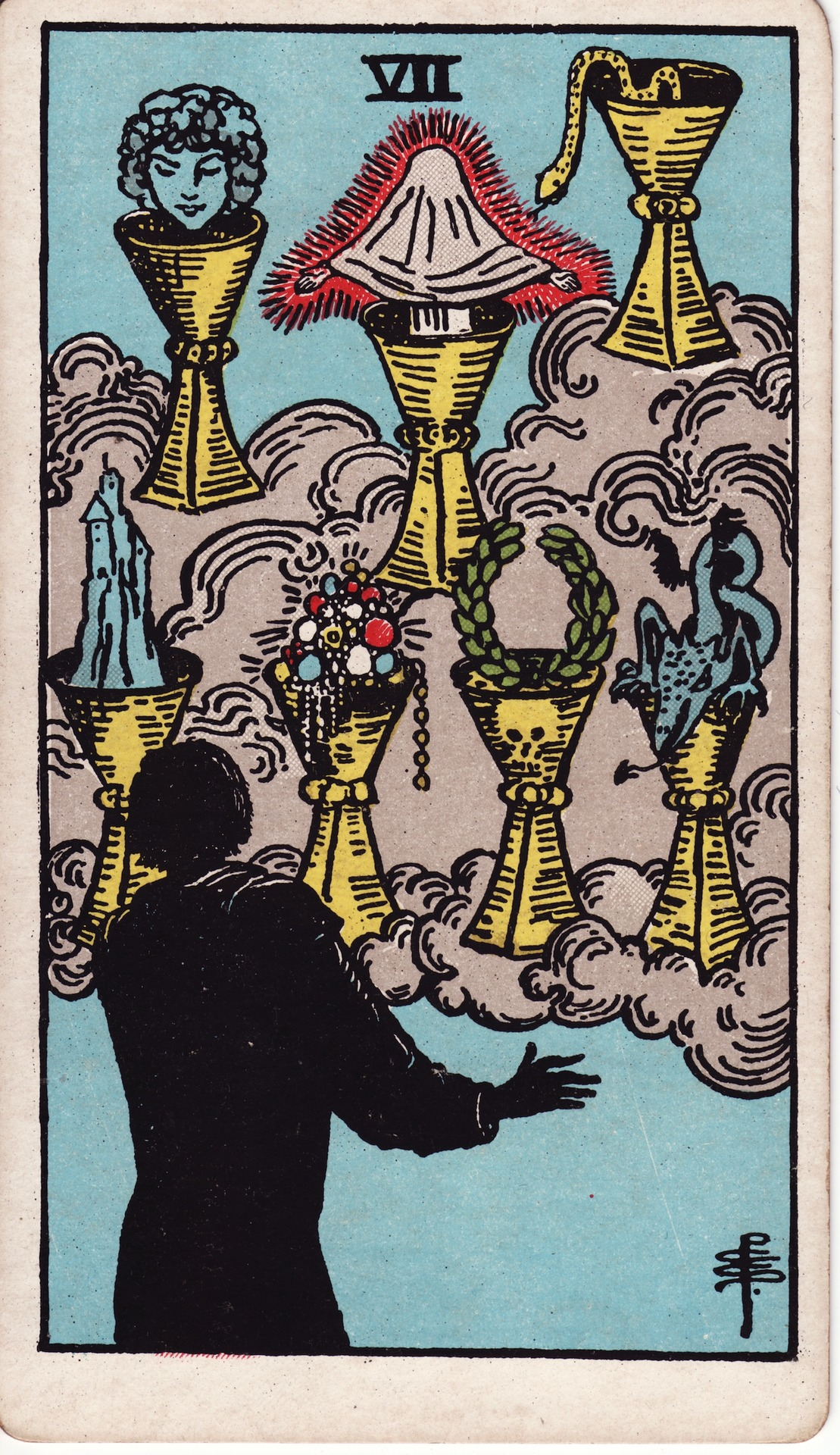
Сімка кубків
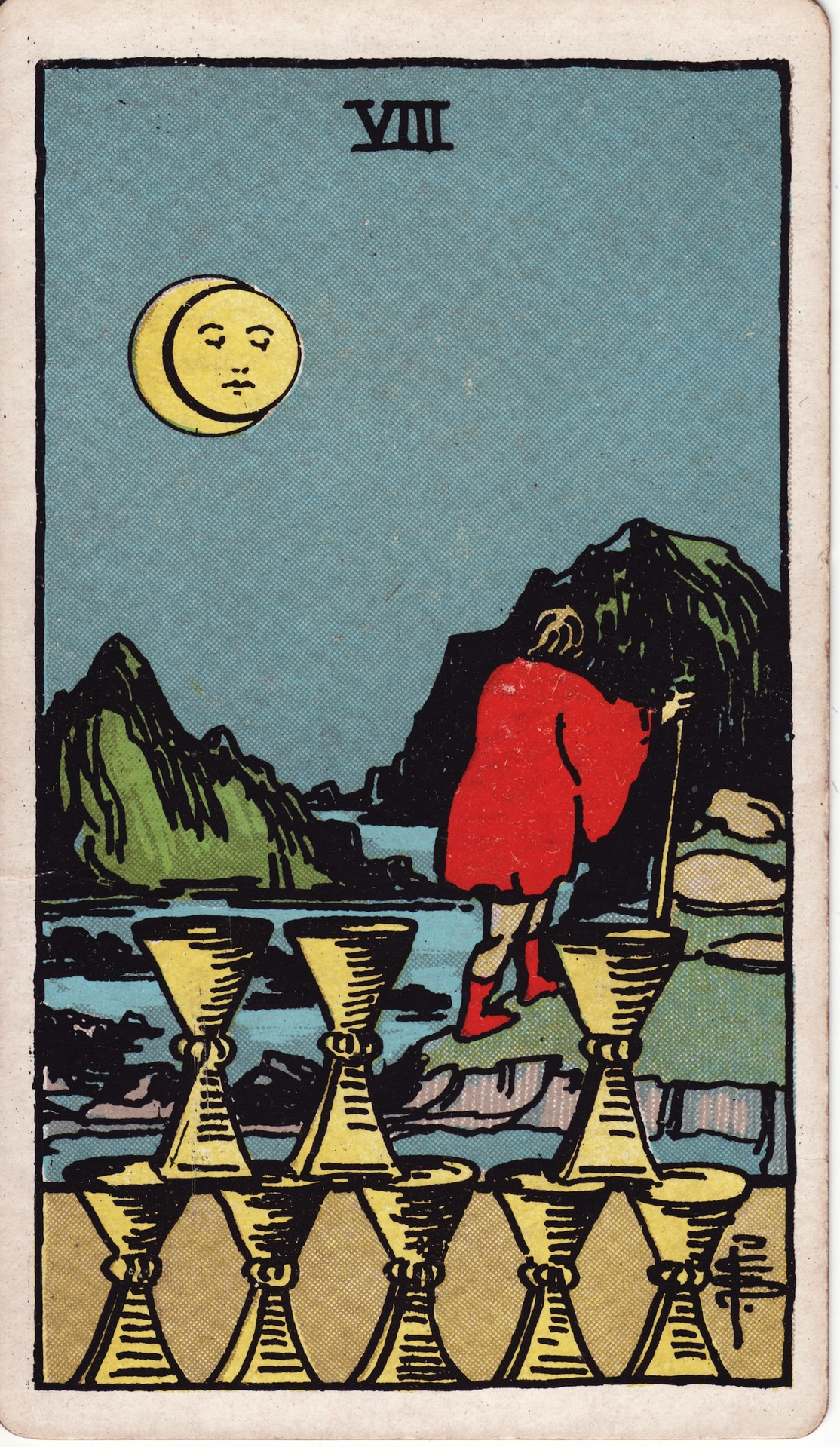
Вісімка кубків
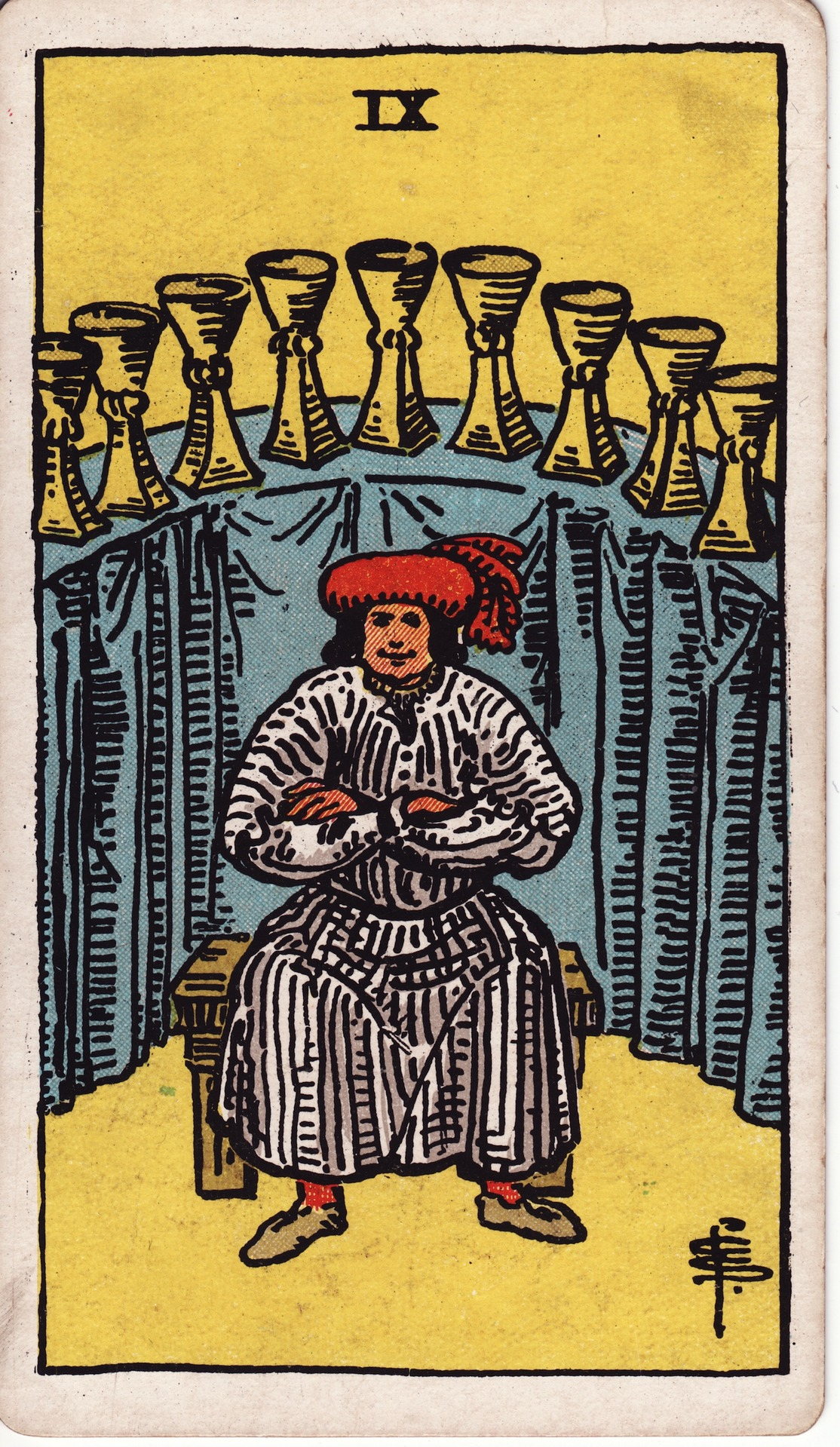
Дев'ятка кубків
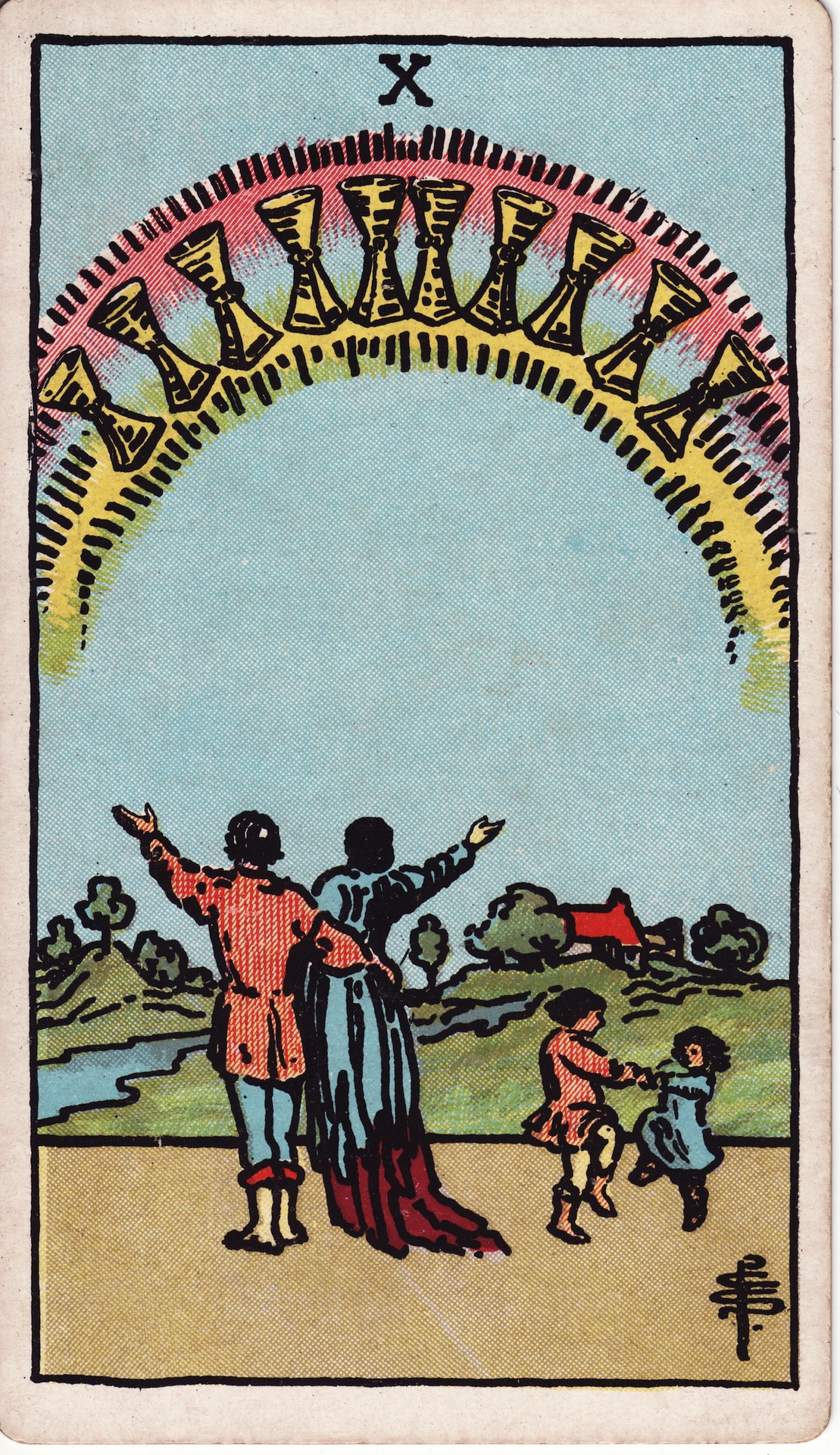
Десятка кубків
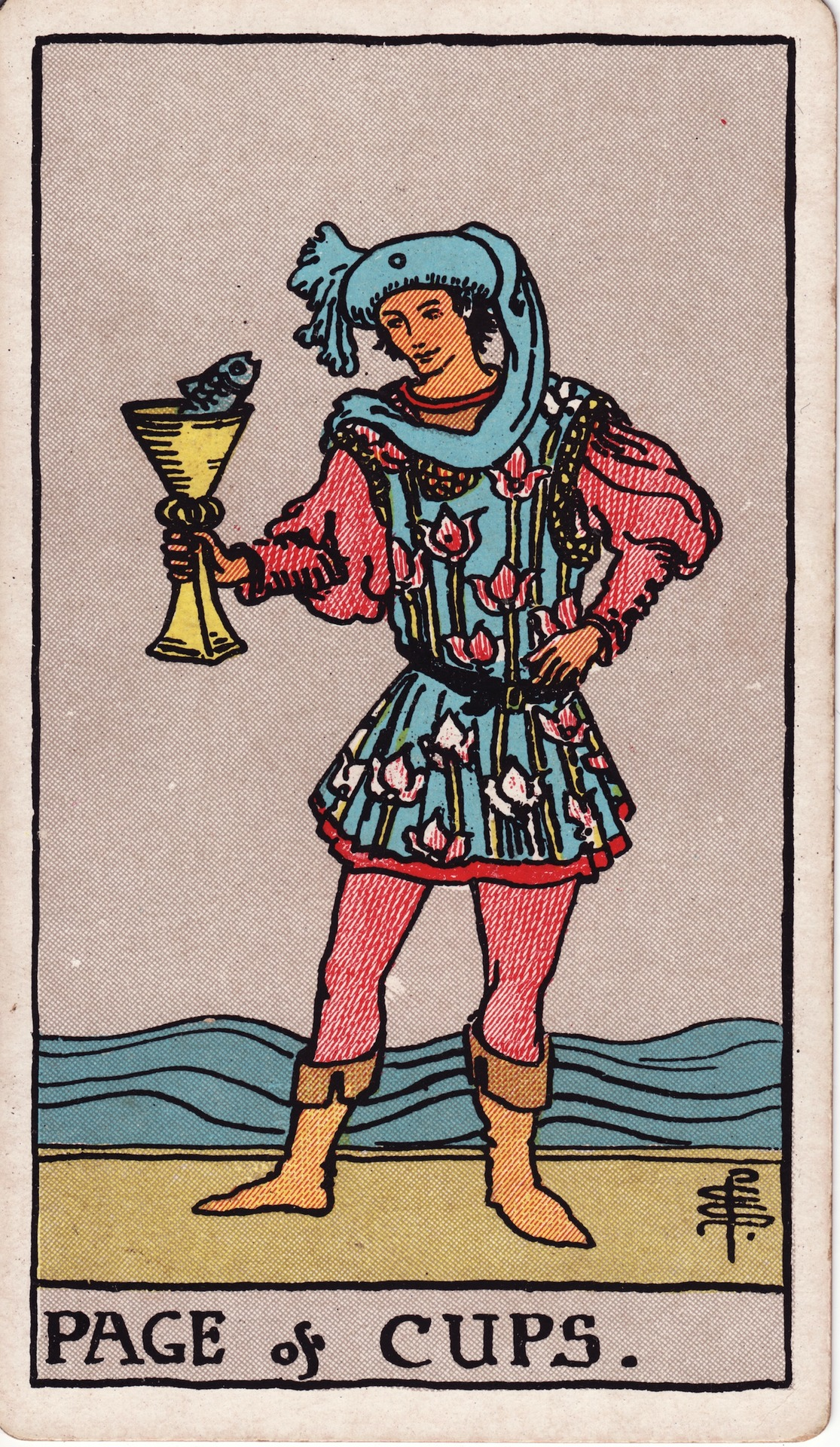
Паж кубків
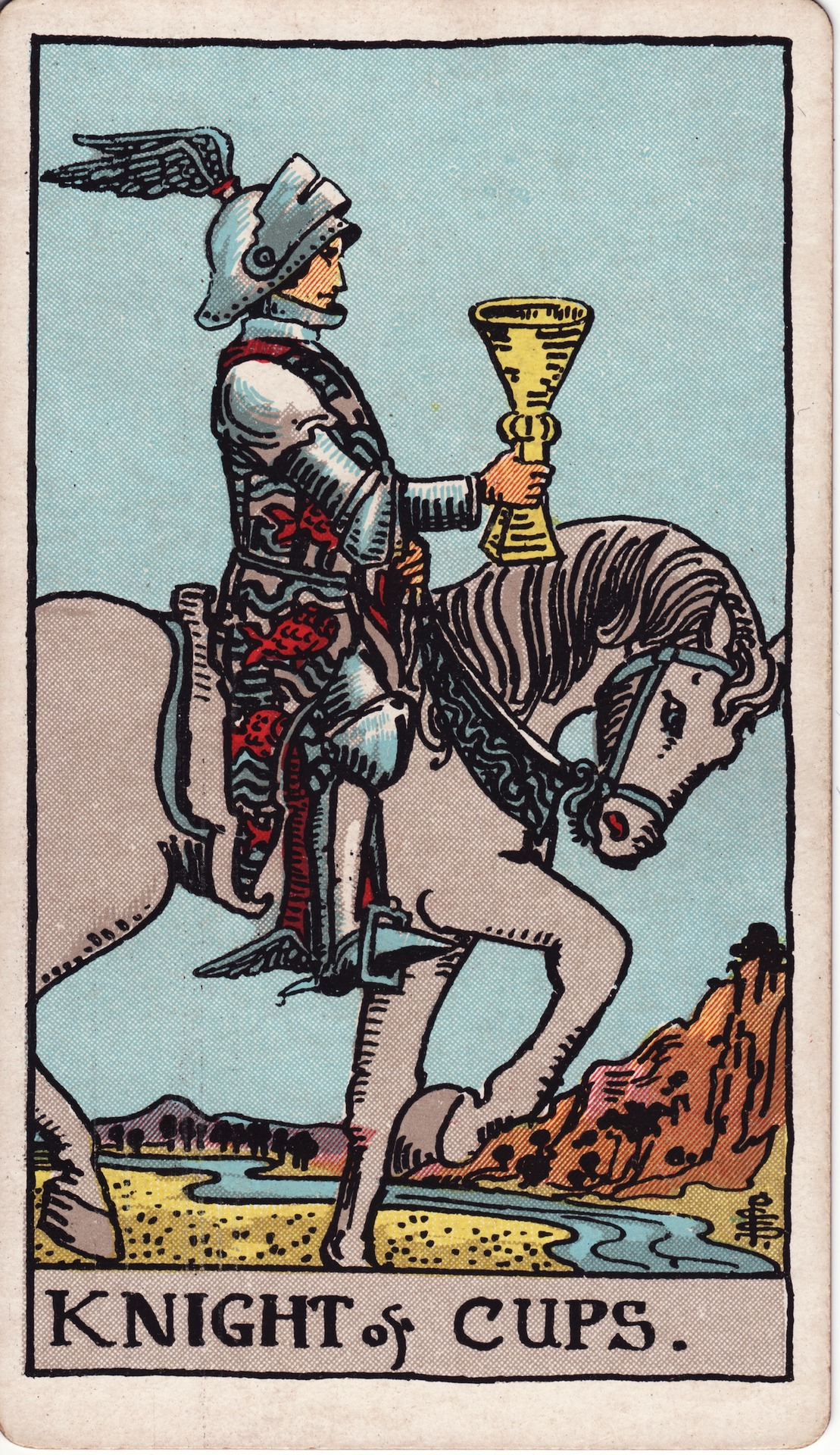
Лицар кубків
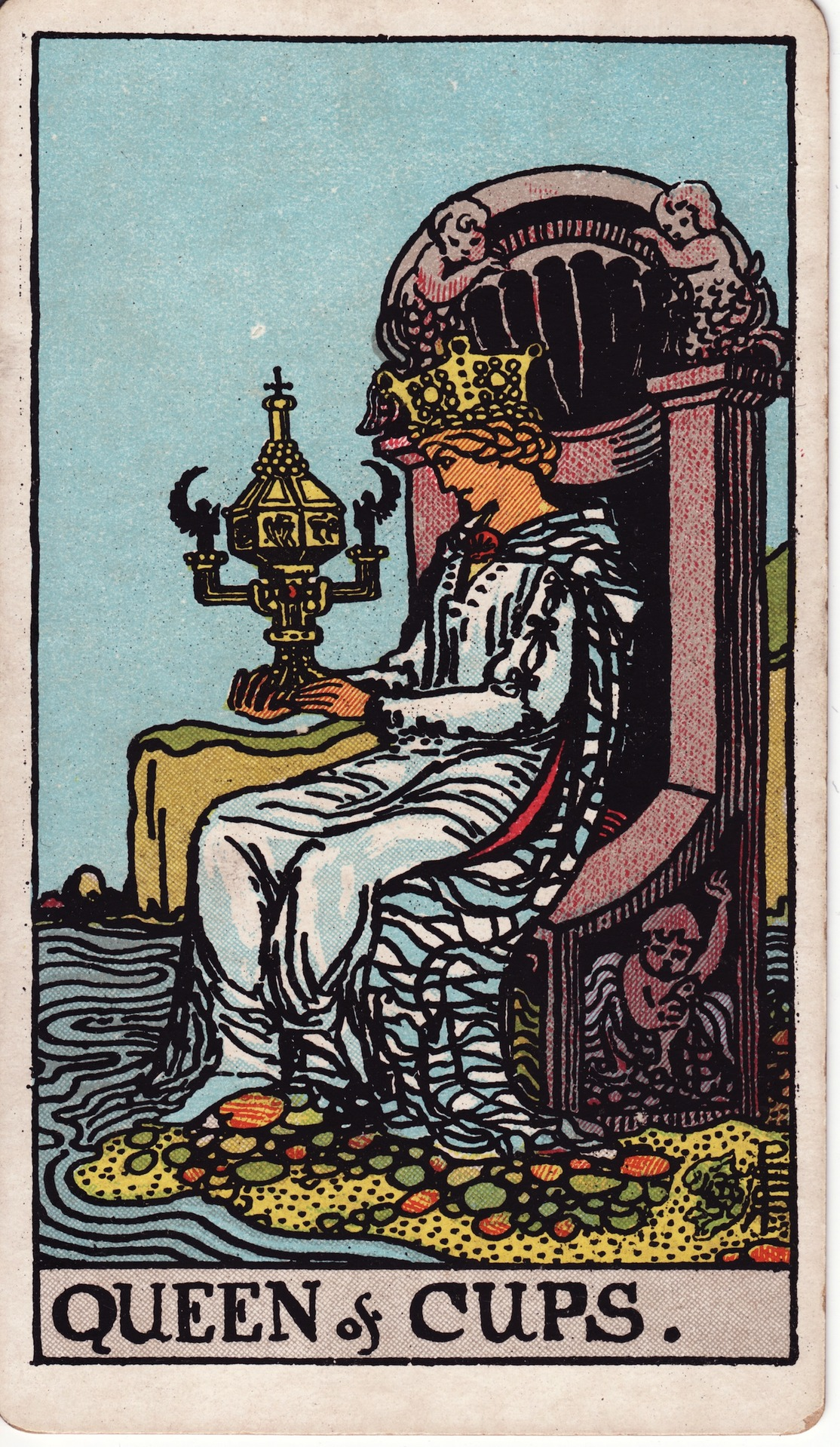
Королева кубків
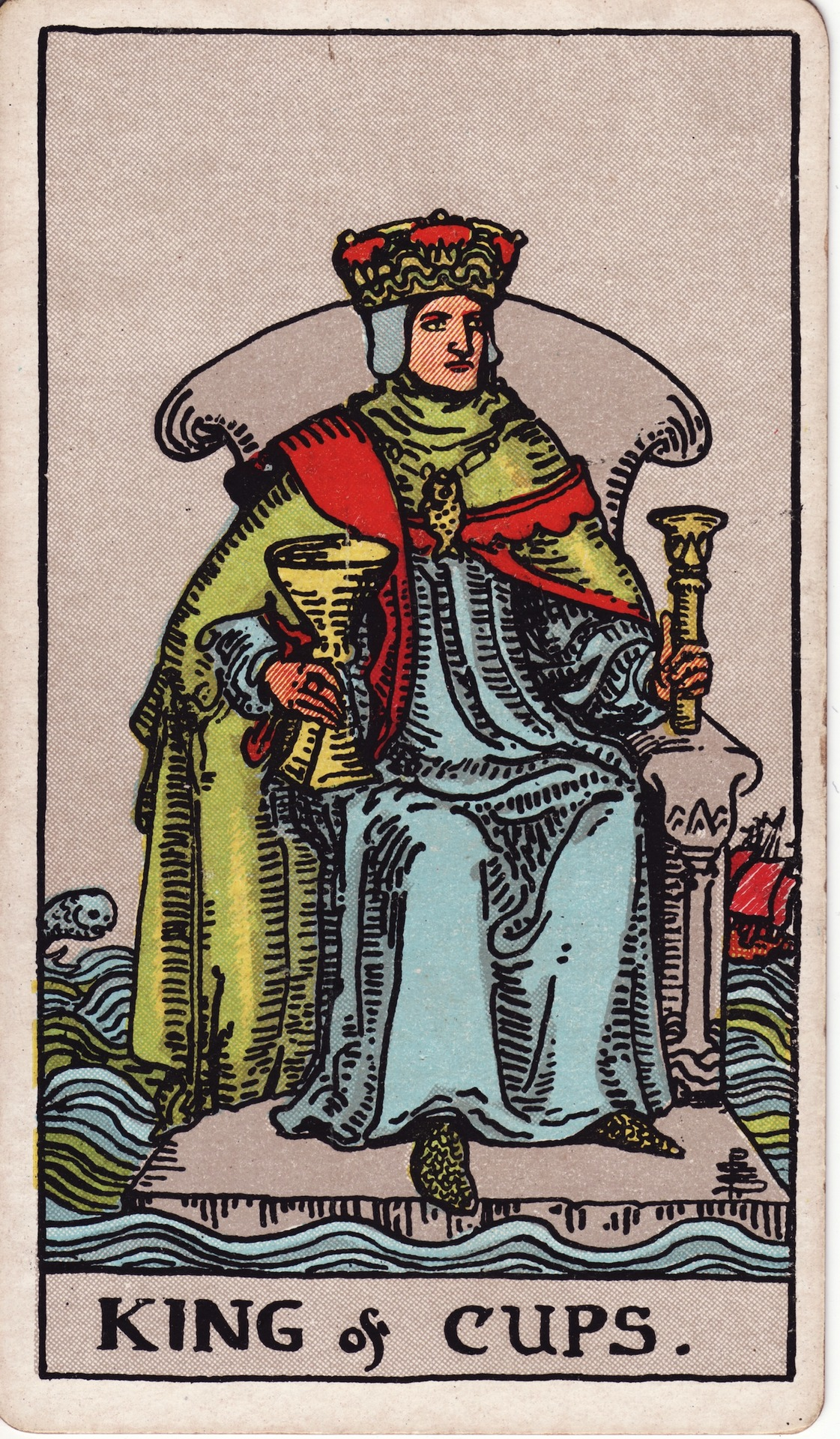
Король кубків

### Мечі

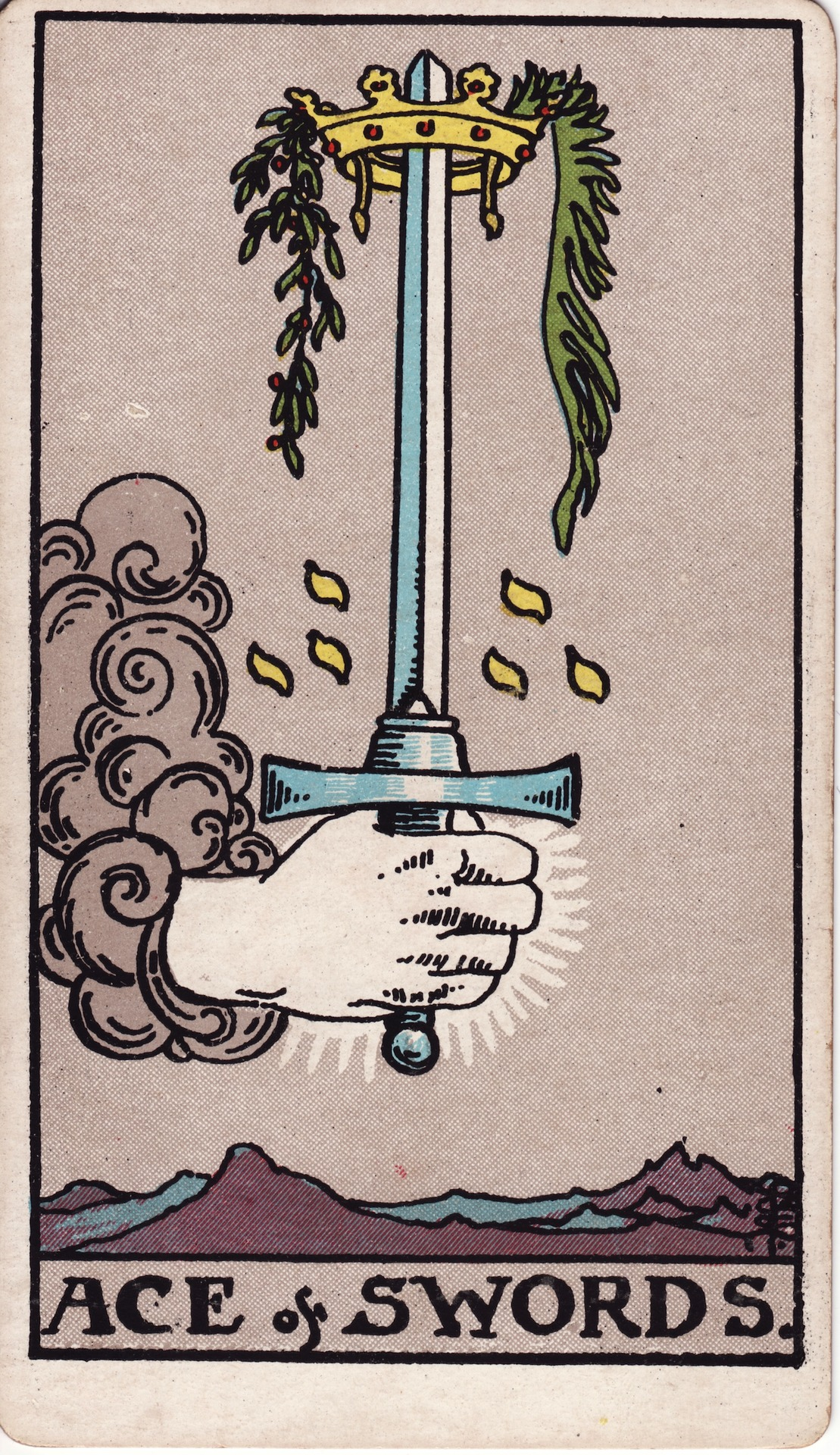
Туз мечів
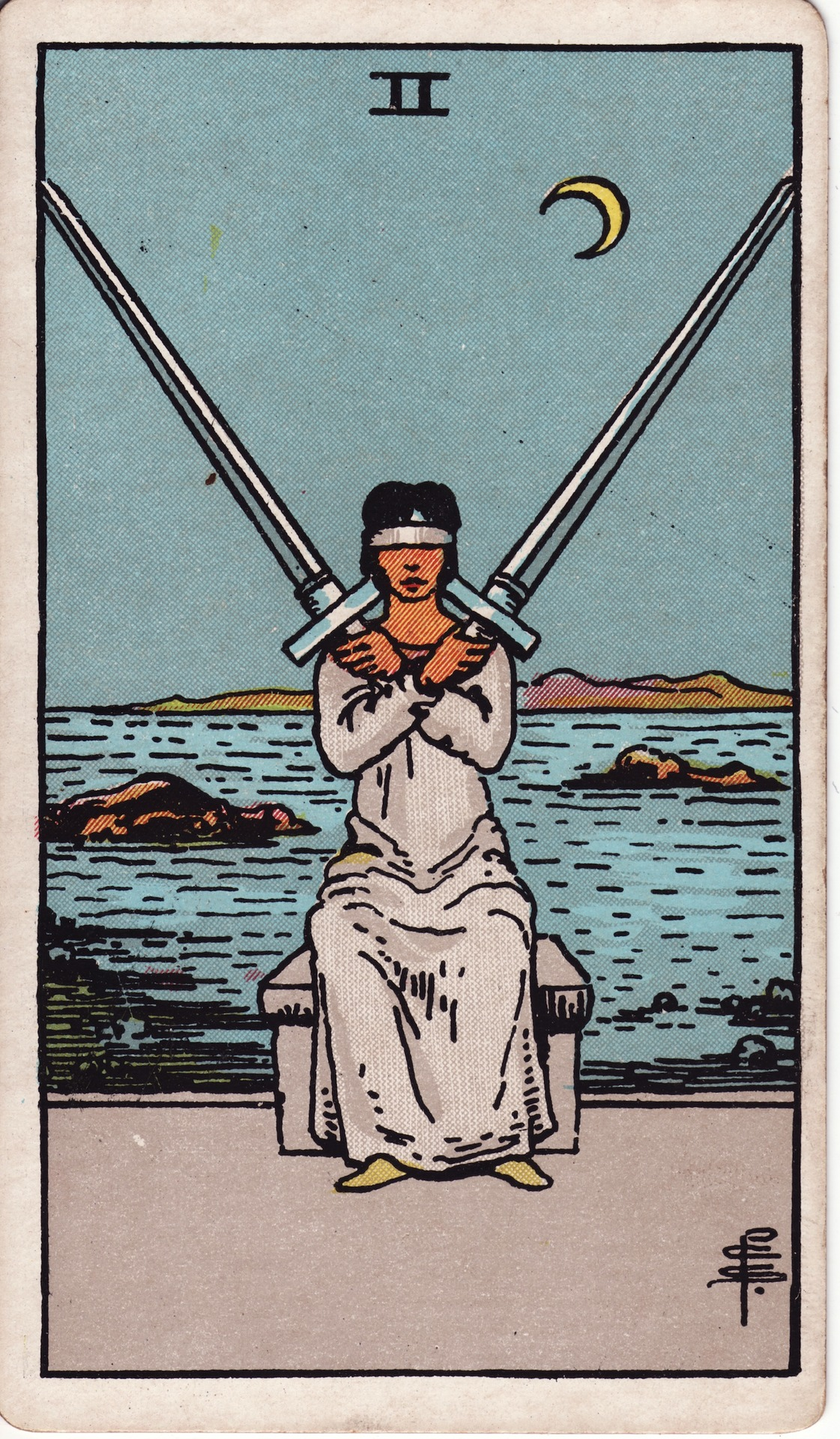
Двійка мечів
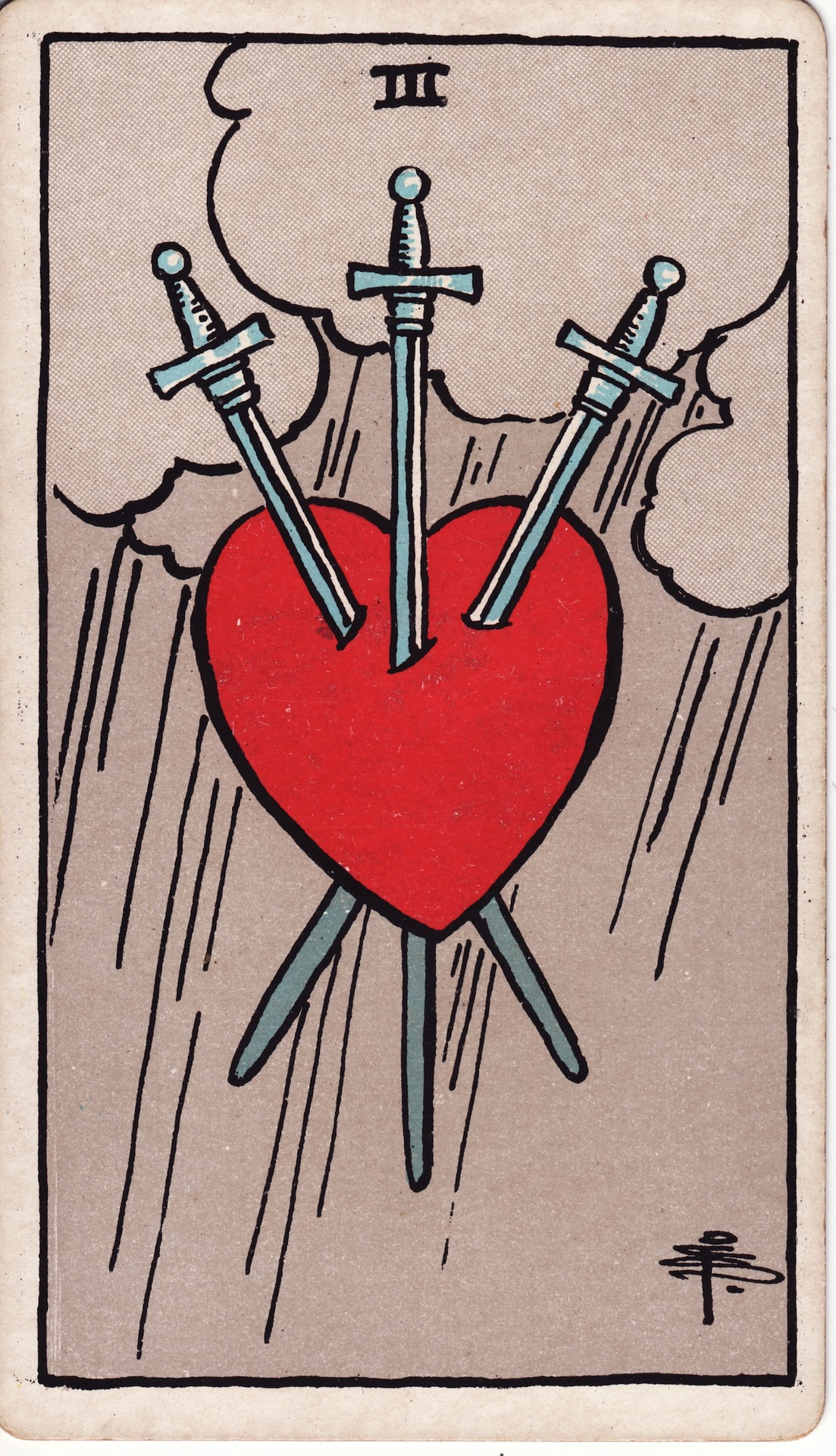
Трійка мечів
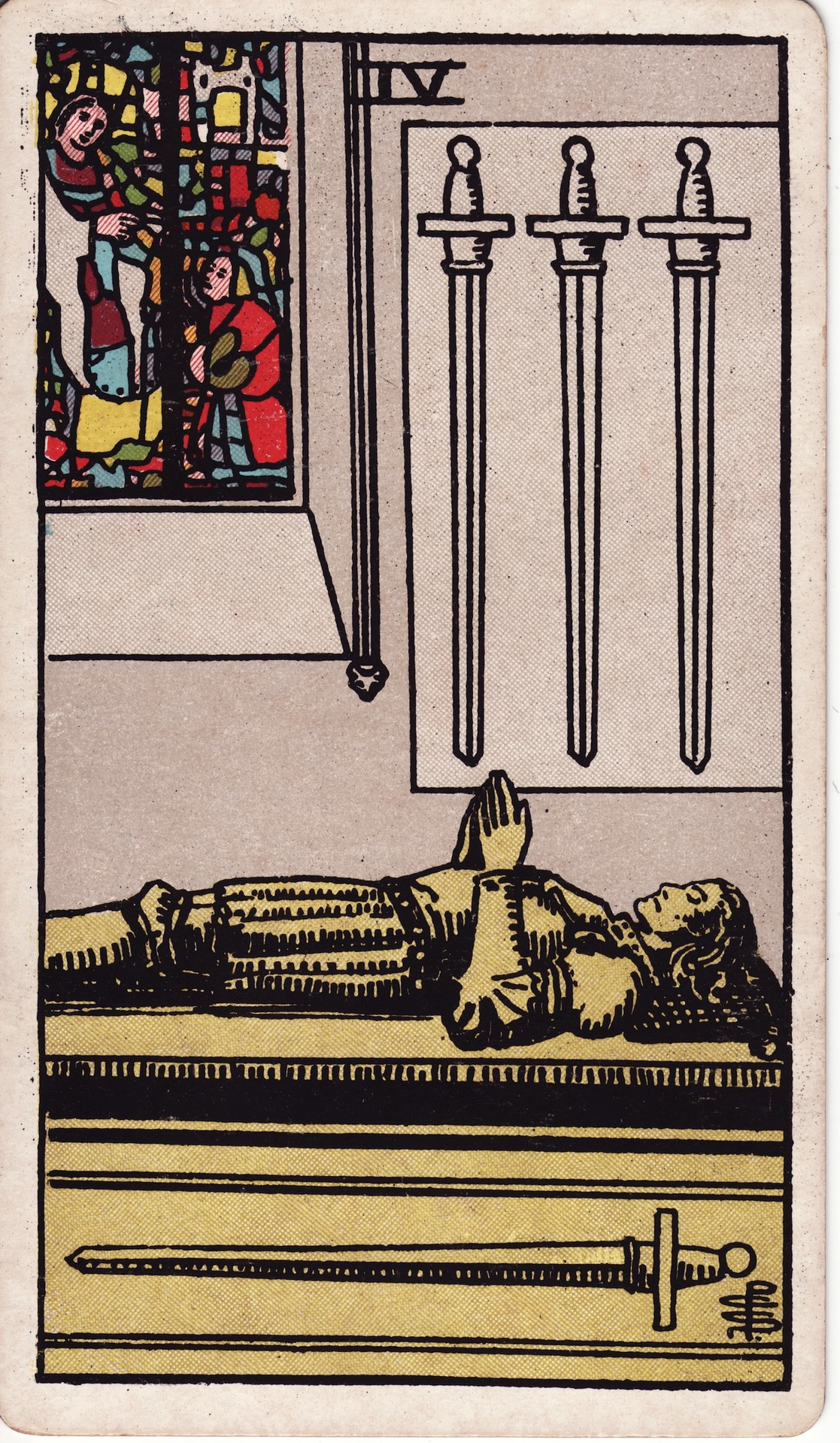
Четвірка мечів
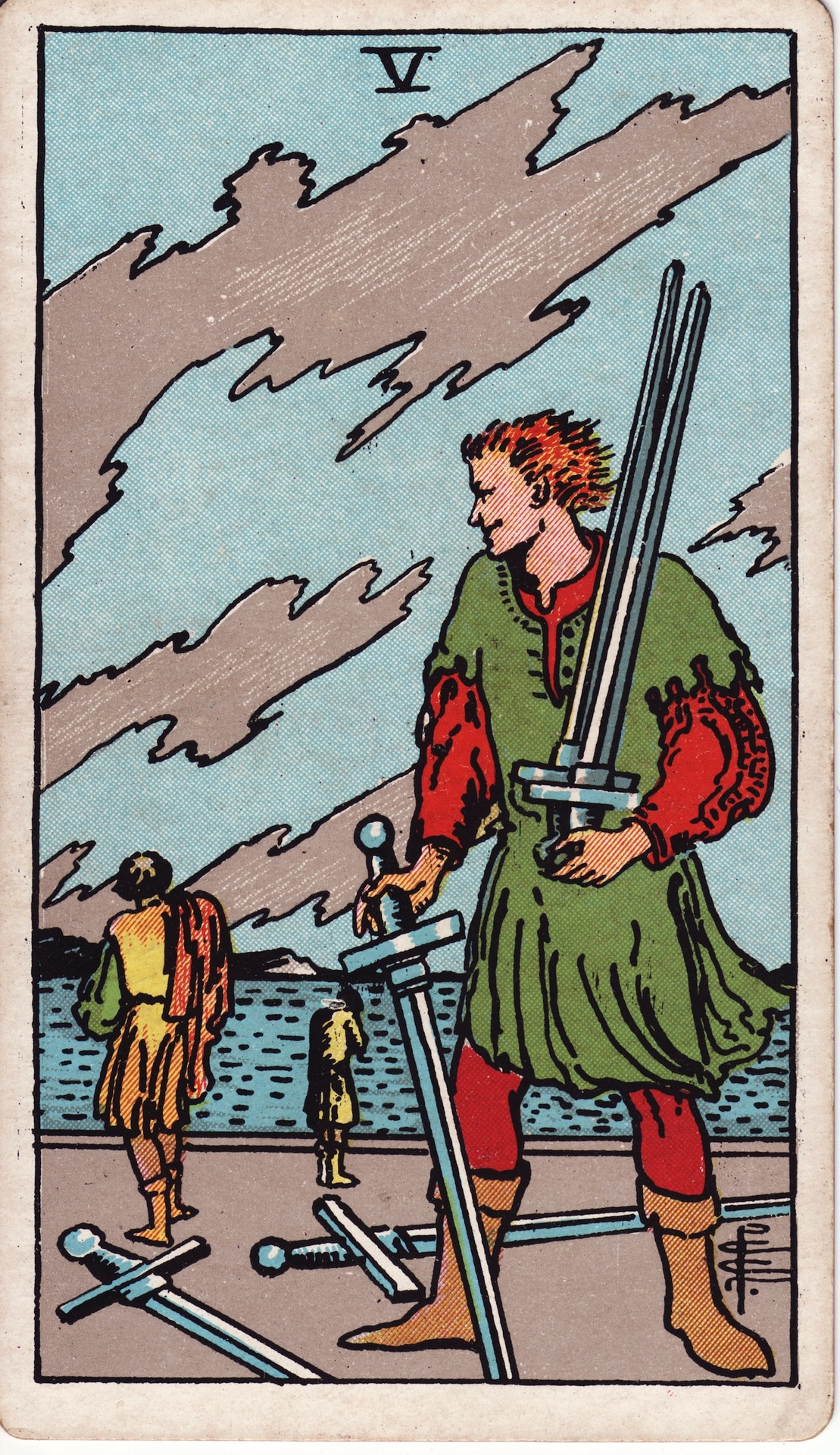
П'ятірка мечів
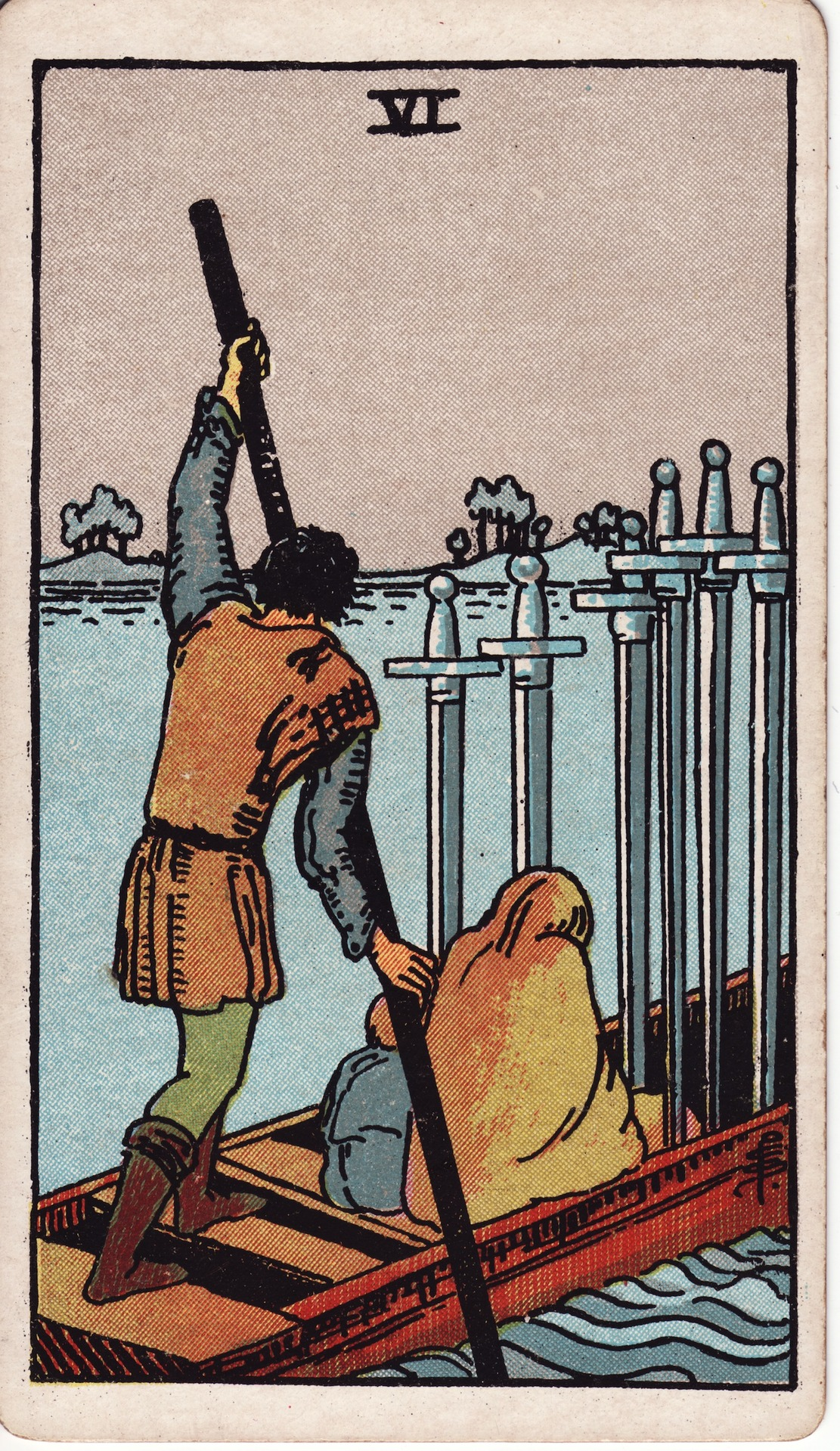
Шістка мечів
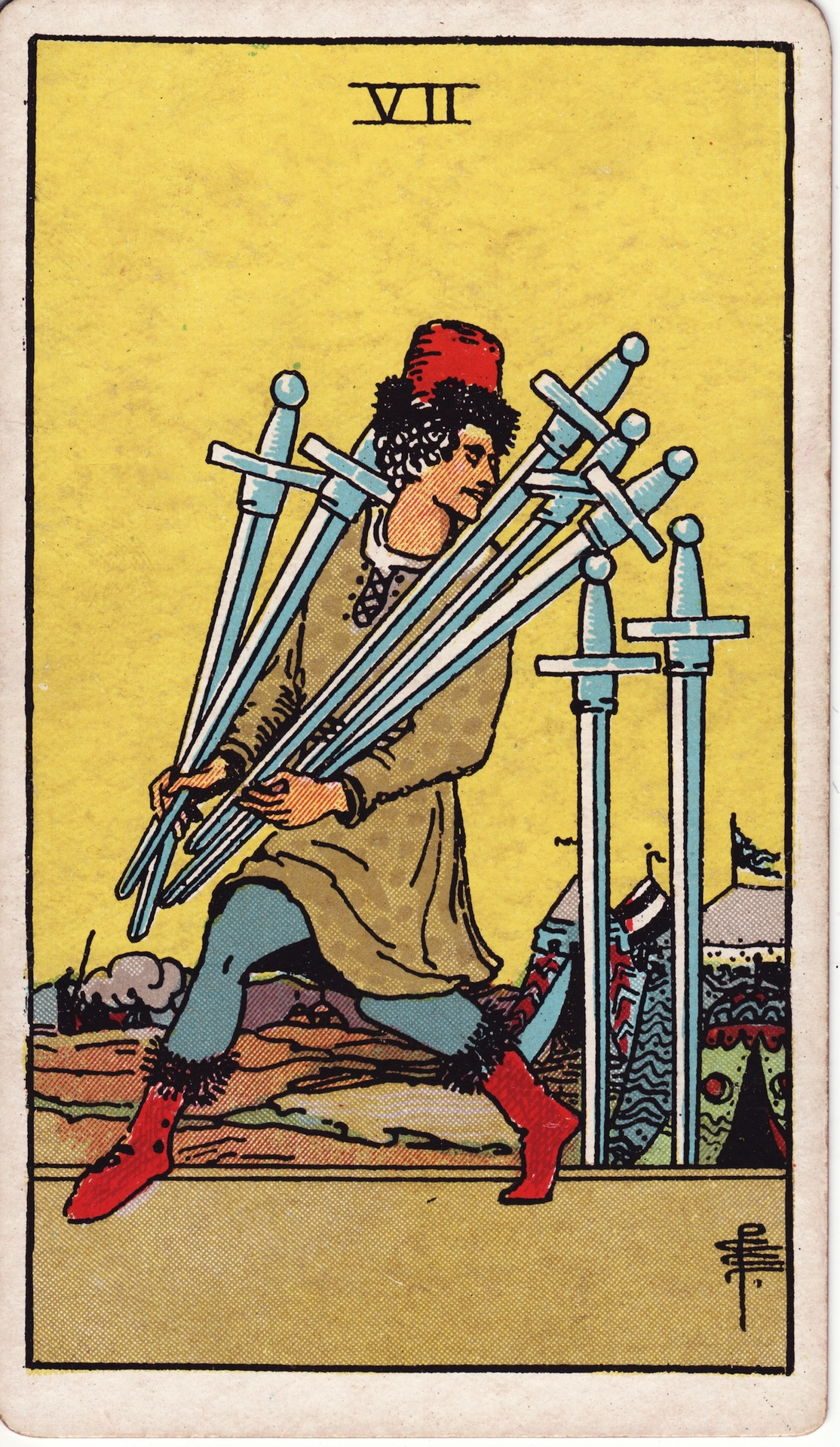
Сімка мечів
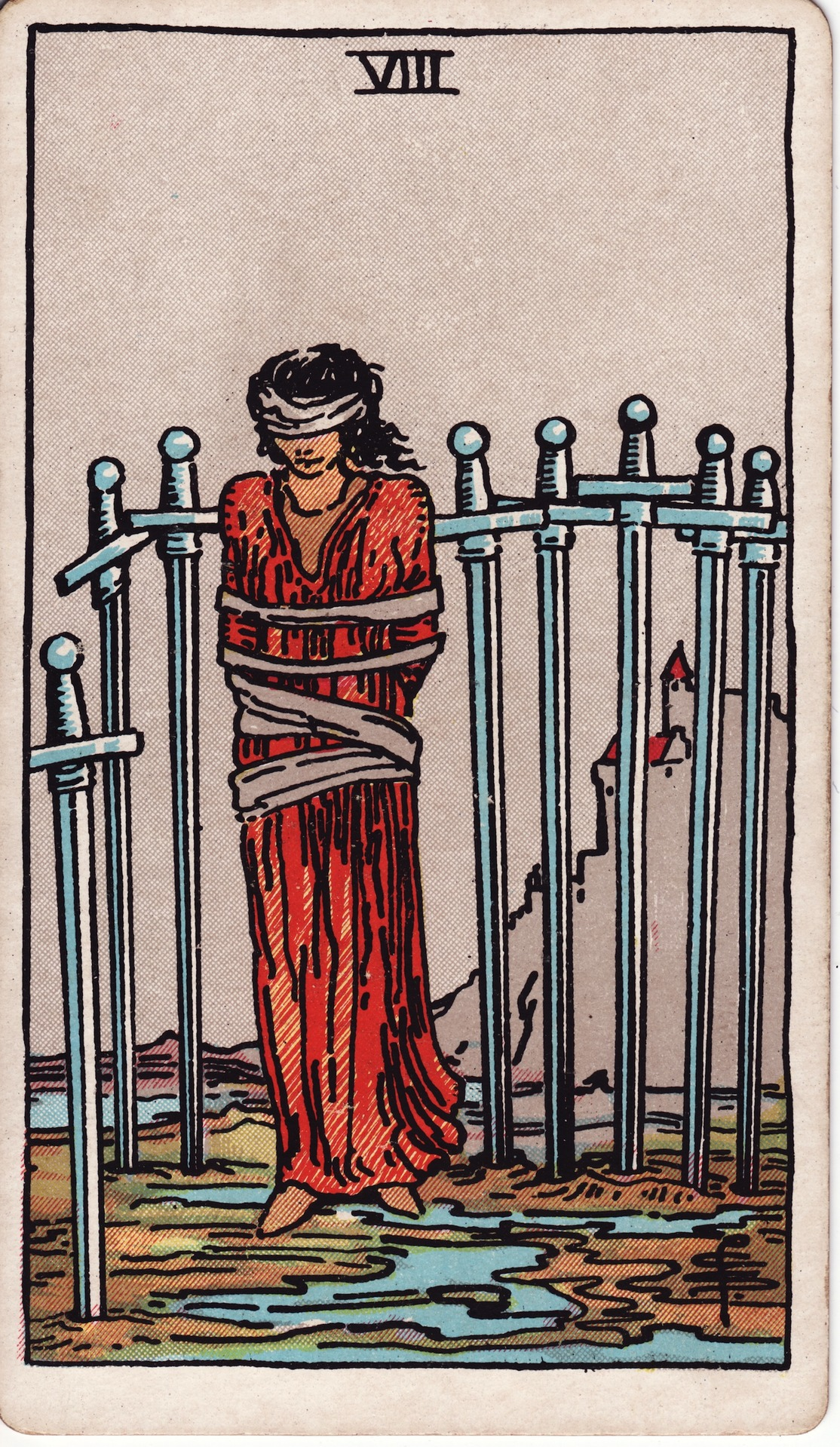
Вісімка мечів
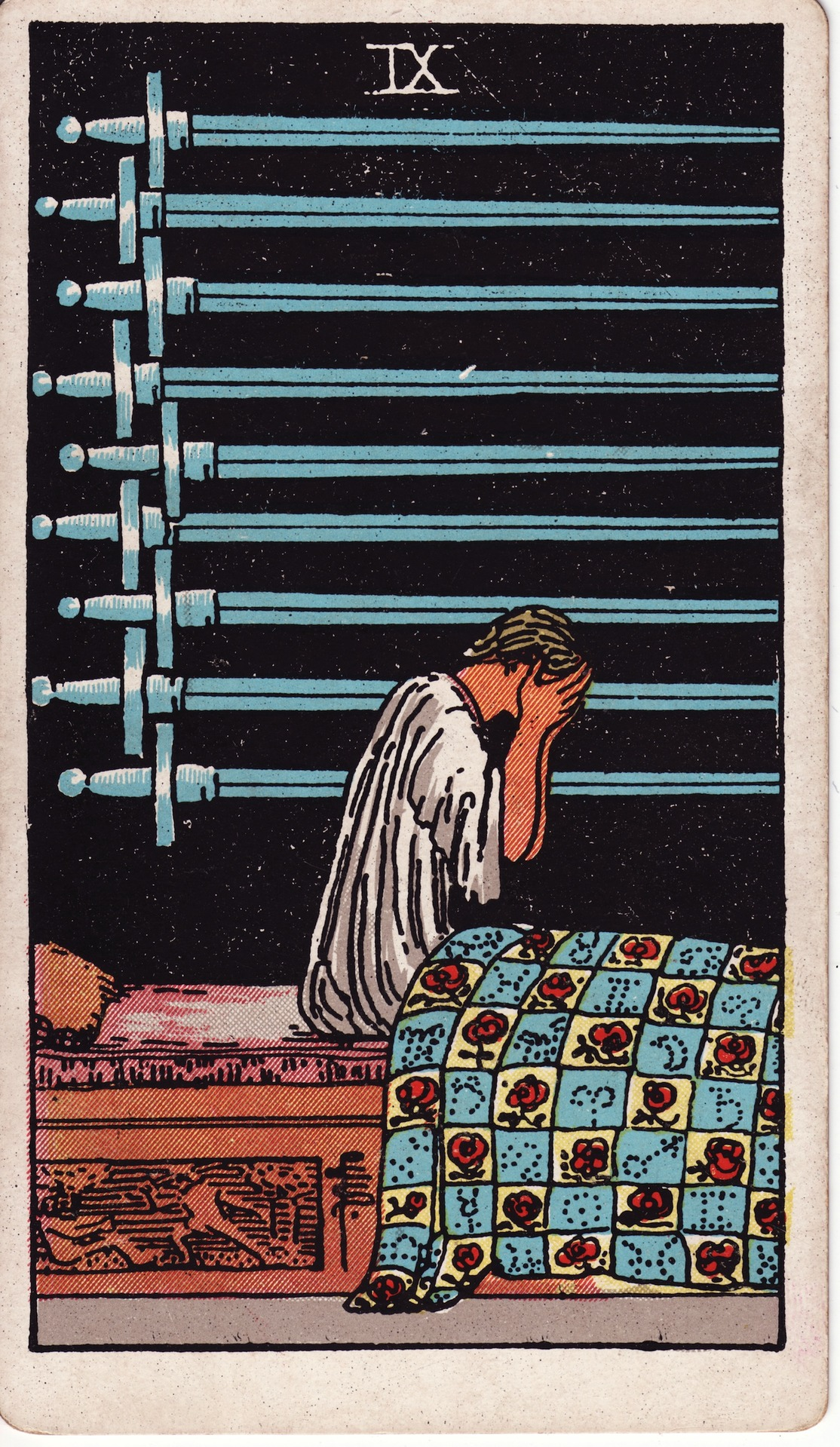
Дев'ятка мечів
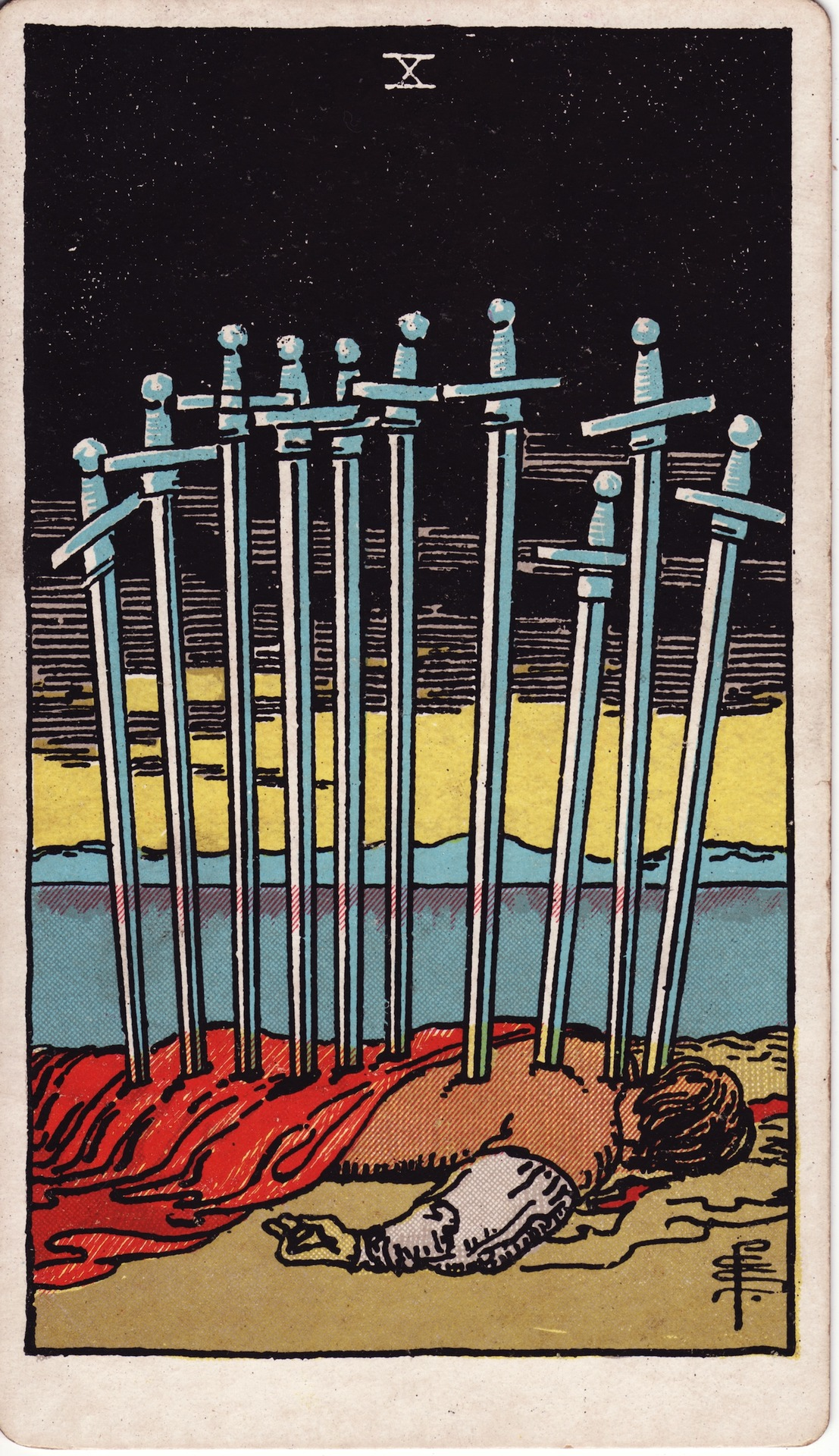
Десятка мечів
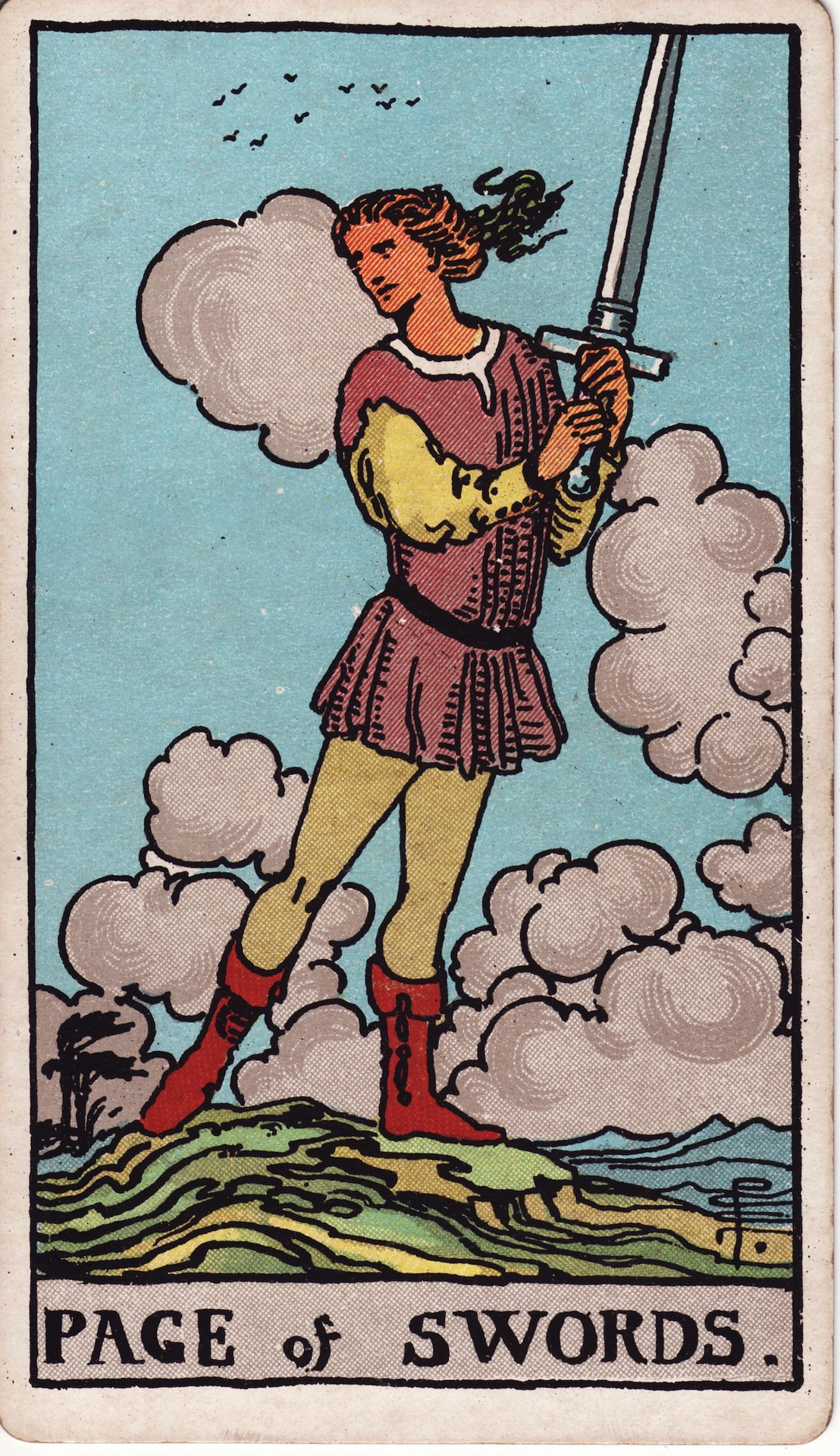
Паж мечів
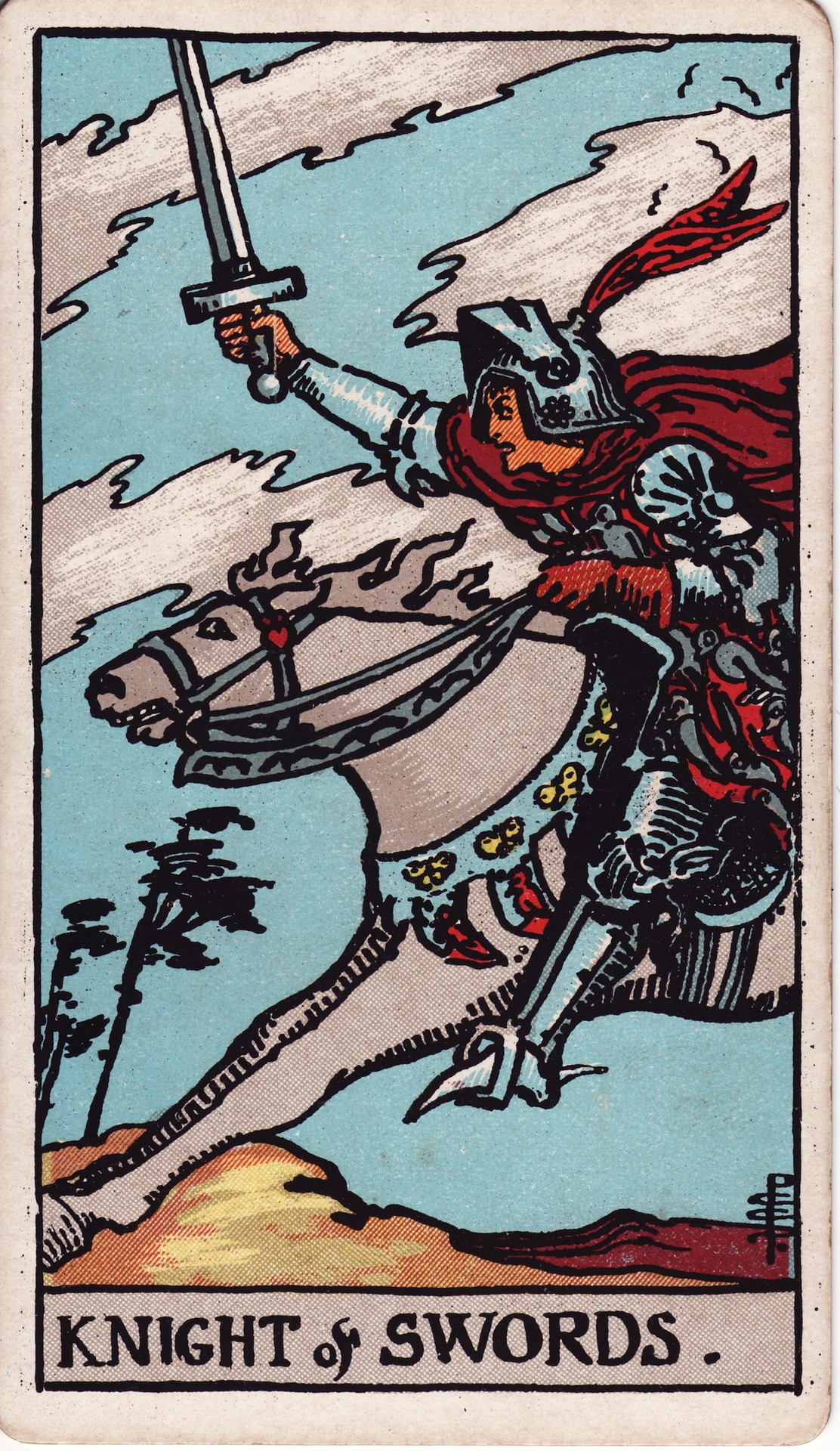
Лицар мечів
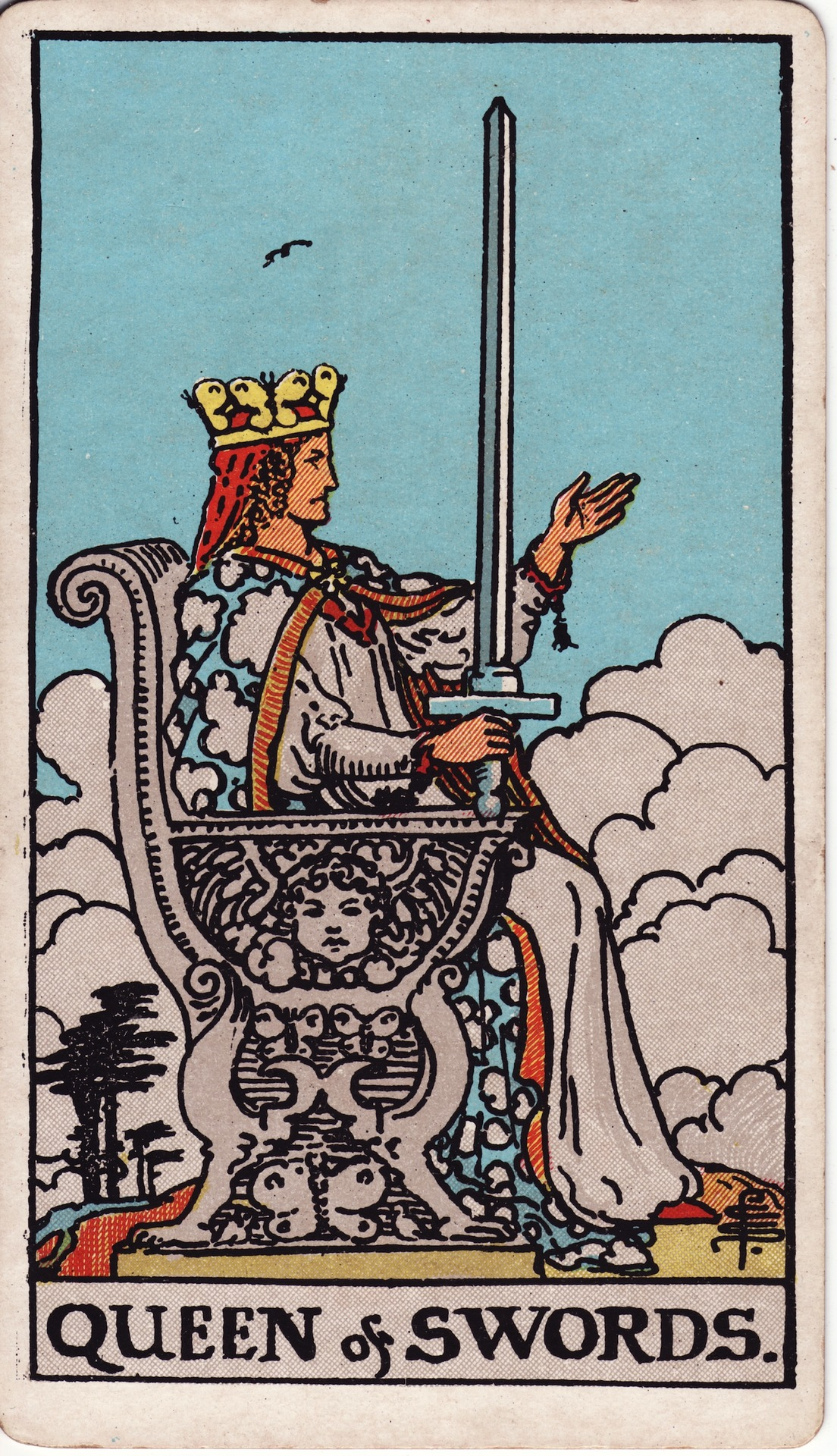
Королева мечів
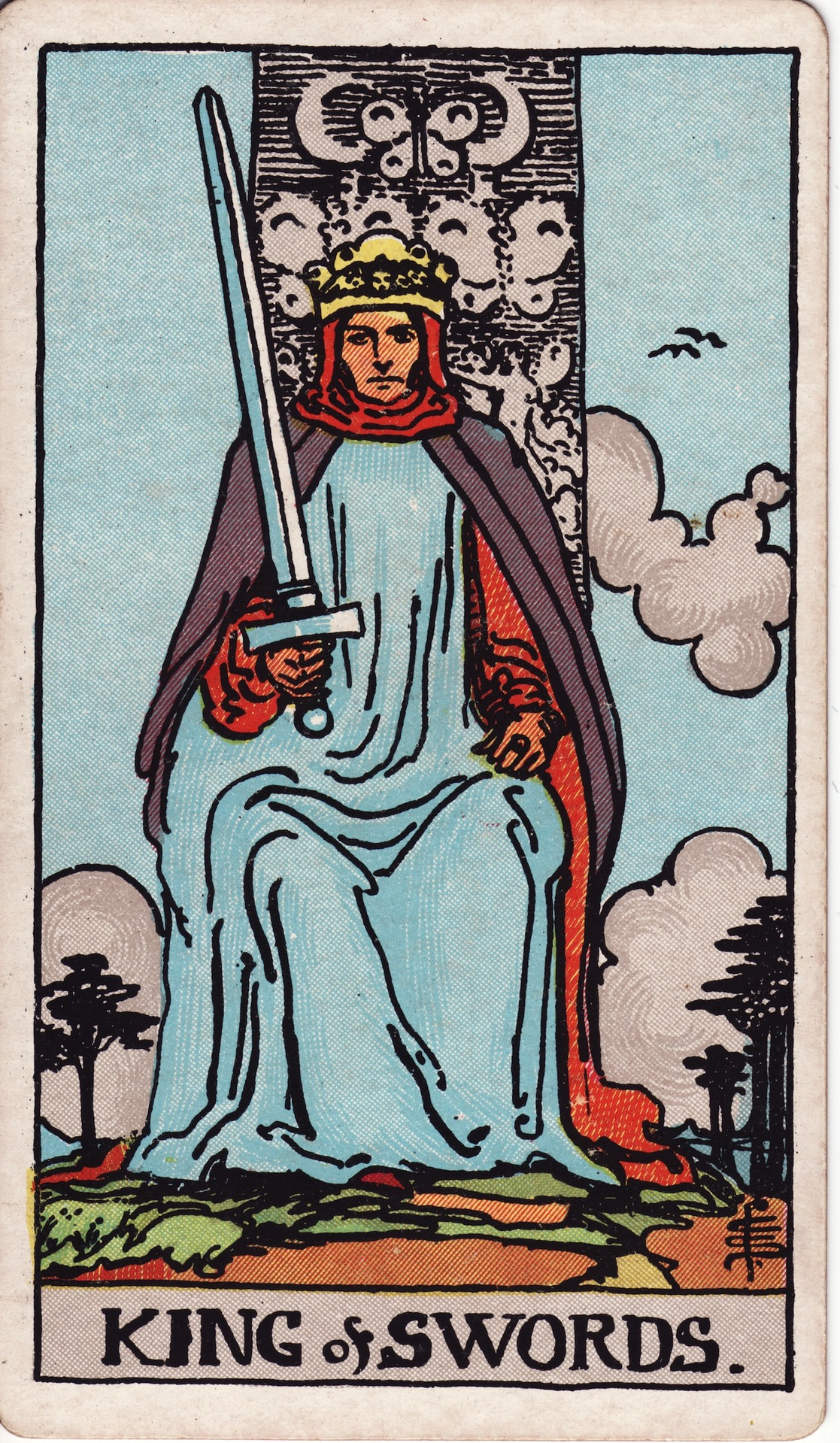
Король мечів

### Пентаклі

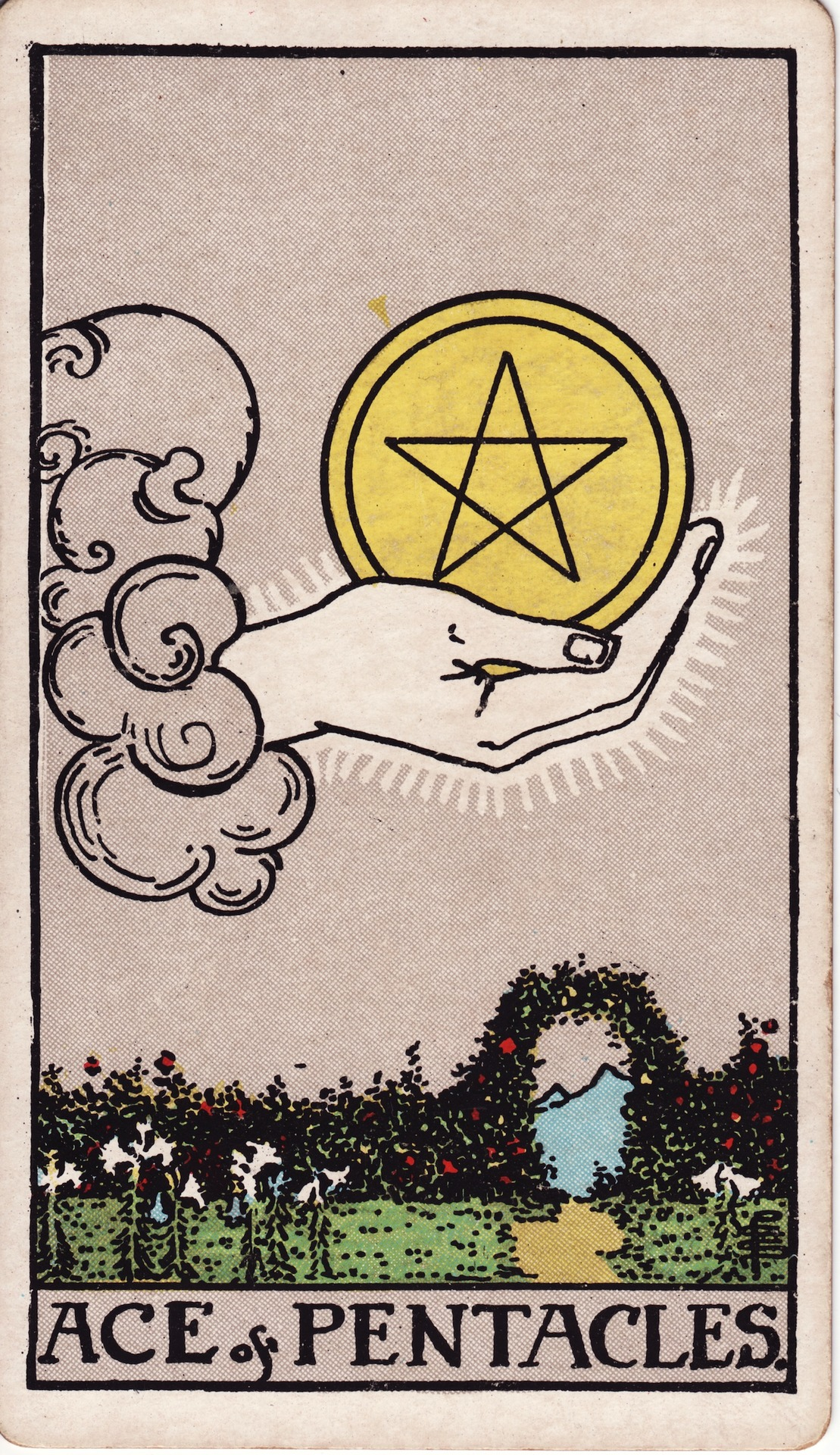
Туз пентаклів
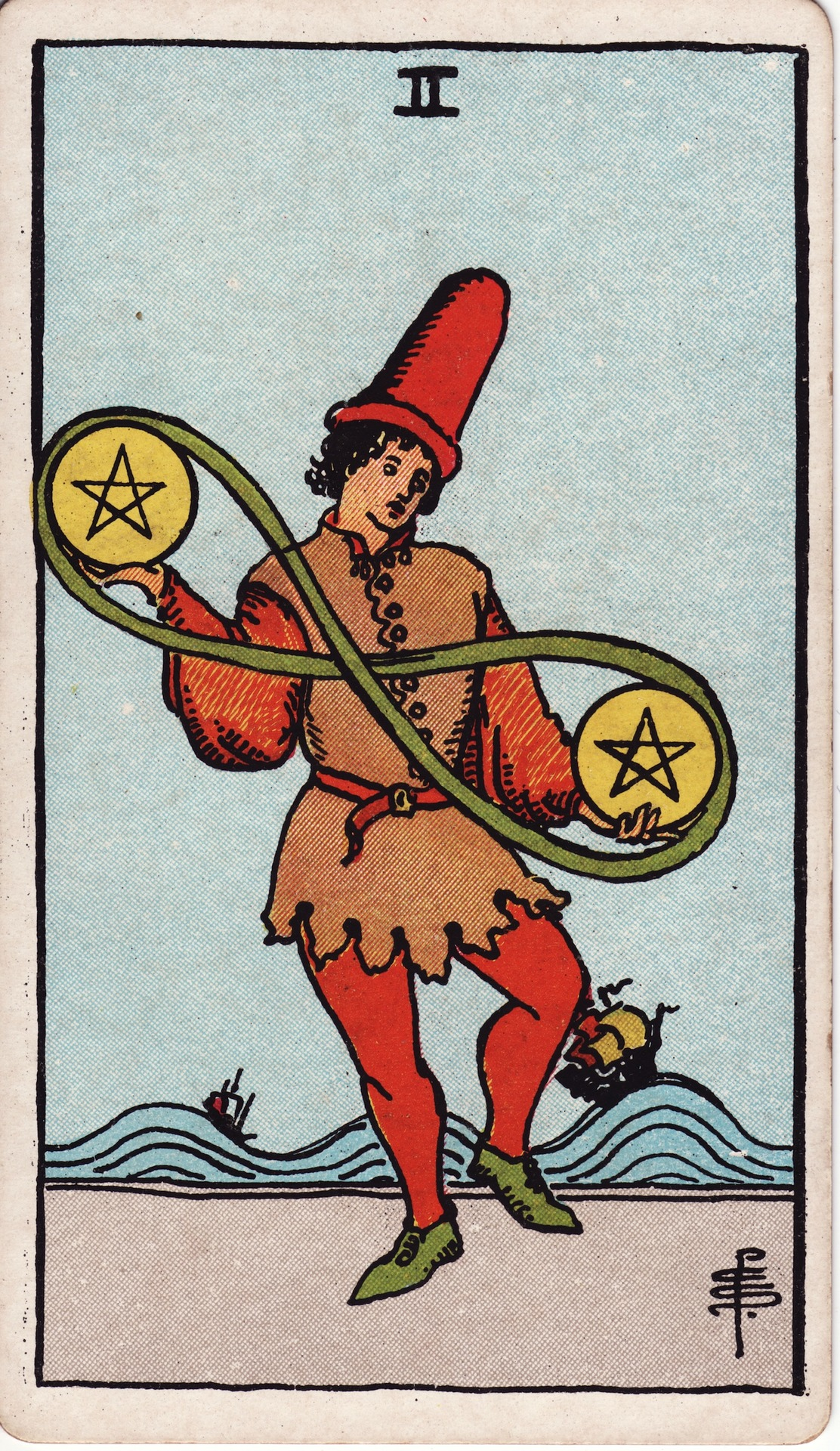
Двійка пентаклів
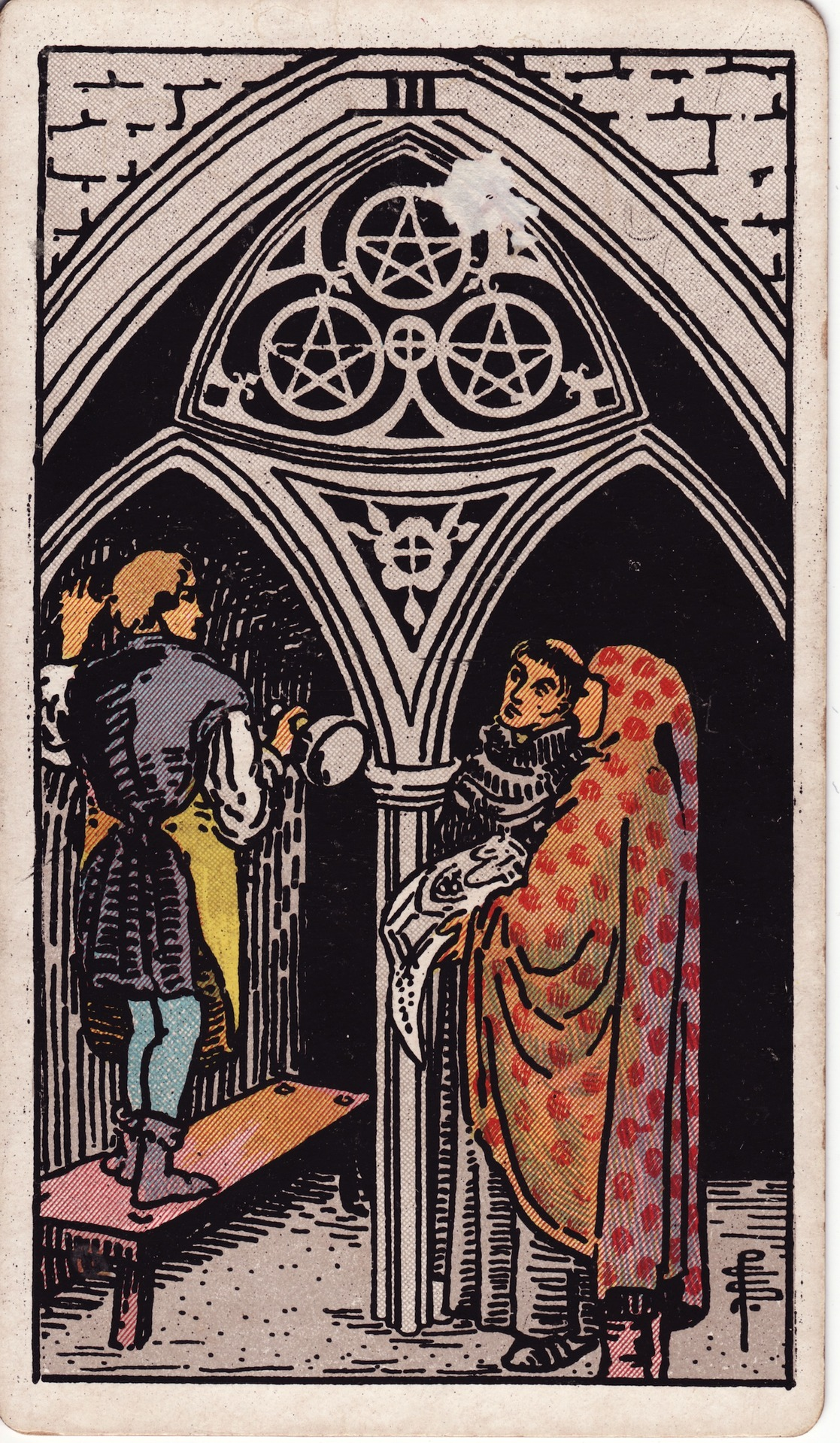
Трійка пентаклів
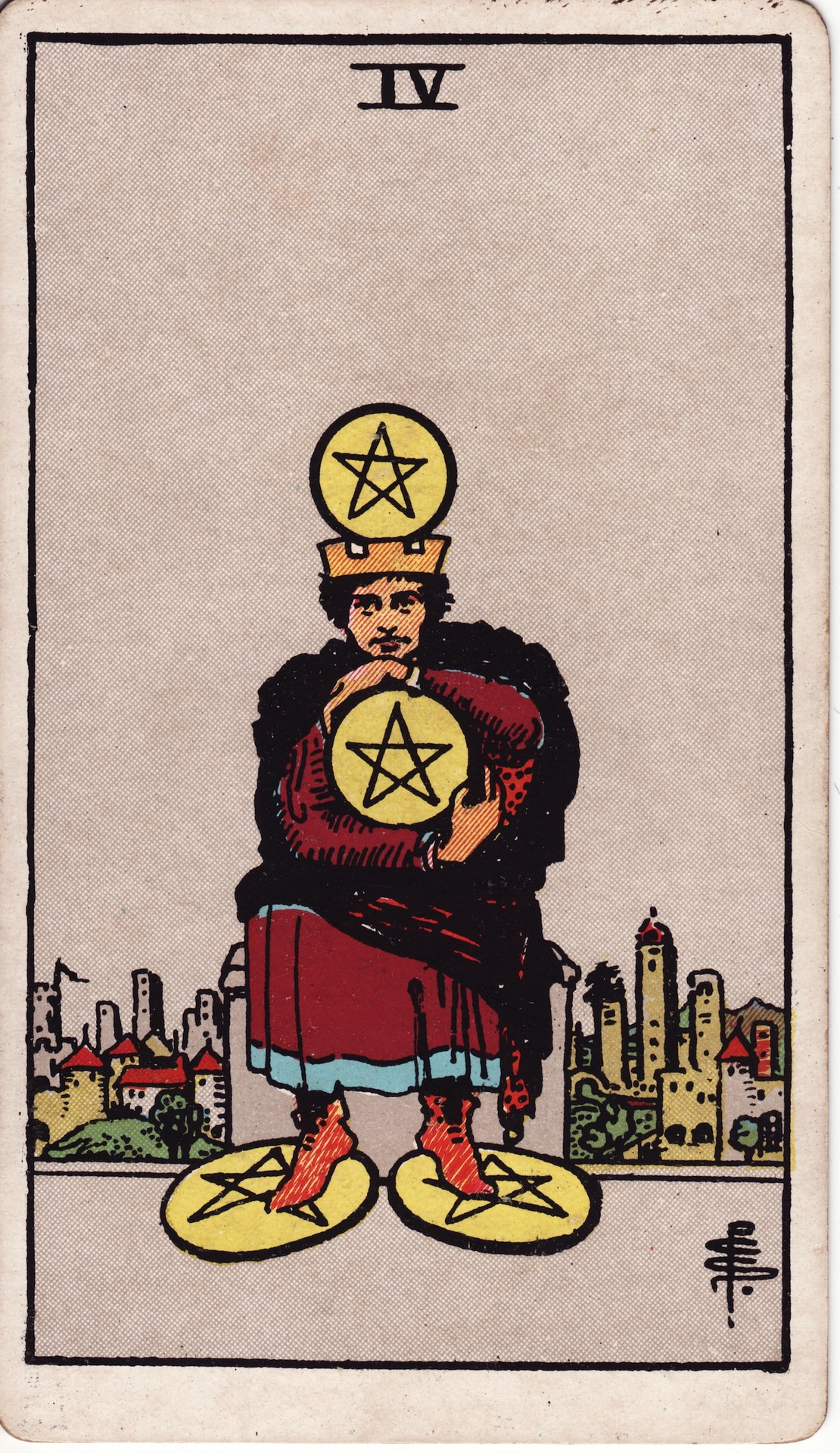
Четвірка пентаклів
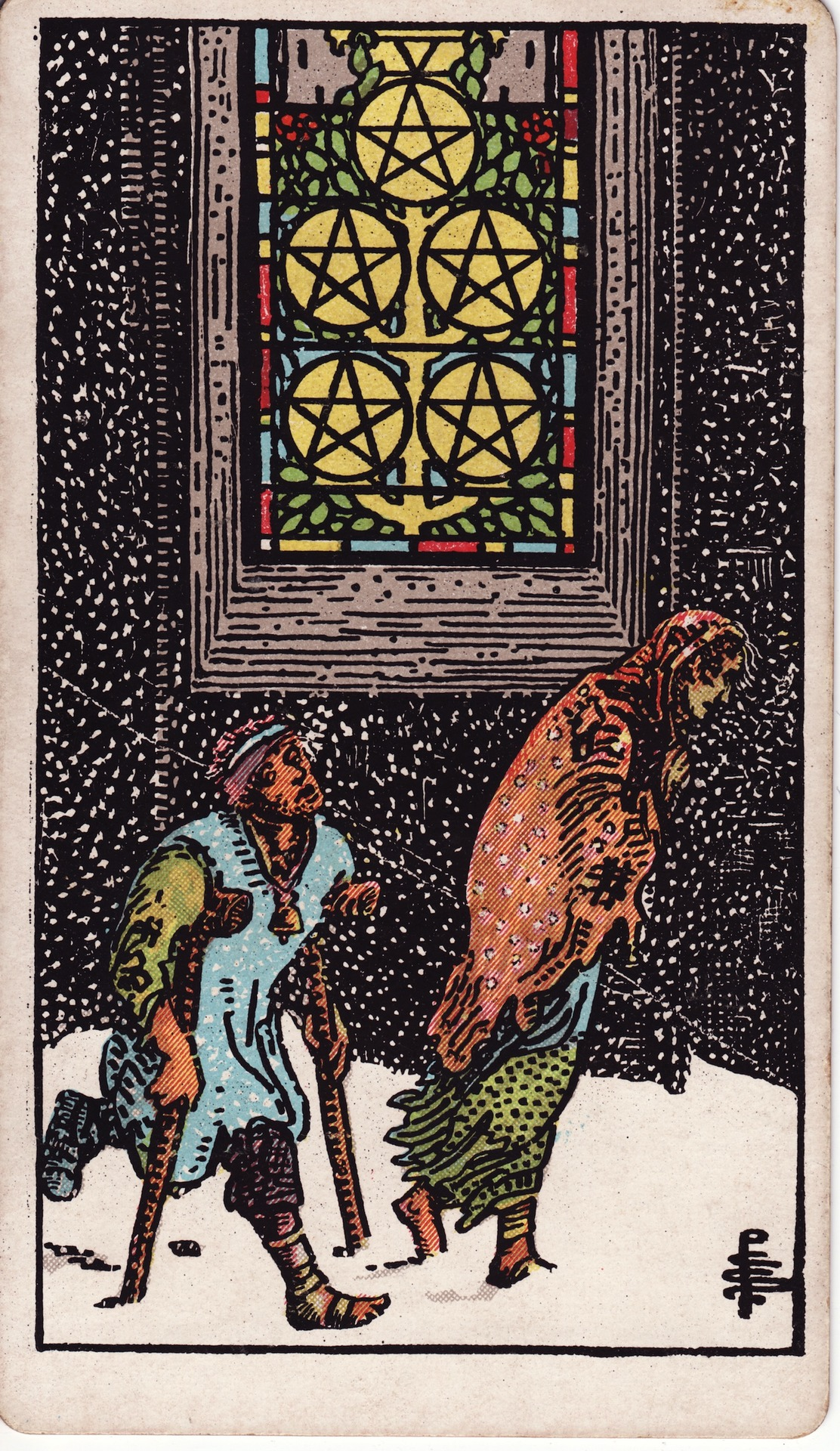
П'ятірка пентаклів
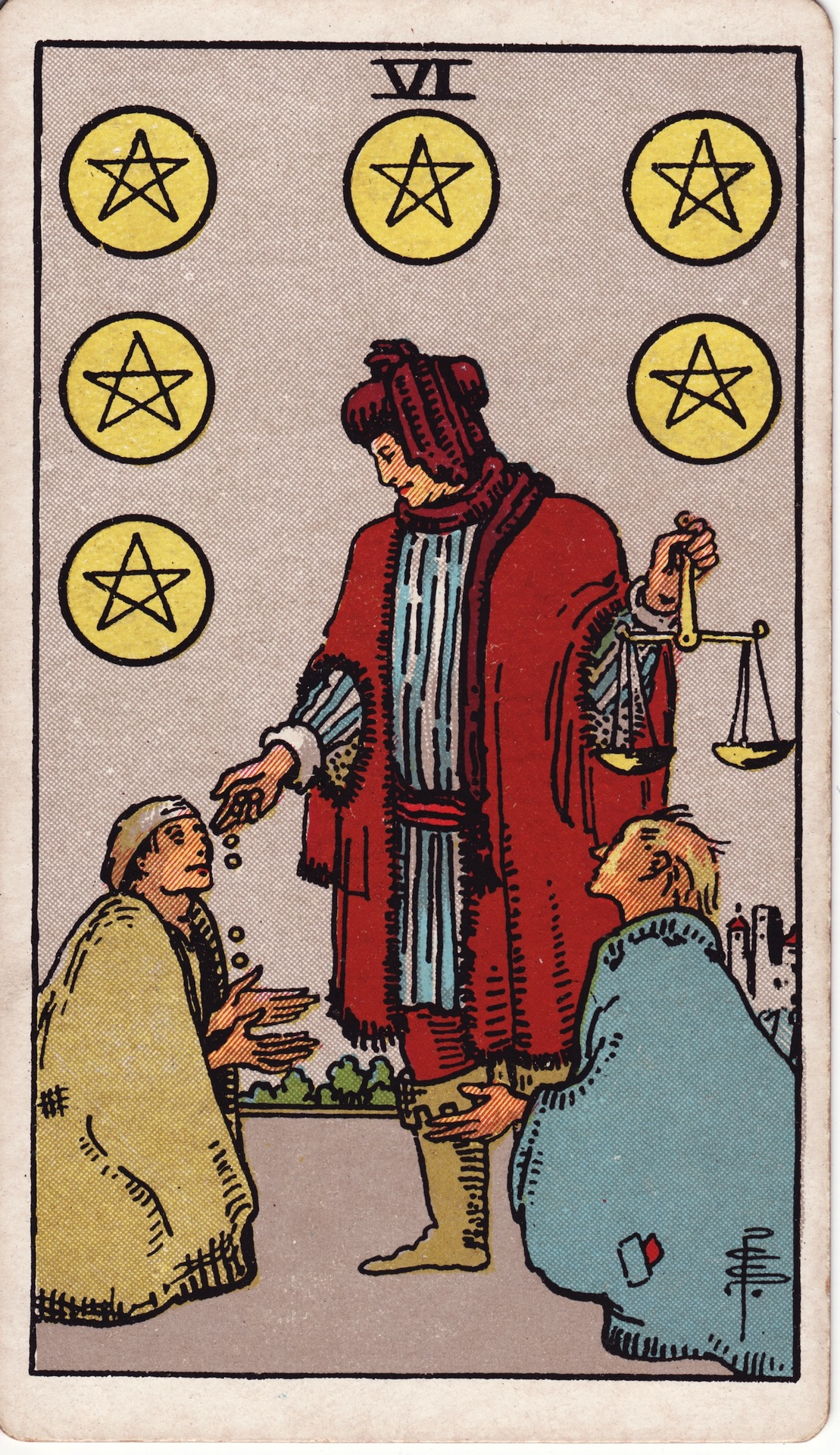
Шістка пентаклів
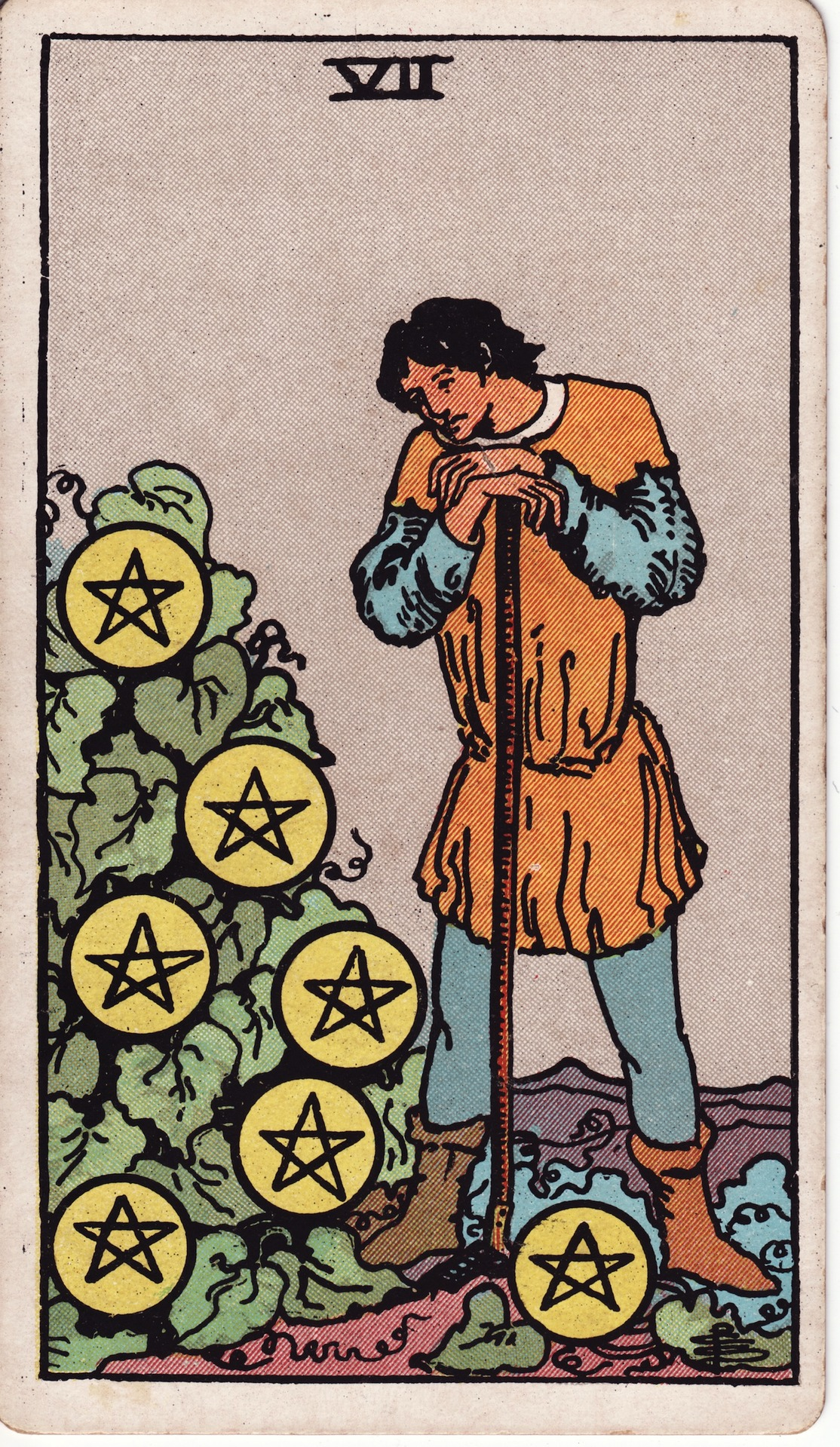
Сімка пентаклів
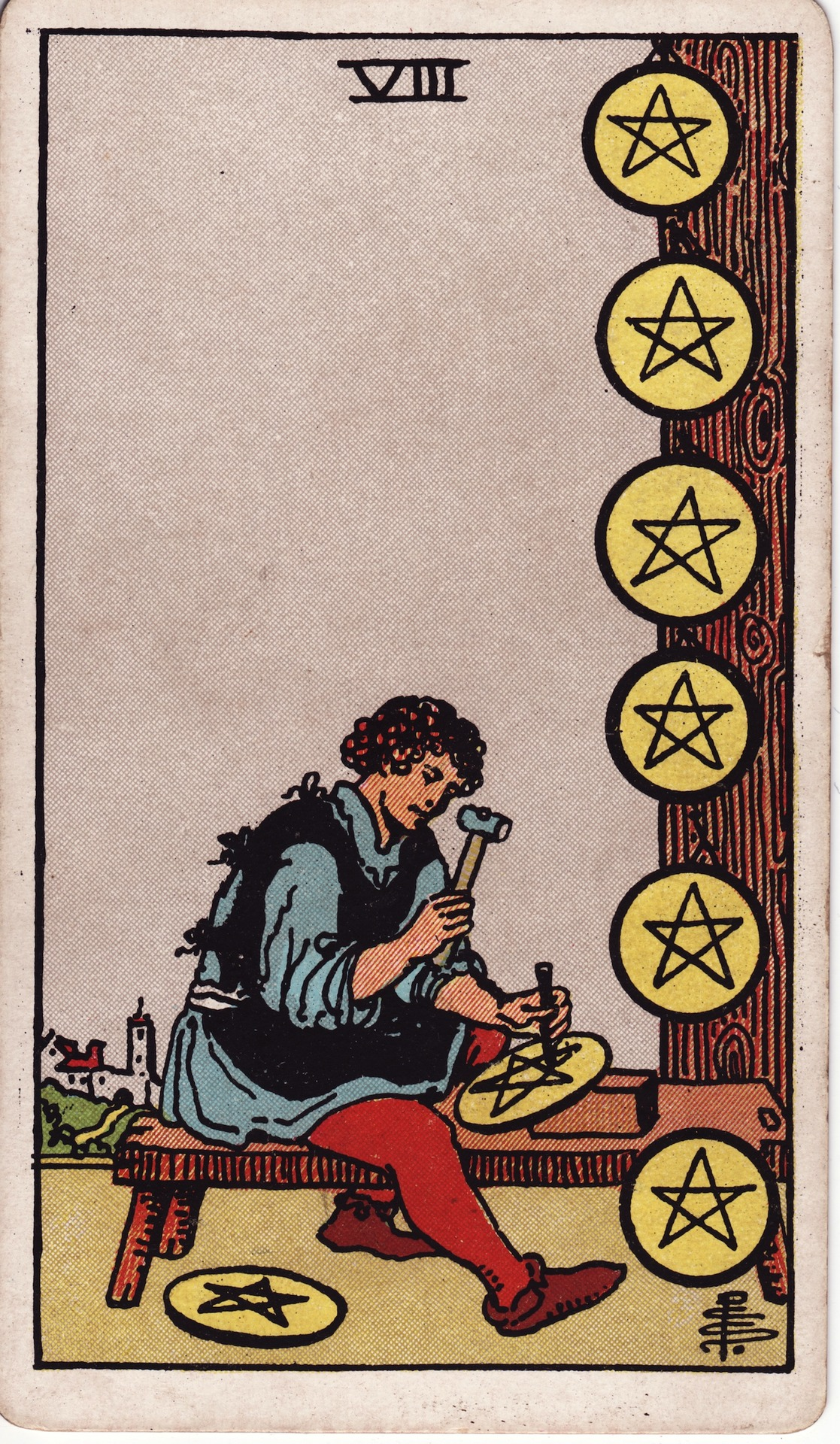
Вісімка пентаклів
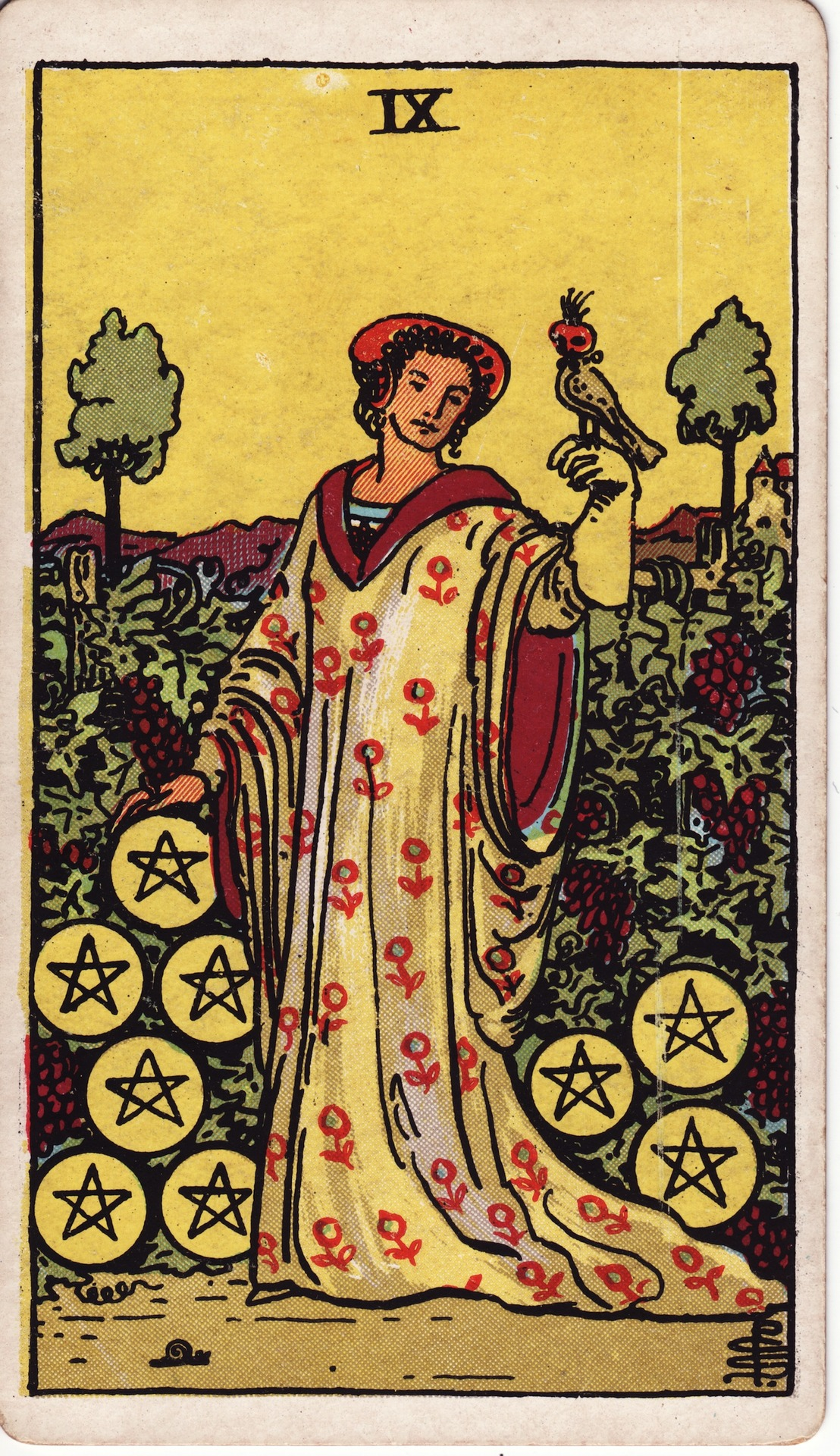
Дев'ятка пентаклів
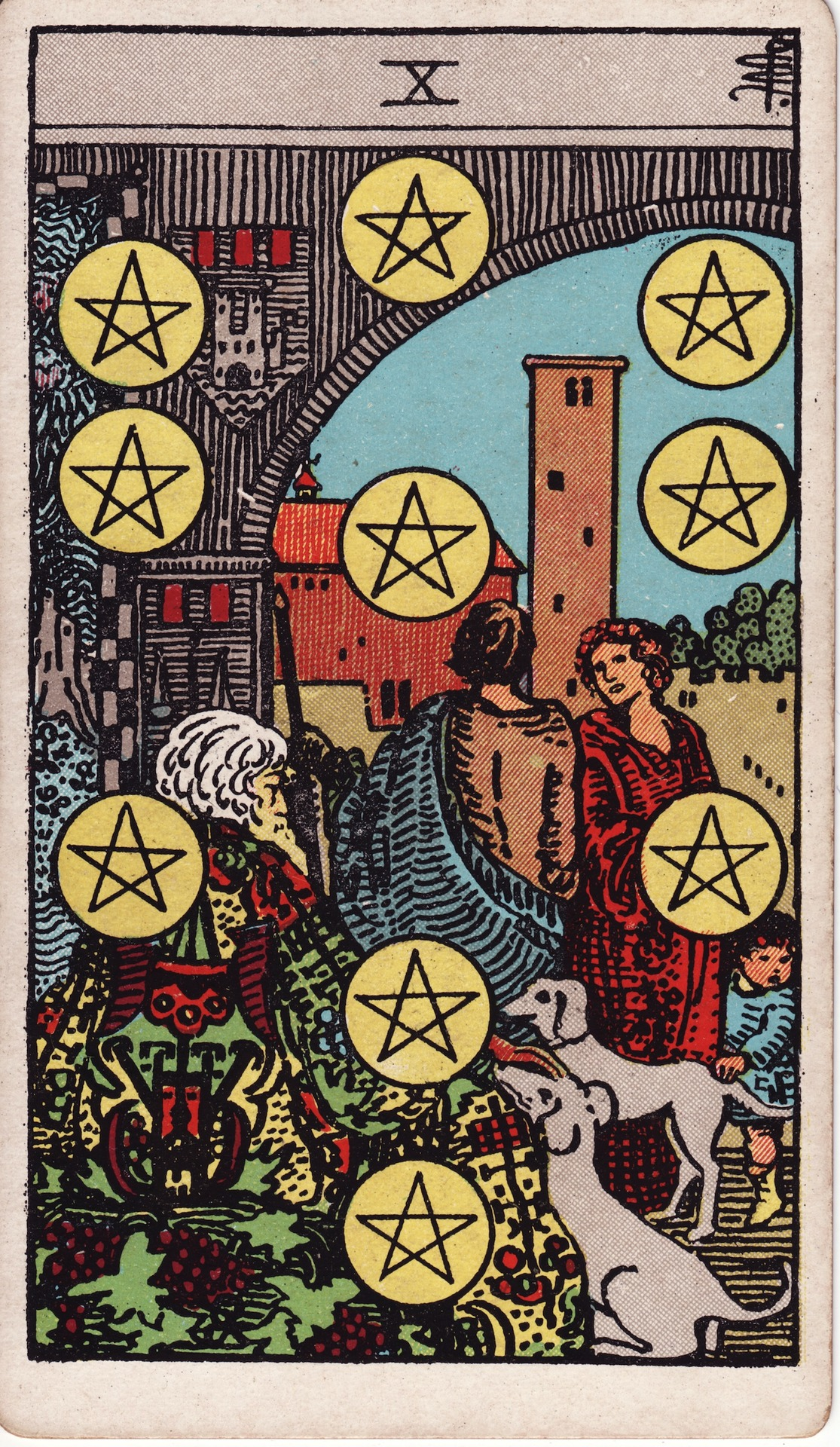
Десятка пентаклів
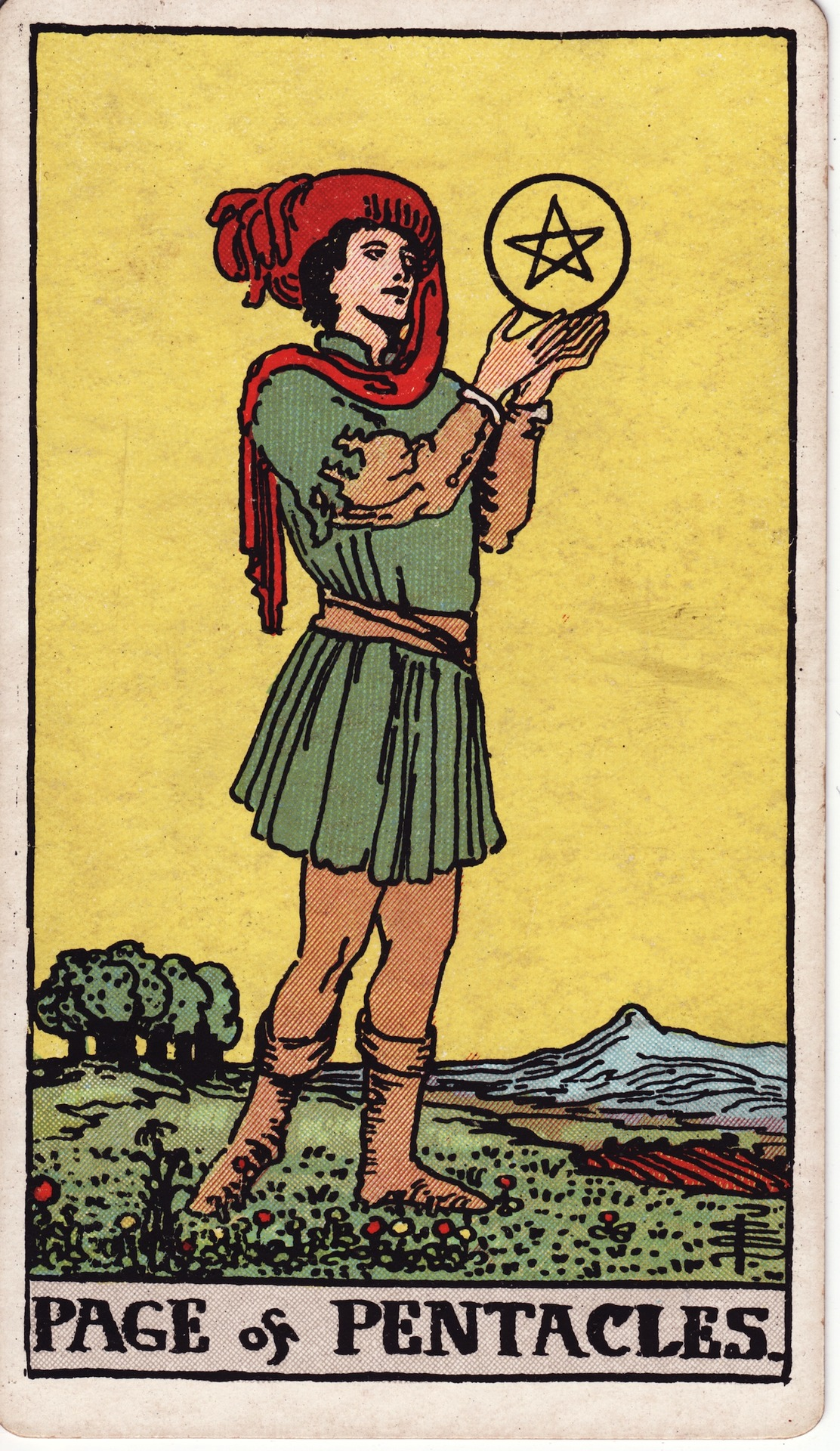
Паж пентаклів
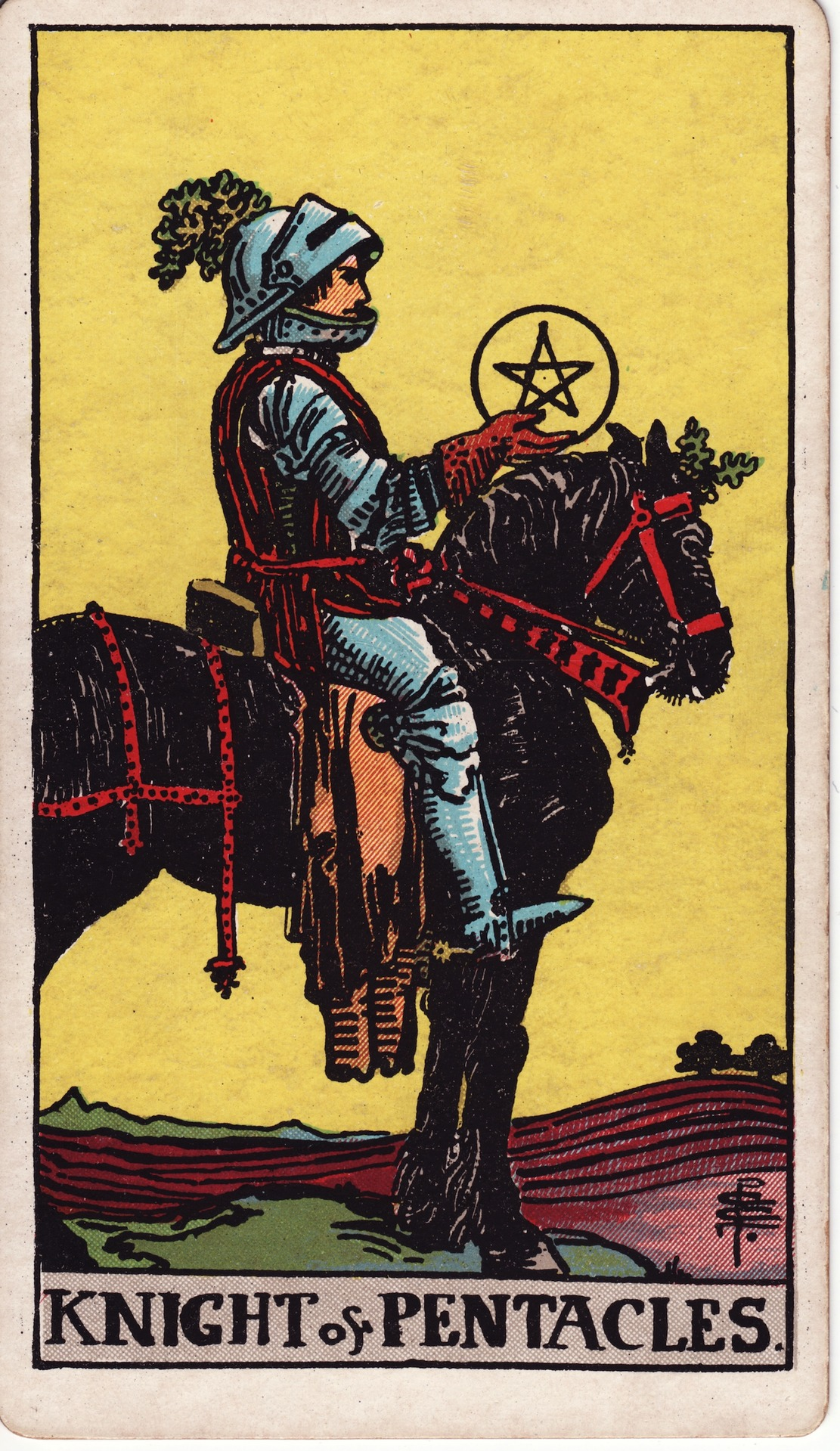
Лицар пентаклів
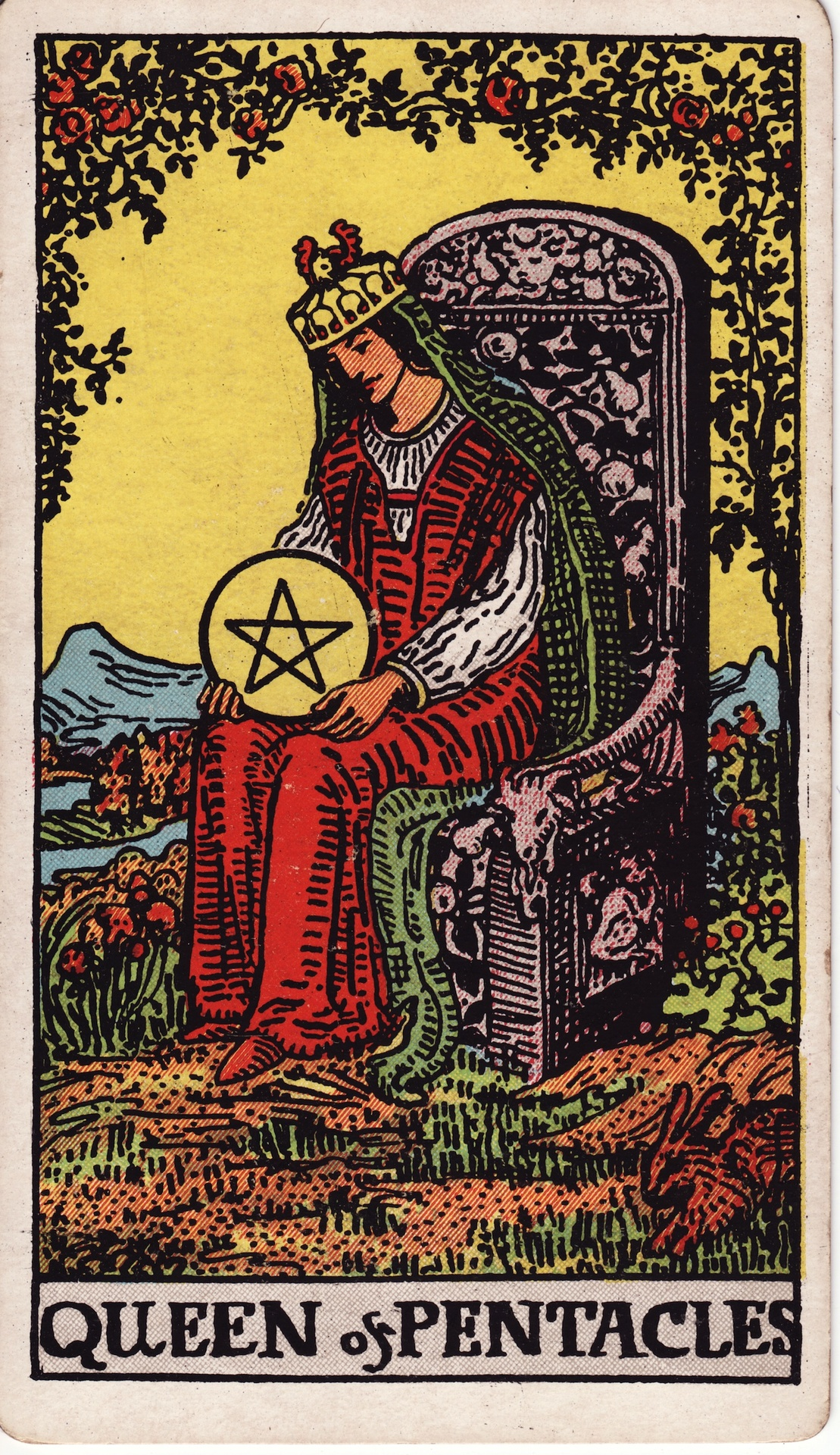
Королева пентаклів
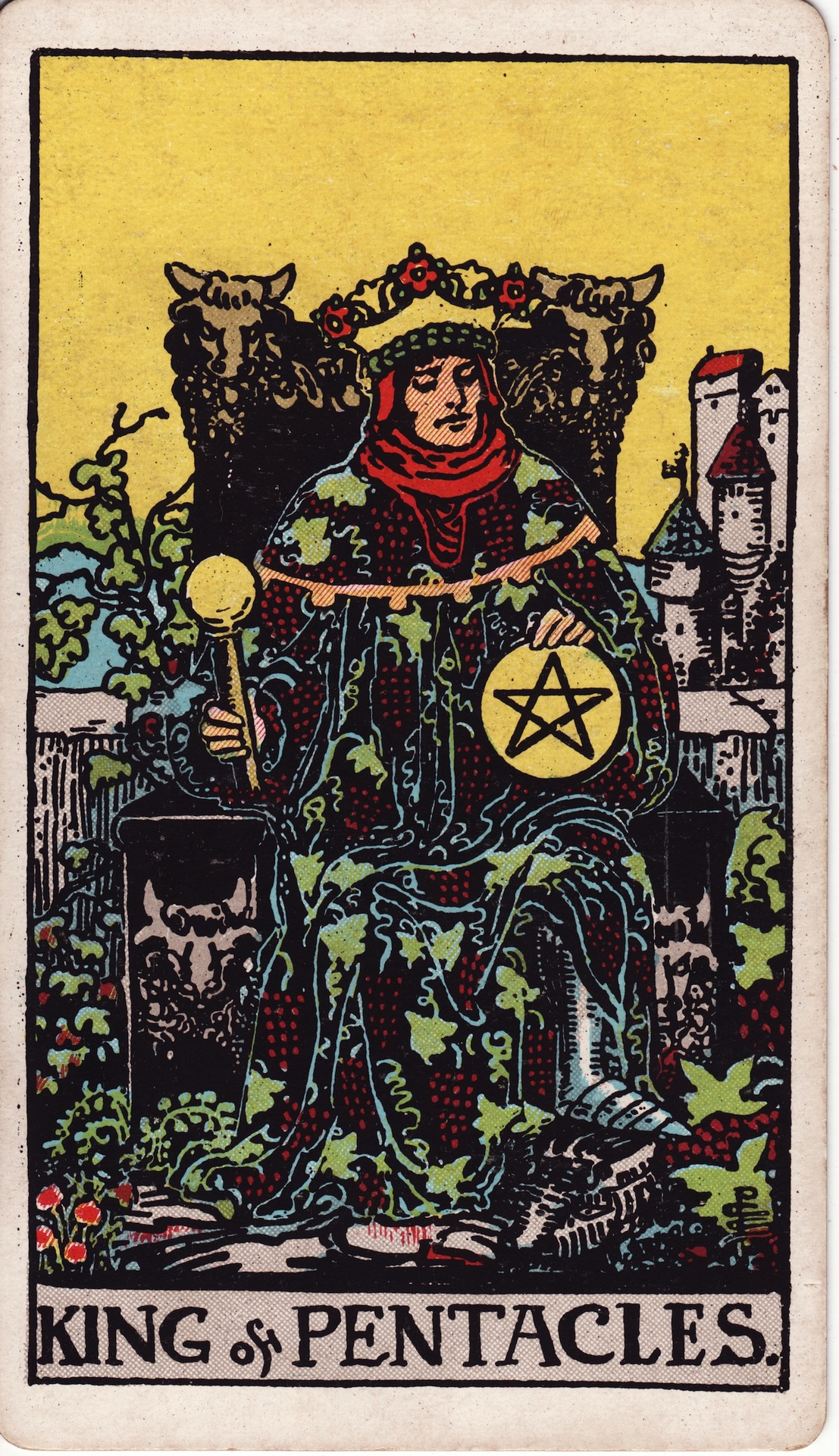
Король пентаклів

## Публікації

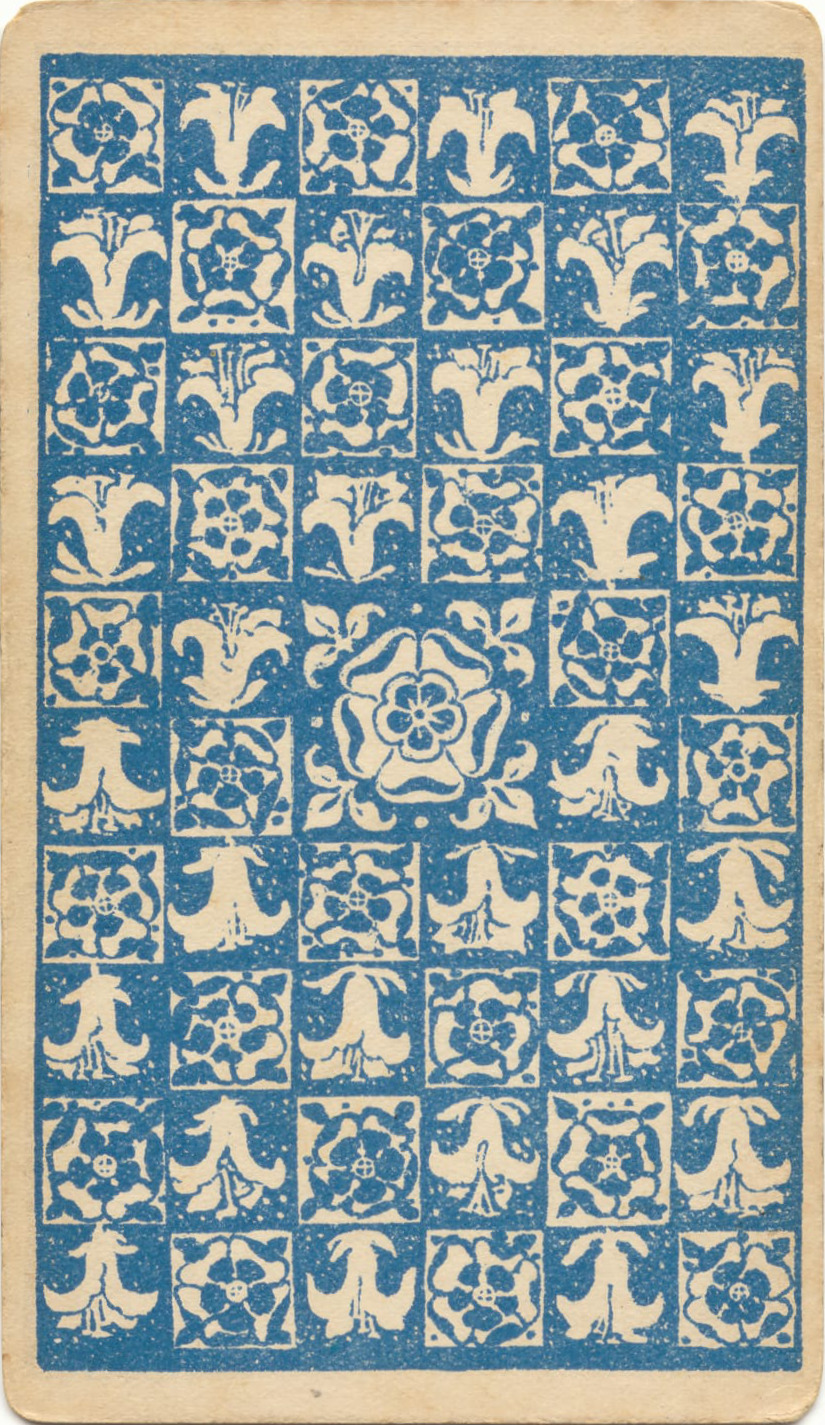
Оригінальний дизайн зворотної сторони карт із трояндами та ліліями 1909 року

Вперше, карти були опубліковані в грудні 1909 року видавцем William Rider & Son у Лондоні. Перше видання було дуже обмеженим. На сорочці зображався візерунок із троянд та лілій. У березні 1910 року було надруковано значно більший наклад із кращою якістю карт та дизайном звороту, що нагадував тріщини на висохлій землі. Це видання, яке часто називають колодою «А», виходило з 1910 по 1920 рік. Райдер продовжував публікувати колоду в різних виданнях до 1939 року, потім знову з 1971 по 1977 рік.
Усі видання Райдера до 1939 року продавались із невеликим посібником, написаним А. Е. Вейтом, що містив огляд традицій та історії карт, тексти про тлумачення та розширені описи їхніх символів. Перша версія цього посібника була опублікована в 1909 році під назвою «Ключ до таро». Через рік була видана переглянута версія «Ілюстрований ключ до таро», яка містила чорно-білі відтиски з усіх сімдесятьох вісьмох ілюстрацій Сміт.
У 2009 році компанія US Games Systems опублікувала пам'ятну колоду під назвою «Столітня колода Сміт і Вейта» («The Smith-Waite Centennial Deck») у складі Пам'ятного набору Памели Колман Сміт, присвяченого сотій річниці колоди 1909 року. Зокрема, у цій колоді ім'я Сміт поміщено першим і вилучено ім'я видавця (Райдер). У цьому ключі деякі сучасні читачі таро називають оригінальну колоду та її різні ітерації «колодою Сміт і Вейта», щоб віддати належне внеску Сміт до створення колоди.

## Авторське право
Оригінальна версія таро Райдера — Вейта є загальнодоступною в усіх країнах, де термін дії авторського права складає 70 років або менше після смерті останнього співавтора. Це стосується й Сполученого Королівства, де вперше опублікували колоду.
У Сполучених Штатах колода стала частиною суспільного надбання у 1966 році (публікація + 28 років + поновлення 28 років), відтак американські митці вільно використовували її у власних медіапроєктах. Компанія US Games Systems подала претензію щодо авторських прав на свою оновлену версію колоди, опубліковану в 1971 році, але це стосується лише нового матеріалу, доданого до попередньої роботи (наприклад, зображення на зворотах карт або коробці чи пакуванні).